# 野田市
野田市（のだし）は、千葉県の北西部に位置する市。
人口は約15.3万人。都市雇用圏における東京都市圏。健康都市連合加盟都市。東葛飾地域にある。江戸川や利根運河の水運で栄えた醤油五大名産地の一つ。醸造関連遺産は近代化産業遺産に認定されている。
1950年（昭和25年）市制施行。

## 概要
古くは江戸川の河岸を中心に水運で発展した。鉄道開通後は駅を中心に東京都の都心のベッドタウンとして住宅開発が進む。東武野田線（東武アーバンパークライン）「野田市駅」周辺はキッコーマンの創業地であり、本社を置く企業城下町としても知られる。ここから毎日、全国に醤油が出荷されている。
豪商のお屋敷や醤油蔵など近代化産業遺産「野田市の醸造関連遺産」として数多く現存している。関東の富士見百景「野田市からの富士」に選定されている。
野田という地名の由来は諸説あり、有力な説に「野田右馬助という武将が館を構えたことに由来する」というものがあるが、「野田の地名を取って野田右馬助を名乗った」とする説も存在するため定かではない。

## 地理
千葉県最北端の市であり、北緯36度線が通る。県庁所在地である千葉市から約40キロメートルの距離である。東京都の都心から30 - 40キロメートル圏内である。都市雇用圏における東京都市圏に含まれ、東京都特別区部への通勤率は13.2%（平成27年国勢調査）。
関東平野のほぼ中央に位置しており、市の中心部は下総台地、市の東を利根川、西を江戸川、南を利根運河によって、三方を河川に囲まれている。利根川を挟んで対岸が茨城県、江戸川をはさんで対岸が埼玉県である。

### 河川

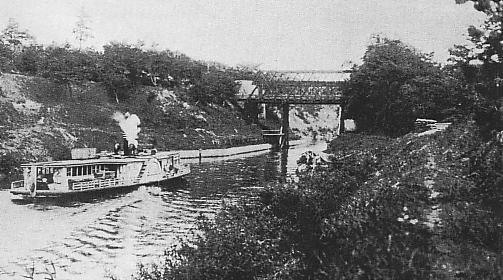
利根運河を航行する蒸気船　1915年

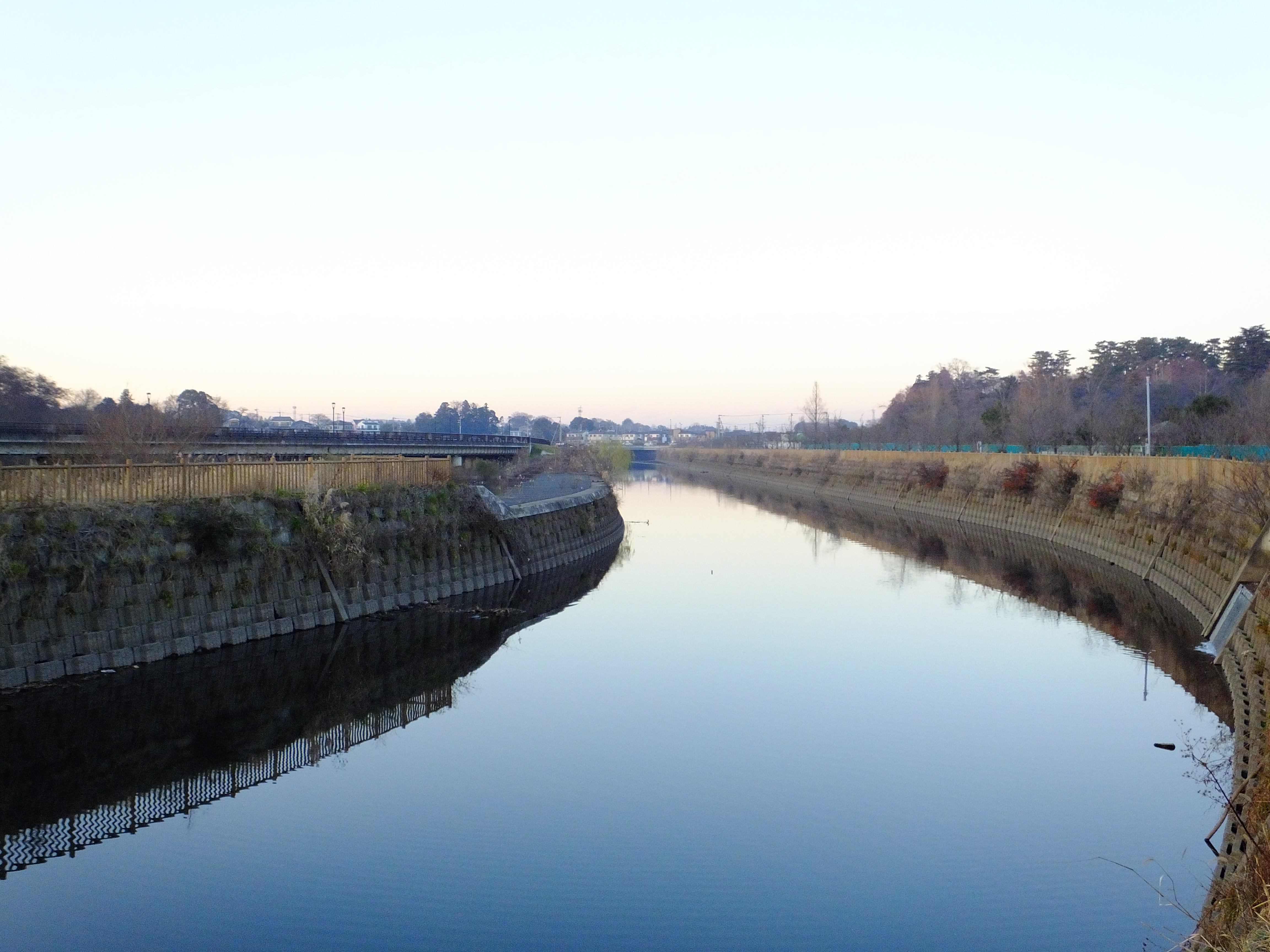
座生川（一級河川）

- 江戸川
- 利根川
- 座生川
- 逆川
- 利根運河
- 関宿用水路

- 座生川（一級河川）

### 隣接している自治体
千葉県
- 柏市
- 流山市

茨城県
- 坂東市
- 常総市
- 守谷市
- 猿島郡：五霞町、境町

埼玉県
- 幸手市
- 吉川市
- 春日部市
- 北葛飾郡：杉戸町、松伏町

## 歴史

### 野田市
先史・古代・中世
野田は江戸時代以前の記録に乏しいが、小規模な遺跡が点在しており、古くから開かれていた土地であることがわかる。古代の遺跡としては野田貝塚、山崎貝塚などが残っており、中規模の集落があったとみられている。
中世の遺跡としては、後三年の役で活躍した鎌倉景正の居城や、古河公方の重臣・野田右馬助の居城があったと伝えられている。ただし遺構は発見されていない。
また尾崎には、鎌倉幕府の有力な御家人だった野本家定の城館と伝えられる、比較的規模の大きい城館跡も残っている。木野崎には、国人の一色数馬の城館跡が残っており、豊臣秀吉の派遣した軍との戦いがあったと伝えられている。

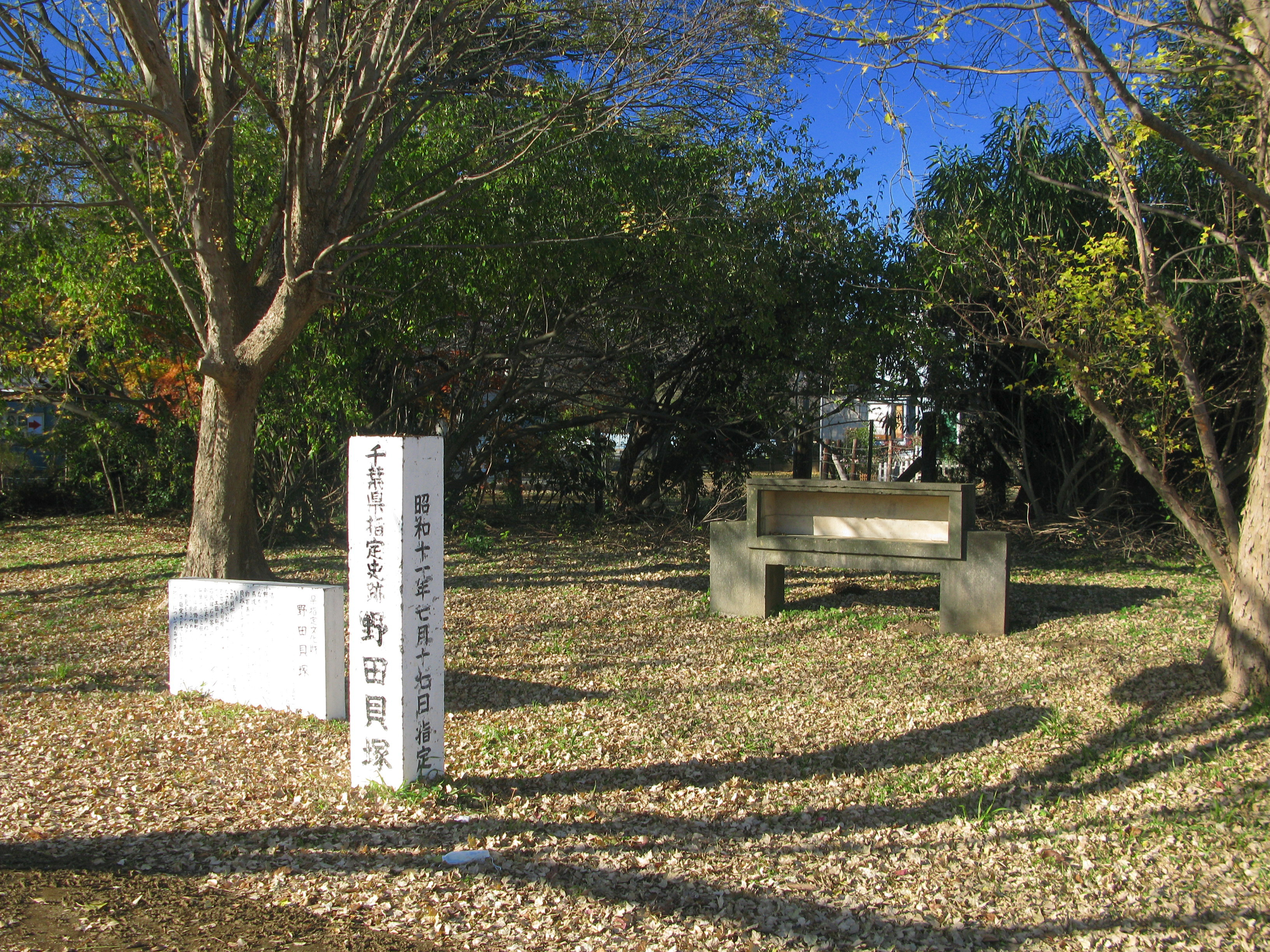
野田貝塚（2012年12月）
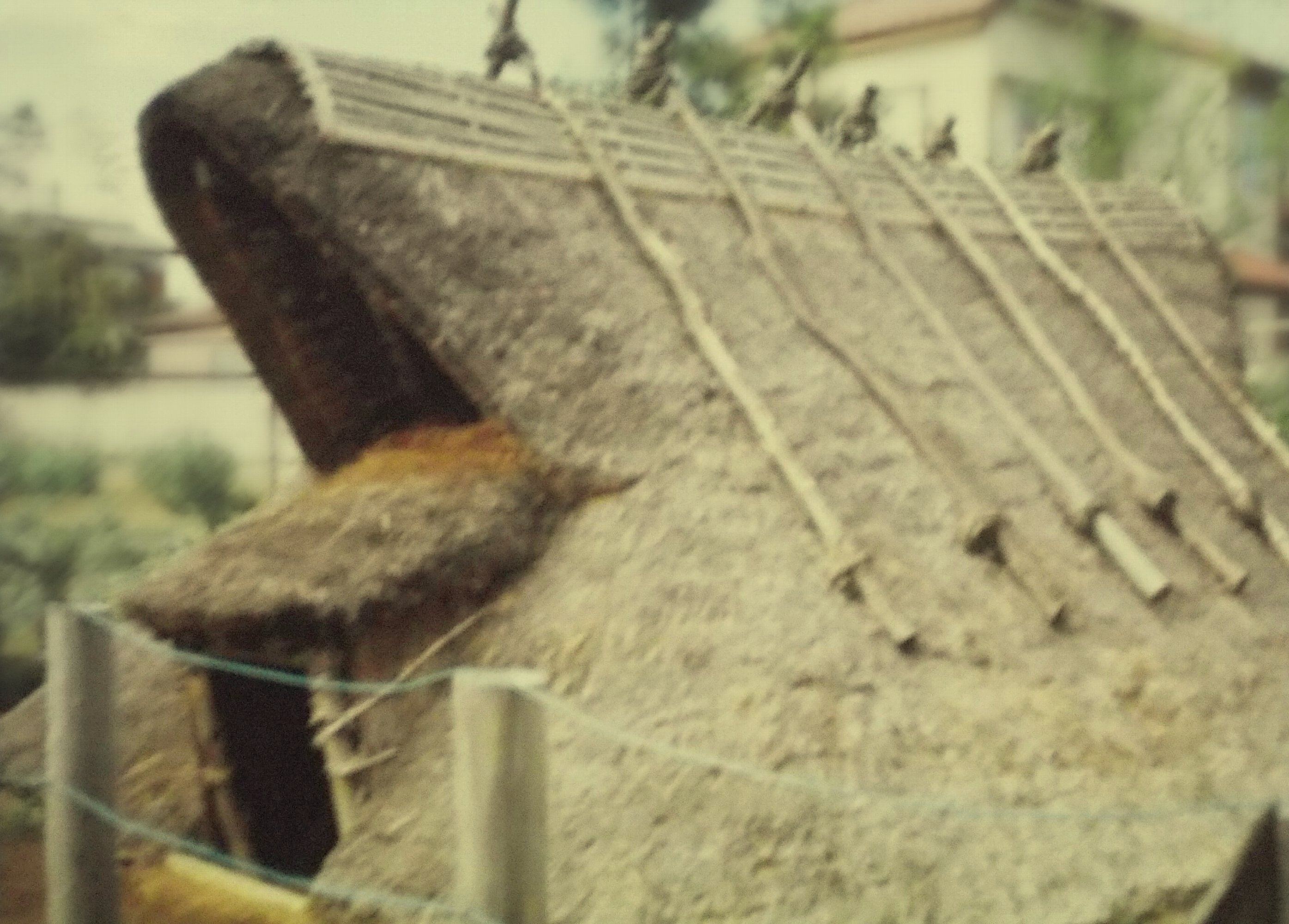
中根八幡遺跡
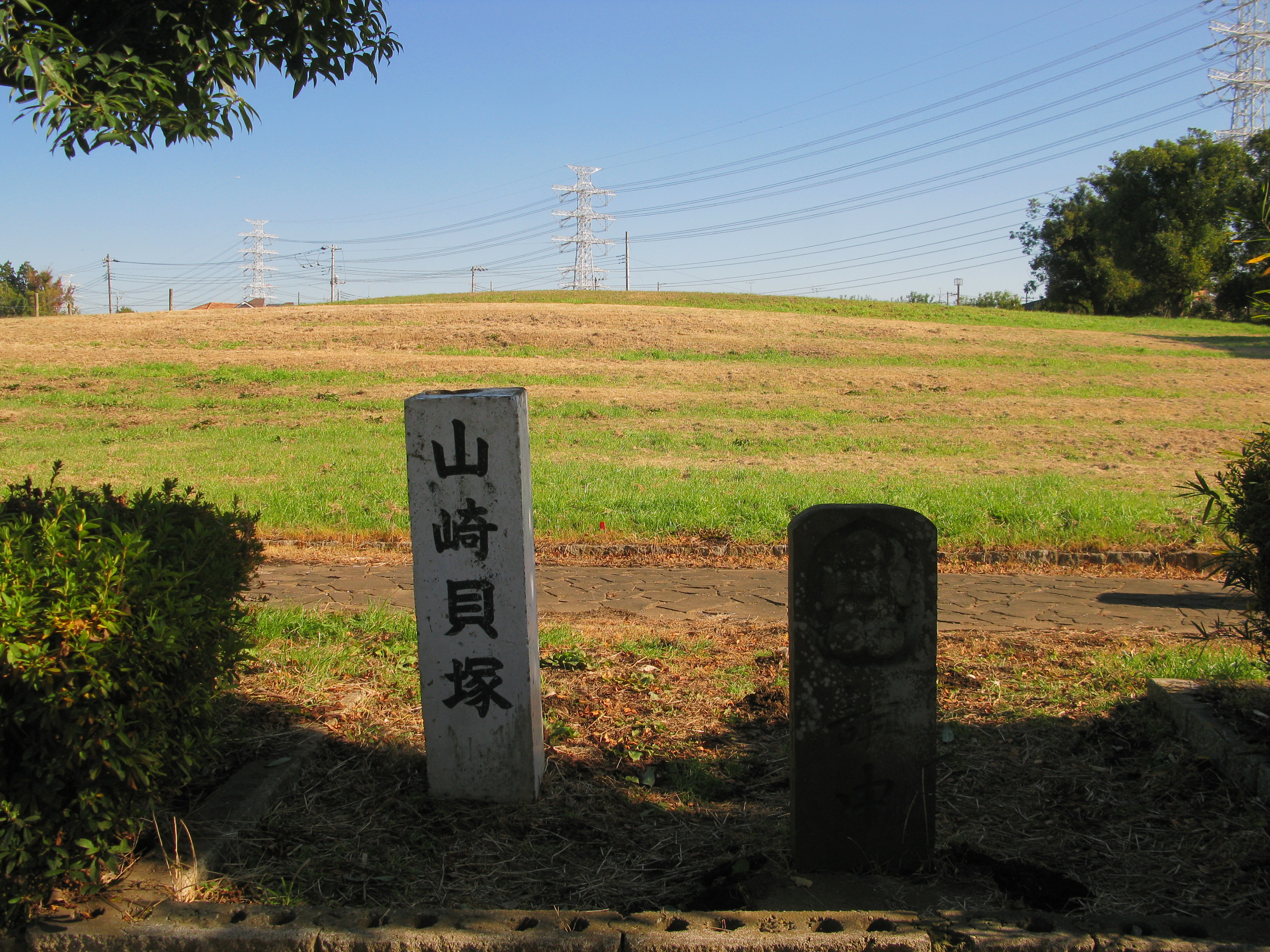
山崎貝塚

江戸時代
徳川家康の江戸入府後には、1590年（天正18年）に岡部長盛の居城が山崎に築かれ、のちに堤台に移ったと伝えられている。これらの遺構や伝承はある程度残っているものの、記録が少ないため中世の情報は不明な点が多い。
野田は江戸時代に入るとやや記録が増える。これは、大消費地となった江戸に出荷する醤油産業が興り、恵まれた水運を利用して、醤油の一大ブランド地として栄えていったためとされる。陸上交通として、日光東往還が通されたため、山崎宿・中里宿などの宿場も興った。
近代以後
- 1899年（明治32年） - 川間村が茨城県猿島郡中川村の一部（利根川以南）を編入し大字小山・筵内・長谷を設置。
- 1917年（大正6年） - 高梨家・茂木家など在郷醤油醸造家が合同して設立されていた野田醤油醸造組合が株式会社となる。
- 1921年（大正10年） - 野田醤油労働争議が勃発。全国から労働運動家が来訪。
- 1922年（大正11年） - キッコーマン醤油が市内2500世帯に上水道の供給を始める。以降、1975年に市内の水道事業が野田市に移管されるまで続いた[3]。
- 1923年（大正12年） - 福田村事件が起こる。

- 1950年（昭和25年）5月3日 - 野田町・旭村・梅郷村・七福村が合併し、野田市となる（千葉県では8番目）。
- 1951年（昭和26年）
  - 1月1日 - 川間村の一部（大字船形の一部）を野田市に編入する[告示 1]。
  - 11月1日 - 北部地区に大字七光台を設置[告示 2]。

- 1957年（昭和32年）4月1日 - 川間村・福田村を編入合併。
- 1961年（昭和36年）9月1日 - 関宿町との境界を変更する[告示 3]。
- 1966年（昭和41年） - 東京理科大学野田校舎（現在の野田キャンパス）が竣工。
- 1970年（昭和45年）1月17日 - 中央地区に中野台鹿島町を設置[告示 4]。
- 1973年（昭和48年）
  - 7月28日 - 川間地区に日の出町を設置[告示 5]。
  - 12月15日 - 中央地区に上花輪新町を設置[告示 6]。
- 1980年（昭和55年）5月3日 - 北部地区に岩名一丁目・岩名二丁目・春日町・五木新町を設置[告示 7]。
- 1982年（昭和57年） - 野田工業団地造成完了。
- 1983年（昭和58年）11月19日 - 南部地区に山崎貝塚町を設置[告示 8]。
- 1988年（昭和63年）1月30日 - 北部地区に大字谷吉を設置[告示 9]。
- 1989年（平成元年）9月13日 - 南部地区に大字山崎梅の台を設置[告示 10]。
- 1995年（平成7年）
  - 3月25日 - 南部地区に花井一丁目を設置[告示 11]。
  - 12月23日 - 川間地区に大字尾崎台を設置[告示 12]。
- 1999年（平成11年）10月1日 - 関宿町との境界を変更する[告示 13]
- 2002年（平成14年）3月2日 - 南部地区にみずき一丁目・みずき二丁目・みずき三丁目・みずき四丁目を設置[告示 14]。

- 2003年（平成15年）6月6日 - 関宿町を編入合併。
- 2006年（平成18年）
  - 9月2日 - 中央地区に清水公園東一丁目・清水公園東二丁目を設置[告示 15]。
  - 9月30日 - 中央地区に桜の里一丁目・桜の里二丁目・桜の里三丁目を設置[告示 16]。
- 2009年（平成21年）
  - 8月8日 - 中央地区につつみ野一丁目・つつみ野二丁目を設置[告示 17]。
  - 11月28日 - 川間地区に泉一丁目・泉二丁目・泉三丁目を設置[告示 18]。
- 2011年（平成23年）1月1日 - 南部地区に桜木・桜台を設置[告示 19][告示 20]。
- 2012年（平成24年）10月27日 - 北部地区に光葉町一丁目・光葉町二丁目・光葉町三丁目を設置[告示 21]。
- 2015年（平成27年）9月26日 - 南部地区に山崎新町を設置[告示 22]。
- 2016年（平成28年）10月29日 - 関宿中部地区になみき一丁目・なみき二丁目・なみき三丁目・なみき四丁目を設置[告示 23]。

1970年代以降、国道16号沿線に工場や物流施設が多数移転し、東武野田線を通勤路線として東京のベッドタウン化が進む。しかし、1990年代以降都心回帰現象の影響を受け、青年男子層が進学・就職を機会に市外に流出、高齢化の進展を見ている。
近年都市再生機構が市南部みずき（旧山崎）地区に開発を進めている野田みずきの街や、つくばエクスプレスの開業により東京都心へのアクセスが早くなった事から、人口は再び増加に転じている。

### 行政区域の変遷
|                         |                    |                    |                |                         |                         |                         |        |        |
| 東葛飾郡野田町          | A                  | 野田市             | 野田市         | 野田市                  | 野田市                  | 野田市                  | 野田市 | 野田市 |
| 東葛飾郡旭村            | A                  | 野田市             | 野田市         | 野田市                  | 野田市                  | 野田市                  | 野田市 | 野田市 |
| 東葛飾郡梅郷村          | A                  | 野田市             | 野田市         | 野田市                  | 野田市                  | 野田市                  | 野田市 | 野田市 |
| 東葛飾郡七福村          | A                  | 野田市             | 野田市         | 野田市                  | 野田市                  | 野田市                  | 野田市 | 野田市 |
| 東葛飾郡川間村          | 東葛飾郡川間村     | 東葛飾郡川間村     | 東葛飾郡川間村 | 東葛飾郡川間村          | C                       |                         |        |        |
| 東葛飾郡福田村          |                    |                    |                |                         | C                       |                         |        |        |
| 東葛飾郡木間ヶ瀬村      | 東葛飾郡木間ヶ瀬村 | 東葛飾郡木間ヶ瀬村 | B              | 東葛飾郡関宿町（第2次） | 東葛飾郡関宿町（第2次） | 東葛飾郡関宿町（第2次） | D      |        |
| 東葛飾郡二川村          |                    |                    | B              | 東葛飾郡関宿町（第2次） | 東葛飾郡関宿町（第2次） | 東葛飾郡関宿町（第2次） | D      |        |
| 東葛飾郡関宿町（第1次） |                    |                    | B              | 東葛飾郡関宿町（第2次） | 東葛飾郡関宿町（第2次） | 東葛飾郡関宿町（第2次） | D      |        |
|                         |                    |                    |                |                         |                         |                         |        |        |

### 方言
金田一春彦の回想録によると東京方言との間に特筆すべき差がないとされているが、茨城県南西部や埼玉県南東部とともに下総国葛飾郡を構成していたためか、中・高年齢者には西関東方言（千葉県・埼玉県の他地域など）と東関東方言（茨城県など）が混合したような方言の話者が多い。この場合、アクセントも茨城弁ほどでないにせよ曖昧化・崩壊が見られ、東京式アクセントとはほど遠い。同様の方言は、隣接する流山市や埼玉県吉川市・三郷市などでも聞かれ（葛飾方言）、北へ行くほど東京式アクセントとの乖離が大きい傾向がある。

## 人口
2010年の国勢調査で15万5446人を記録して以降は減少傾向となっている。2021年の人口は約15万2000人。
| |                                        |  |
| 野田市と全国の年齢別人口分布（2005年） | 野田市の年齢・男女別人口分布（2005年） |  |
| ■紫色 ― 野田市 ■緑色 ― 日本全国 | ■青色 ― 男性 ■赤色 ― 女性              |  |
| 野田市（に相当する地域）の人口の推移 \| 1970年（昭和45年） \| 80,520人 \| \| \| 1975年（昭和50年） \| 91,777人 \| \| \| 1980年（昭和55年） \| 112,753人 \| \| \| 1985年（昭和60年） \| 130,873人 \| \| \| 1990年（平成2年） \| 145,206人 \| \| \| 1995年（平成7年） \| 152,245人 \| \| \| 2000年（平成12年） \| 151,197人 \| \| \| 2005年（平成17年） \| 151,240人 \| \| \| 2010年（平成22年） \| 155,491人 \| \| \| 2015年（平成27年） \| 153,583人 \| \| \| 2020年（令和2年） \| 152,638人 \| \| |                                        |  |
| 総務省統計局 国勢調査より |                                        |  |
| 1970年（昭和45年） | 80,520人                               |  |
| 1975年（昭和50年） | 91,777人                               |  |
| 1980年（昭和55年） | 112,753人                              |  |
| 1985年（昭和60年） | 130,873人                              |  |
| 1990年（平成2年） | 145,206人                              |  |
| 1995年（平成7年） | 152,245人                              |  |
| 2000年（平成12年） | 151,197人                              |  |
| 2005年（平成17年） | 151,240人                              |  |
| 2010年（平成22年） | 155,491人                              |  |
| 2015年（平成27年） | 153,583人                              |  |
| 2020年（令和2年） | 152,638人                              |  |

## 行政

### 憲章
- 野田市市民憲章（1980年（昭和55年）5月3日制定）

1. 郷土の自然を愛し、平和で安全な環境を守ります
2. たがいに助け合い、すべての市民の幸福を願います
3. からだをきたえ、仕事に励み、楽しい家庭をつくります
4. きまりを守り、信頼と愛情を深め、心豊かな社会を築きます
5. 教養と文化を高め、自由と希望に満ちた郷土をめざします

### 市長
- 鈴木有（2016年（平成28年）7月4日就任、3期目）

### 公共施設
国の機関
- 国土交通省
  - 関東運輸局千葉運輸支局野田自動車検査登録事務所
  - 関東地方整備局江戸川河川事務所（本部）
  - 国土交通省利根川上流河川事務所目吹出張所
- 厚生労働省
  - 松戸公共職業安定所野田出張所「ハローワークのだ」

県の機関

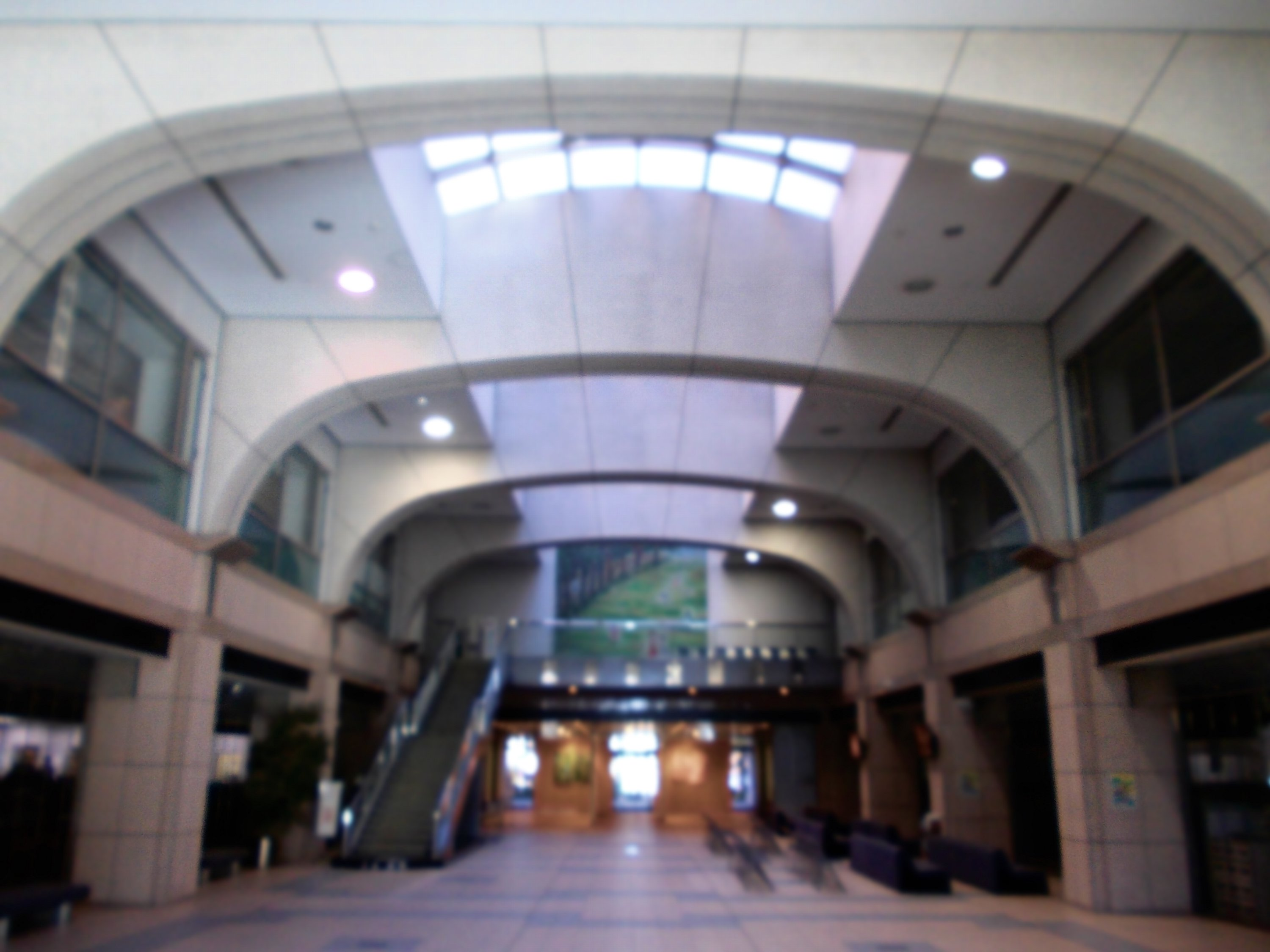
千葉県野田健康福祉センター（野田保健所）
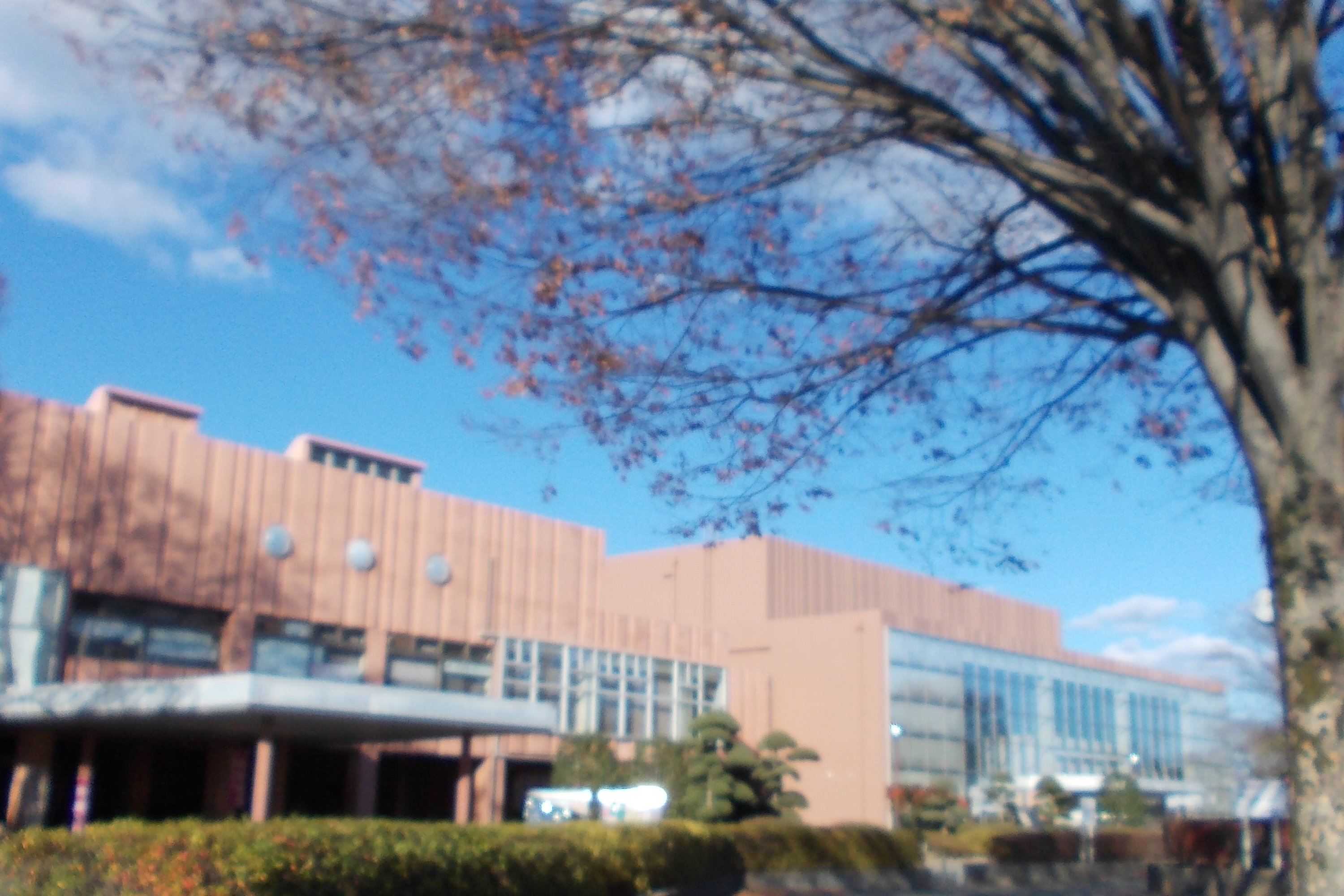
東葛飾地域整備センター野田出張所
- 野田警察署
- 野田市消防本部

市の主要施設
- 野田市役所
- 野田市立図書館
- 野田市文化会館
- 野田市総合公園
- 野田市関宿総合公園
- いちいのホール（旧関宿町役場庁舎）
- 欅のホール
- 北コミュニティセンター
- 南コミュニティセンター
- 野田市市民会館（国の登録有形文化財）

- 野田市役所
- 野田市文化センター

### ナンバープレート
1997年（平成9年）10月20日に関東運輸局千葉運輸支局習志野自動車検査登録事務所より分割される形で野田自動車検査登録事務所が業務を開始し「野田ナンバー」が生まれた。
野田ナンバー管轄区域：松戸市、柏市、我孫子市、流山市、野田市（このうち、柏市と我孫子市にはご当地ナンバーである「柏ナンバー」が、松戸市には「松戸ナンバー」が与えられる）。

## 議会

### 市議会
2009年9月29日、野田市議会において公契約条例案が可決された。これは、市発注の公共事業を受注した業者に対して、市が定めた最低賃金以上を労働者に支払うよう義務づけるものであり、全国初の条例となる。低価格競争による賃金低下が指摘される中、一定額の賃金を確保することで労働者の質の低下を防ぎ、業務の質を確保するのが狙いである。
- 定数：28名
- 任期：2018年（平成30年）5月31日 - 2022年（令和4年）5月30日
- 議長：鶴岡潔（政清会、4期）
- 副議長：山口克己（政清会、3期）

| 会派名               | 議席数      | 議員名（◎は代表）                                                                                              |
| -------------------- | ----------- | --- |
| 政清会               | 11          | ◎竹内美穂、平井正一、中村裕介、木名瀬宣人、木村欽一、濵田勇次、邑樂等、古橋敏夫 、山口克己、深津憲一、染谷信一 |
| 公明党               | 5           | ◎内田陽一、西村福也、中村あや子、椿博文、吉岡美雪                                                              |
| 地域クラブ           | 1           | 池田利秋 |
| 日本共産党野田市議団 | 3           | ◎星野幸治、織田真理、長勝則                                                                                    |
| 市民ネットワーク     | 1           | 小室美枝子 |
| 民主連合             | 4           | ◎石原義雄、小倉良夫、滝本恵一、小椋直樹                                                                        |
| 無所属の会           | 1           | 谷口早苗 |
| 新しい風             | 1           | 栗原基起 |
| 計                   | 27（欠員1） | |

### 県議会
- 選挙区：野田市選挙区
- 定数：2人
- 投票日：2023年4月9日
- 当日有権者数：127,188人
- 投票率：24.94％

| 候補者名   | 当落 | 年齢 | 所属党派   | 新旧別 | 得票数   |
| ---------- | ---- | ---- | ---------- | ------ | -------- |
| 木名瀬訓光 | 当   | 56   | 自由民主党 | 現     | 15,953票 |
| 榎本怜     | 当   | 28   | 国民民主党 | 新     | 10,762票 |
| 池田利秋   | 落   | 74   | 無所属     | 新     | 4,191票  |

### 衆議院
- 選挙区：千葉7区（松戸市の一部、野田市、流山市）
- 投票日：2021年10月31日
- 当日有権者数：434,040人
- 投票率：54.54％

| 当落 | 候補者名 | 年齢 | 所属党派                             | 新旧別 | 得票数    | 重複 |
| ---- | -------- | ---- | ------------------------------------ | ------ | --------- | ---- |
| 当   | 齋藤健   | 62   | 自由民主党                           | 前     | 127,548票 | ○    |
|      | 竹内千春 | 53   | 立憲民主党                           | 新     | 71,048票  | ○    |
|      | 内山晃   | 67   | 日本維新の会                         | 元     | 28,594票  | ○    |
|      | 渡辺晋宏 | 36   | NHKと裁判してる党 弁護士法72条違反で | 新     | 4,749票   |      |

## 経済

### 産業
農業
- 全国有数の枝豆の生産地
- 千葉県内最大の麦の作付面積

農業協同組合
- ちば東葛農業協同組合（JAちば東葛）
- ちば県北農業協同組合

工業
醤油業界最大手のキッコーマン株式会社と白醤油部門では業界最大手のキノエネ醤油株式会社が所在。国内3分の1程度を生産する日本最大の醤油生産地である。
南部工業団地内にある、東京電力パワーグリッド新野田変電所は、総出力794万kVA（2006年（平成18年）4月現在）であり世界最大級の変電所として1999年（平成11年）10月にギネス世界記録に認定された。
- 工業団地
  - 野田工業団地（主な企業 大黒ヂーゼル工業所、坂自動車など）
  - 南部工業団地（主な企業 雪印メグミルク、日立物流、日立建機日本、日鉄ステンレス鋼管、トオカツフーズ、梅郷電子など）
  - 北部工業団地（主な企業 サンデリカ、リクシルなど）
  - 中里工業団地（主な企業 LIXIL、敷島製パン(パスコ)、など）
  - 関宿はやま工業団地（主な企業 味の素物流、セキノ興産など）
  - 泉船形工業団地（主な企業 センコー、ロジパートナーズなど）

#### 本社・本店を置く企業
東証1部
- キッコーマン
  - キッコーマン食品
  - キッコーマン飲料
  - キッコーマンビジネスサービス
  - キッコーマンバイオケミファ
  - 総武物流
  - 野田産業科学研究所

東証ジャスダック
- UPGホールディングス

その他

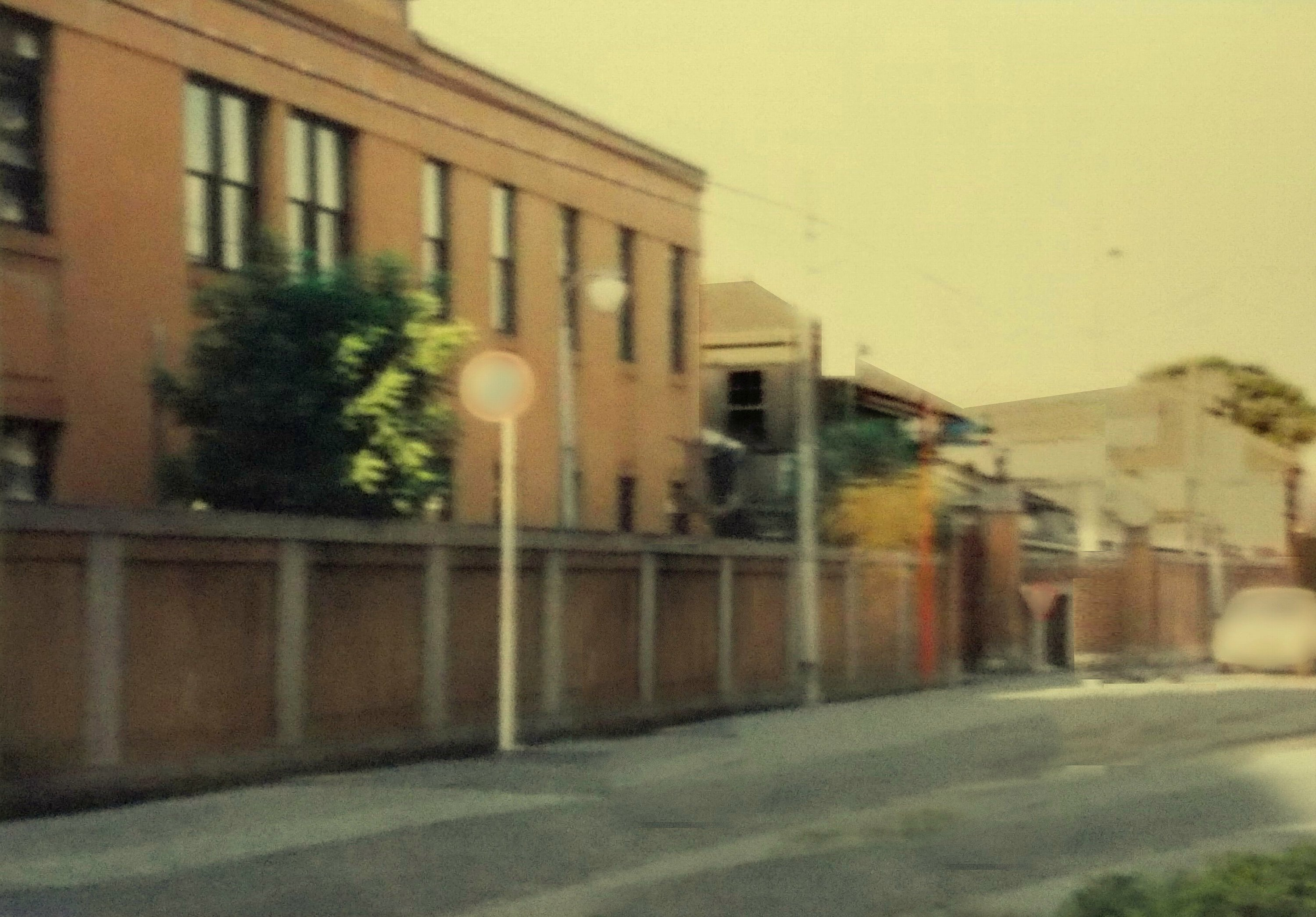
旧キッコーマン本社（昭和50年代）

| - キノエネ醤油 - SAKURA（青果食材チェーン「新鮮一」） - SUMCOテクノロジー - ジョイ・フローラ - 千秋社（清水公園） - 中央コントロールサービス - ナカオサ - サトーインプレス | - 日本一（惣菜チェーン「日本一」） - 野田ガス - 野田食菌工業 - ホワイト餃子本部 - 梅屋 - 医薬品・医療機器・医療用検査 - 京成タクシーあたご（京成タクシーホールディングスの子会社） - 丸川タクシー |

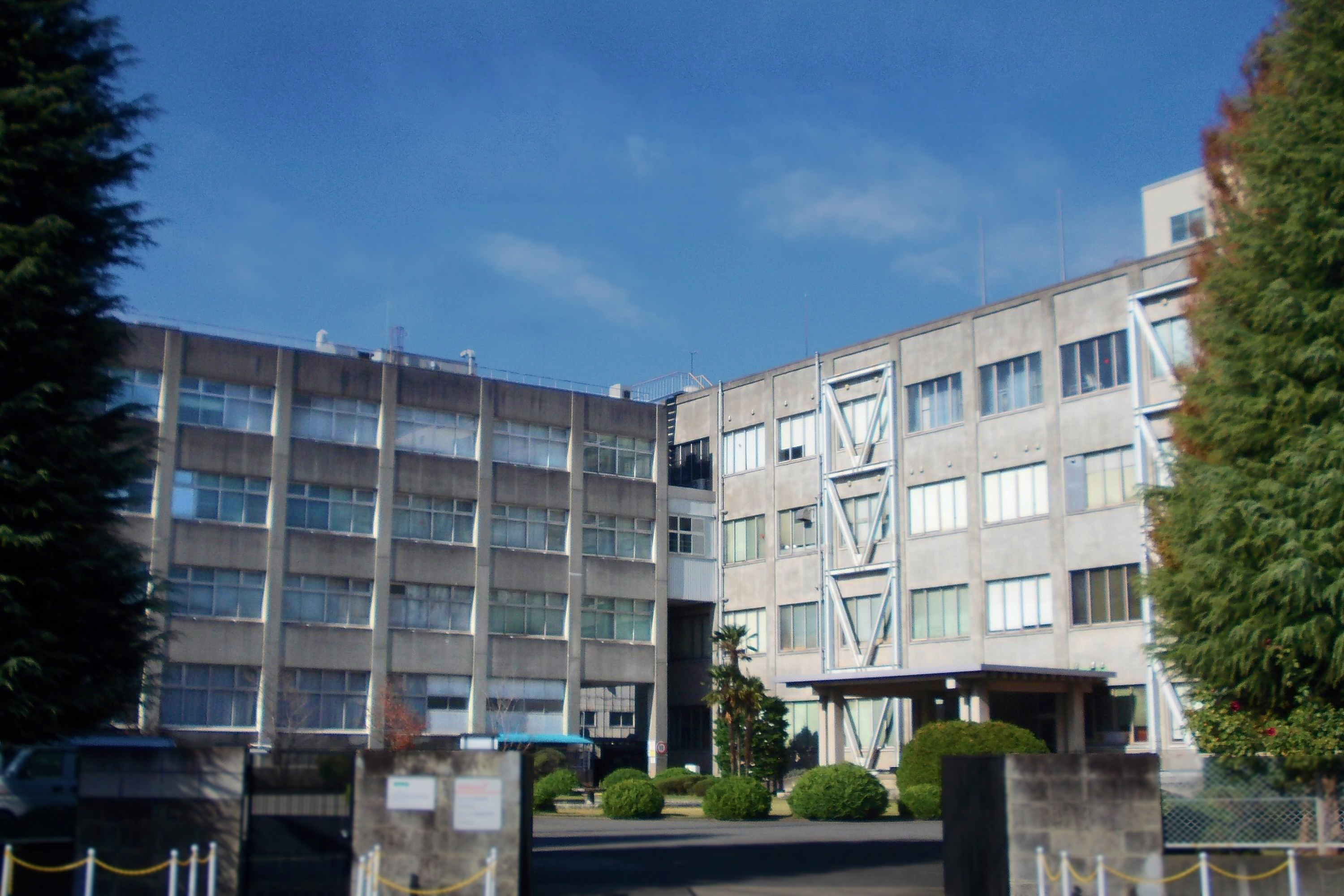
野田産業科学研究所
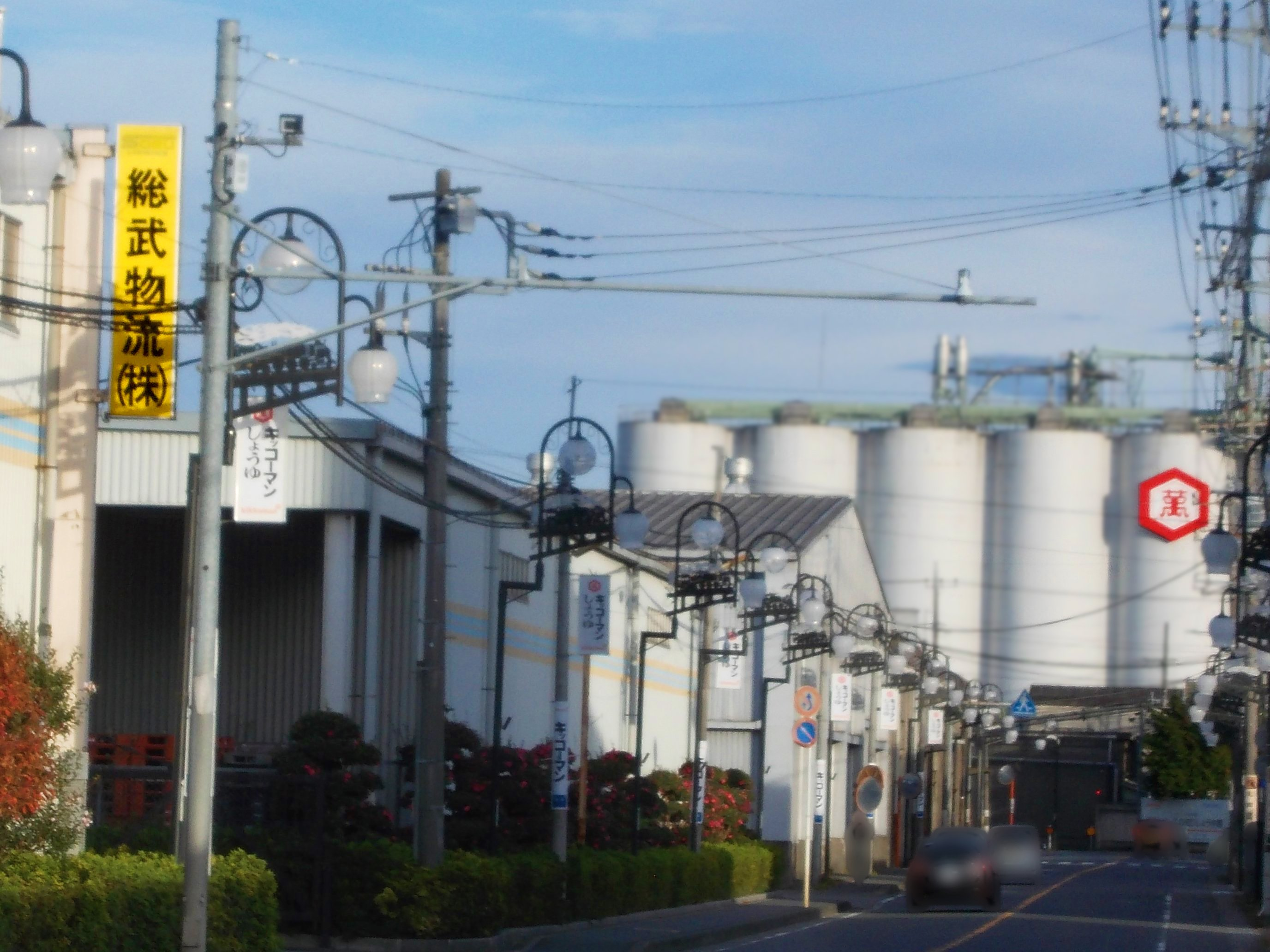
総武物流
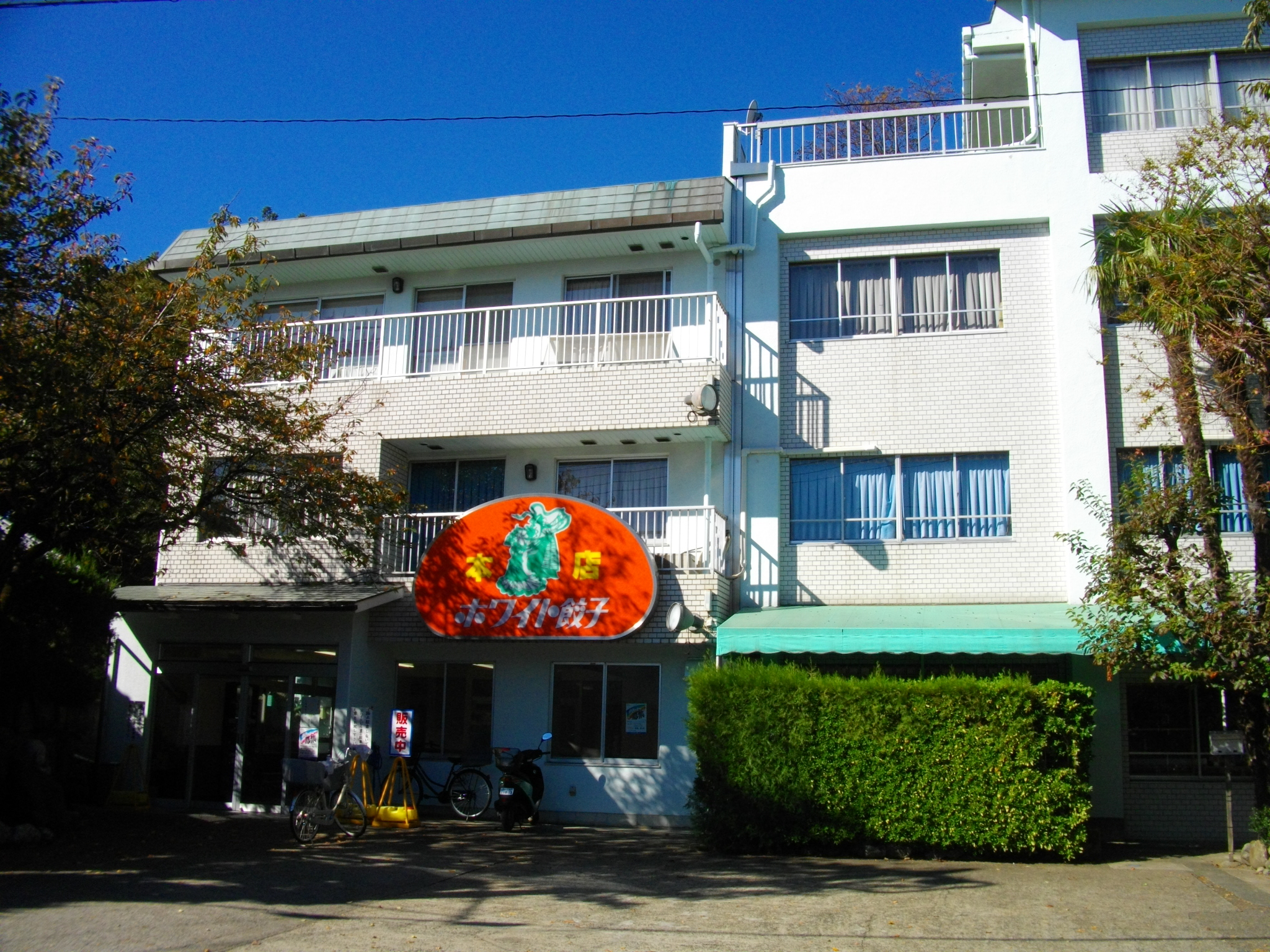
ホワイト餃子本店

#### 事業所がある主な企業
| - 赤城車体工業（野田工場） - アマダウエルドテック（野田事業所） - アルフレッサ ホールディングス - アルフレッサ ファーマ（千葉工場、千葉配送センター） - キッコーマン食品（野田工場、研究本部、東東京支店） - サカタインクス - SUMCO - 敷島製パン - センコー（野田第1PDセンター、イオン北関東RDCセンター、野田第2PDセンター） - 天馬 - 東京電力パワーグリッド（新野田変電所） | - 東武鉄道（南栗橋車両管区七光台支所） - トナミ運輸 - 三菱電機ロジスティクス - 三菱商事ロジスティクス - 日立建機日本 - 日立物流 - ペーパーウェア (株式会社)（千葉工場） - ユー・エス・エス（東京会場） - 雪印メグミルク（旧雪印乳業野田工場） - リクシル（総合技術研究所、七光台工場） - グリコマニュファクチャリングジャパン（千葉工場） |

### 商業施設
- 野田ショッピングセンター・ノア - 1989年（平成元年）3月25日開店[5]。「もりのゆうえんち」を併設[6]。（イオンノア店、トイザらス、ダイソー、スポーツオーソリティ等）
- みずきショッピングセンター（いなげや、ホーマック、ココス、他全13店舗）
- ウニクス野田（ヤオコー、Right-on、スギ薬局、他多数店舗あり）
- イオンタウン野田七光台（マックスバリュ、ロイヤルホームセンター、七光台温泉、ウエルシア、他多数店舗あり）
- 桜の里ショッピングセンター（ベイシア、ケーズデンキ、セリア)
- ベルクスステーションモール七光台（スーパーベルクス、スギ薬局、ダイソー等）
- ヨークプライス野田店 - 2003年までイトーヨーカドー野田店が同じ場所で営業していた。閉店後に解体されて更地となり、2013年にイトーヨーカ堂のディスカウントストア業態であるザ・プライス野田店として新規建設された。
- 野田船形ショッピングセンター（SPORTS　DEPO、CoCo壱番屋、やよい軒）

他に市内には、野田地域（中心市街地）があるほか、旧日光街道沿い、川間駅周辺に商店が集中する。

### 宿泊施設
- ホテルグランボワ（旧野田東武ホテル）
- クリアビューゴルフクラブ&ホテル
- ホテルルートイン野田（2020年12月21日開業）

### ゴルフ場
- 野田市パブリックゴルフ場（ひばりコース・けやきコース）
- 千葉カントリークラブ（野田コース・川間コース・梅郷コース）1954年 - 日本初の株主正会員制ゴルフクラブ・初の林間コース
- 紫カントリークラブ（すみれコース・あやめコース）1961年 -
- クリアビューゴルフクラブ

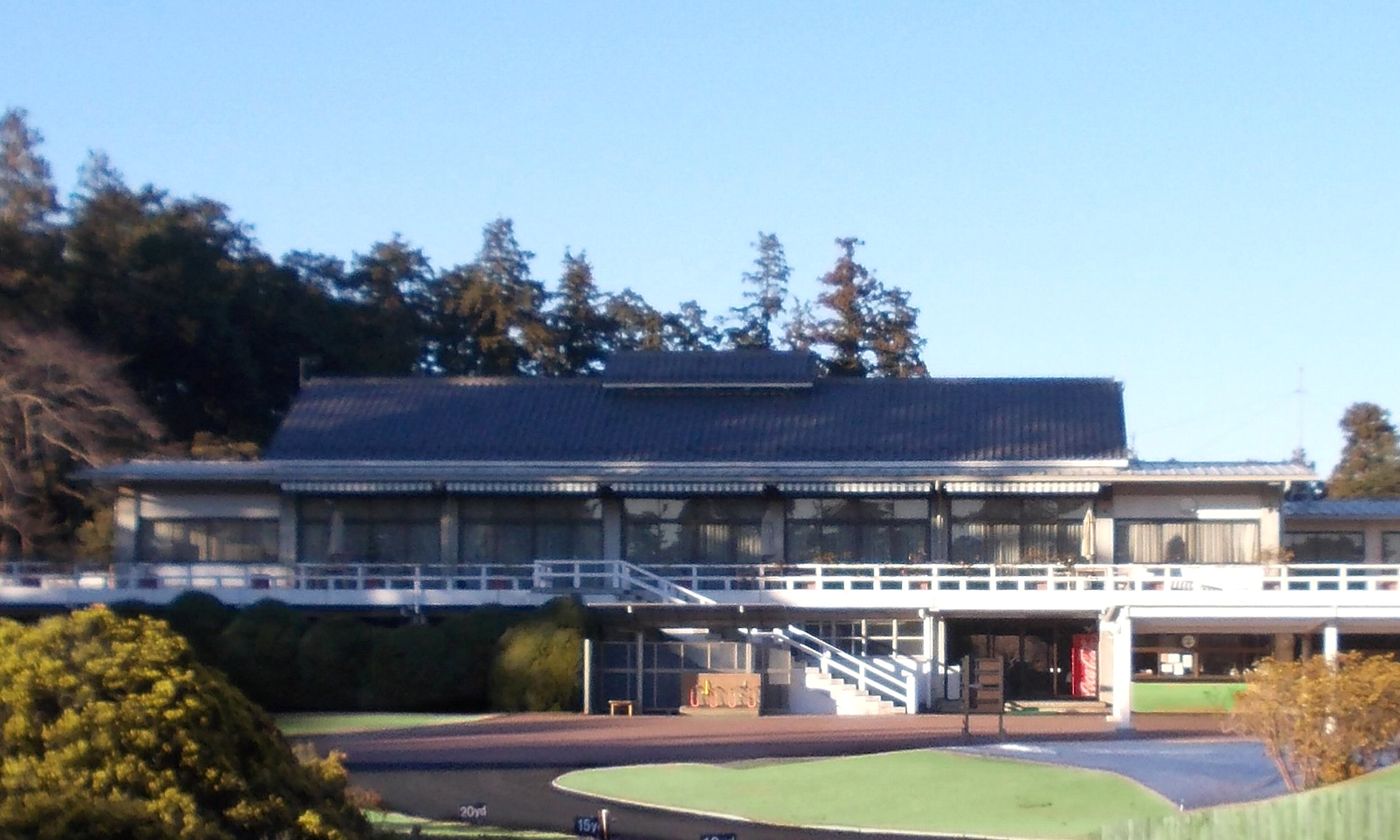
千葉CC梅郷
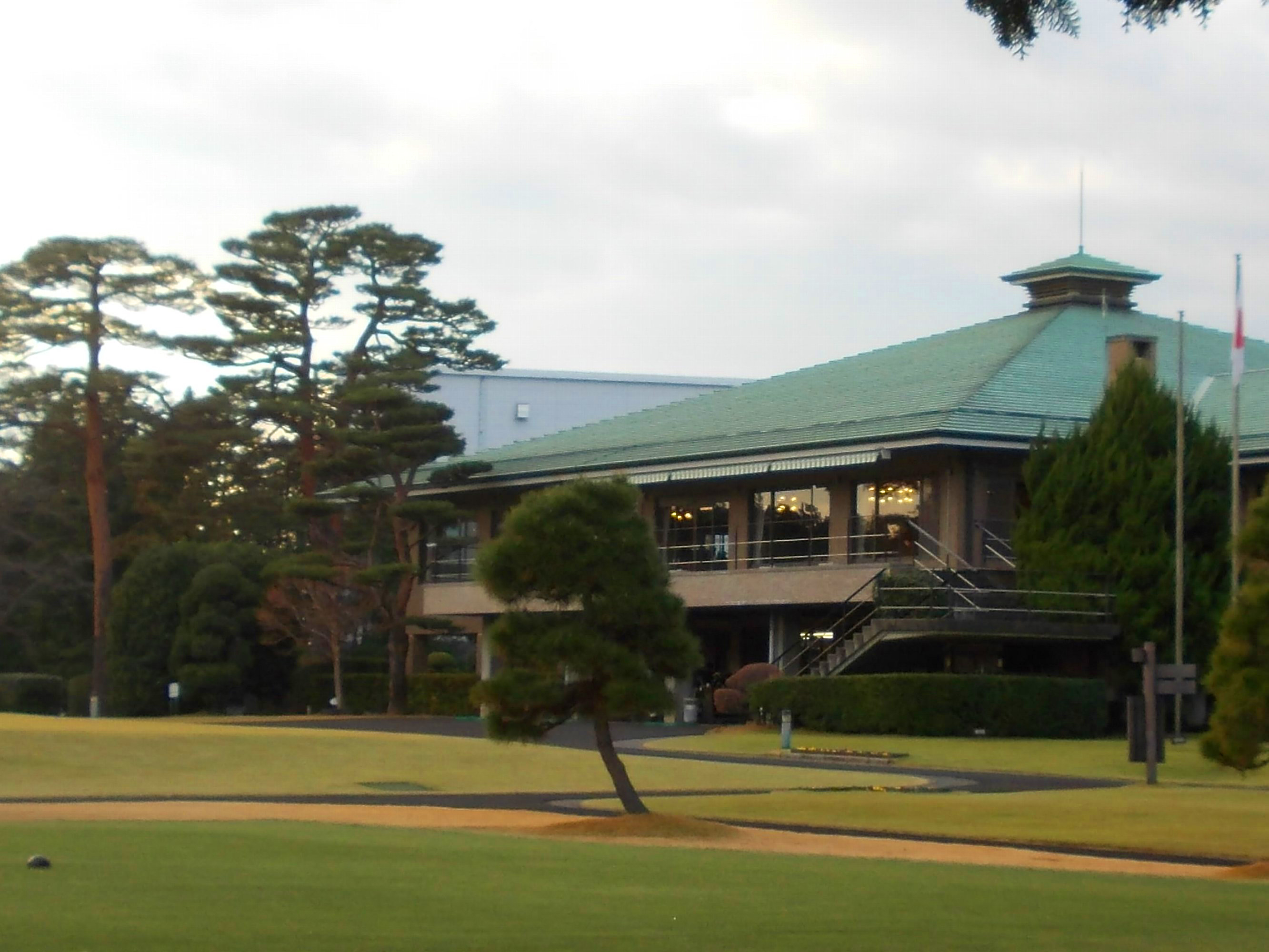
千葉CC野田
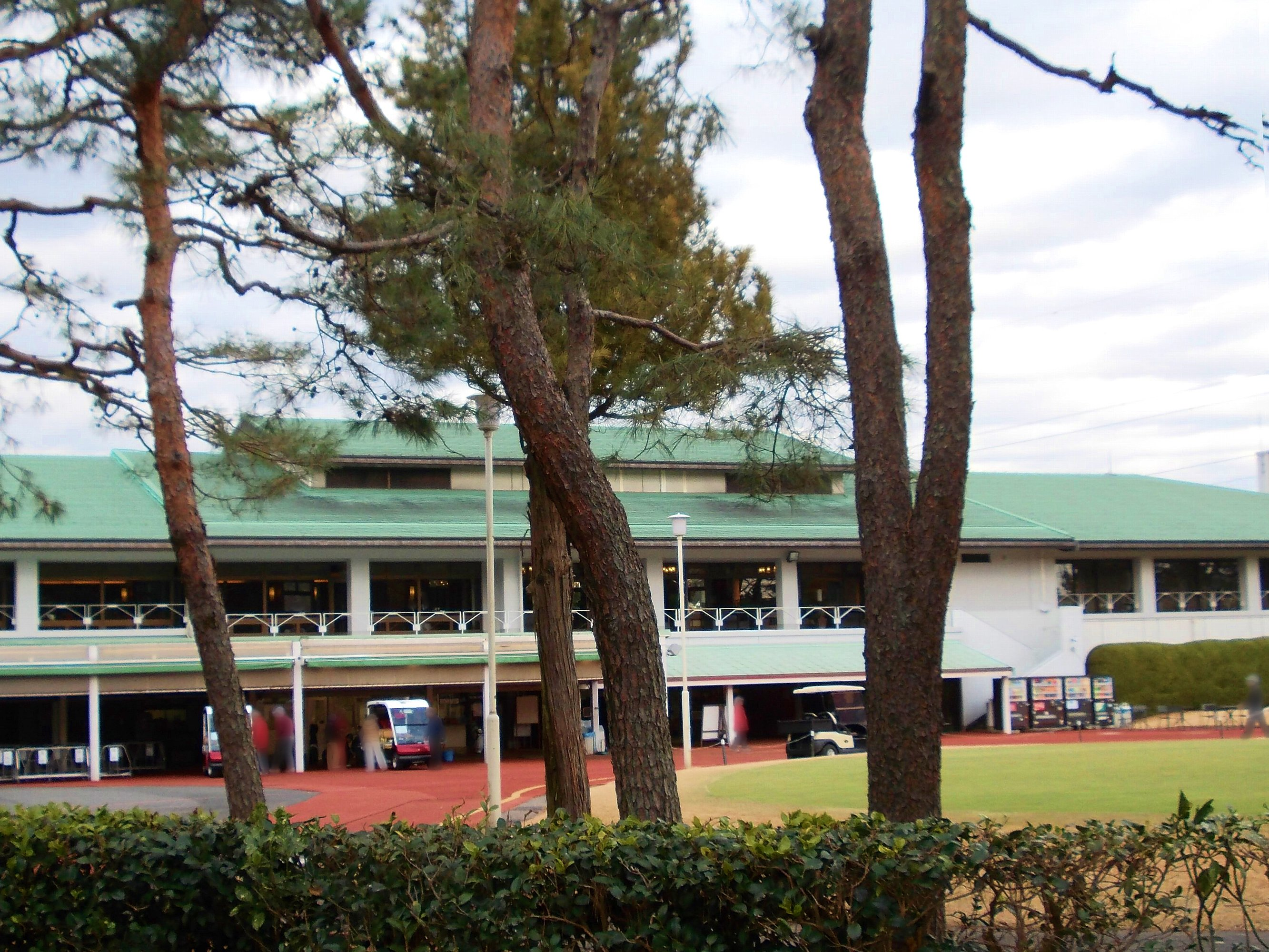
紫CCあやめ
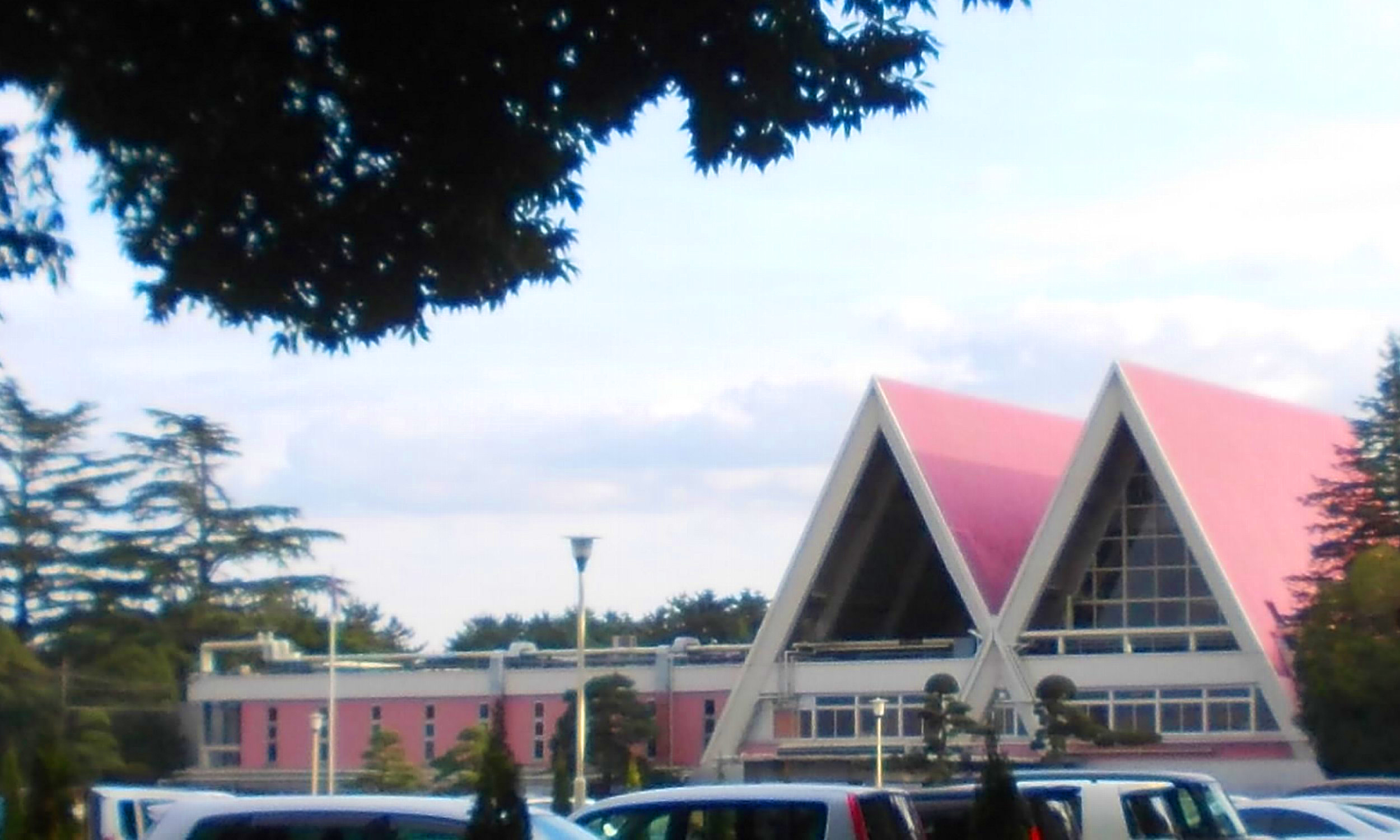
紫CCすみれ
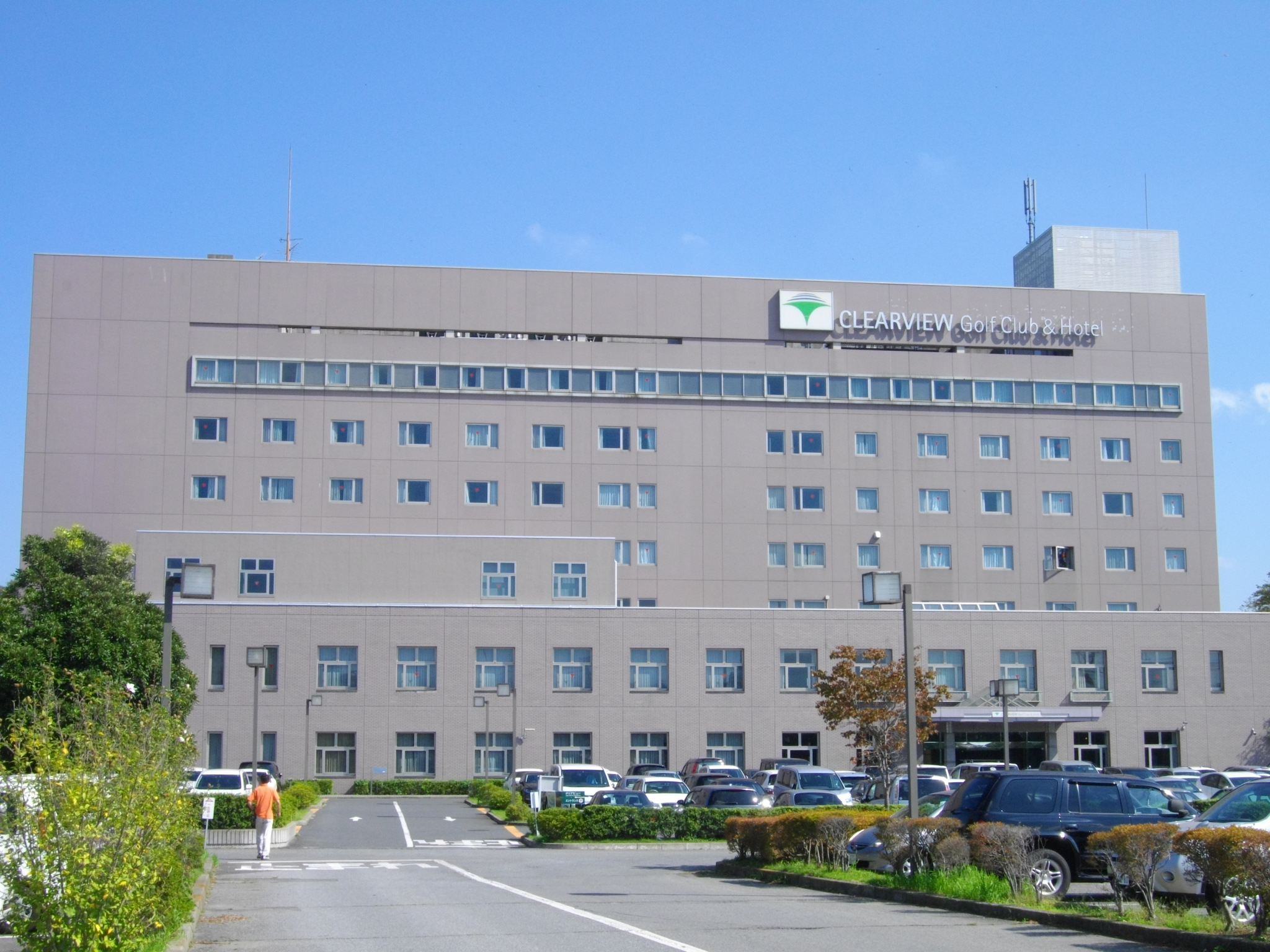
クリアビューゴルフクラブ&ホテル

### テニスクラブ
- 川間グリーン・テニスクラブ
- オークランド・テニスクラブ（閉会）1983年 - 2020年3月
- ロイヤルSC・テニスクラブ　1987年 -
- 野田・テニスクラブ（閉会）
- 生協テニスクラブ（閉会）1979 - 2014　野田醤油生協→エルコープ→パルシステム

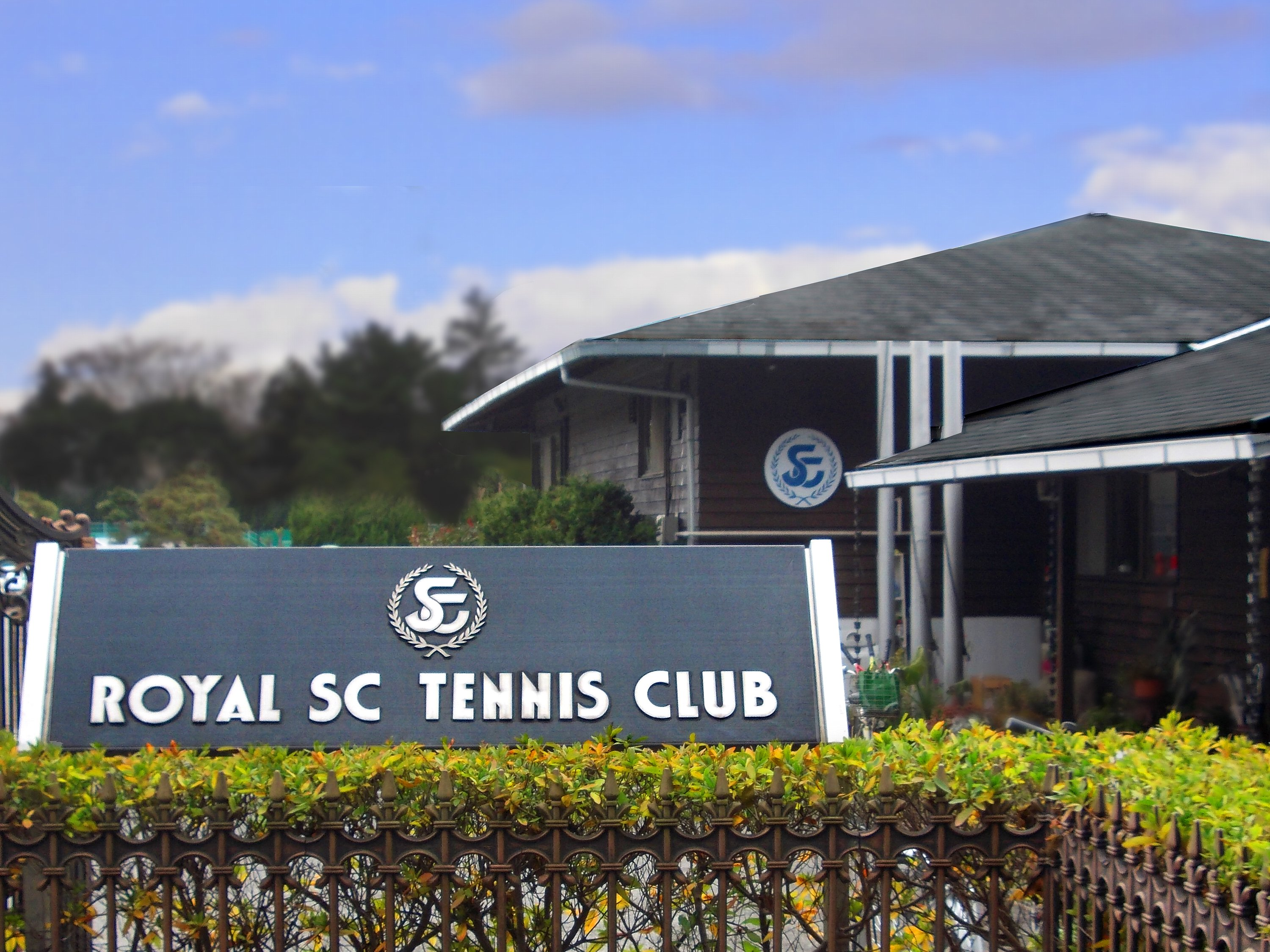
ロイヤルSC
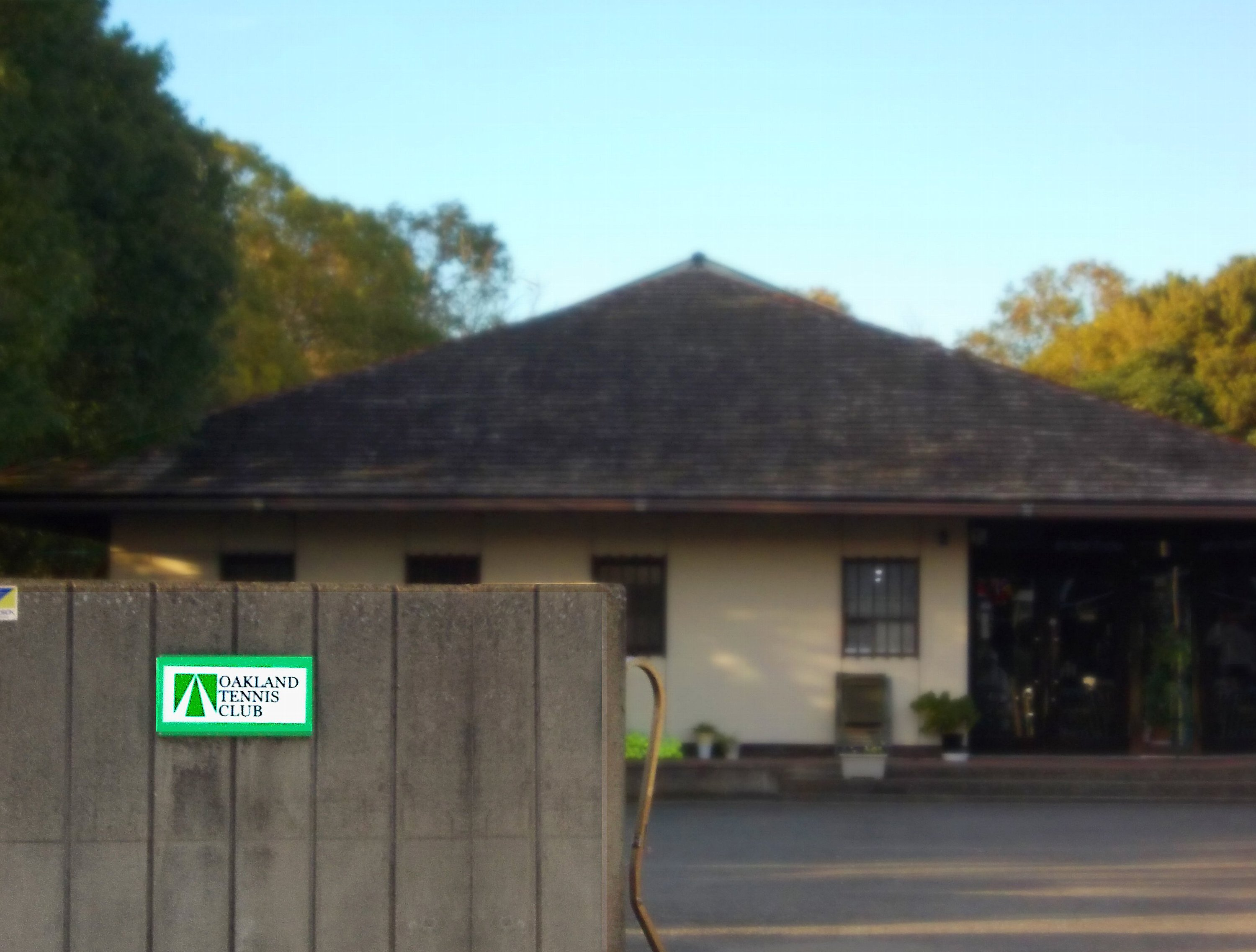
オークランド
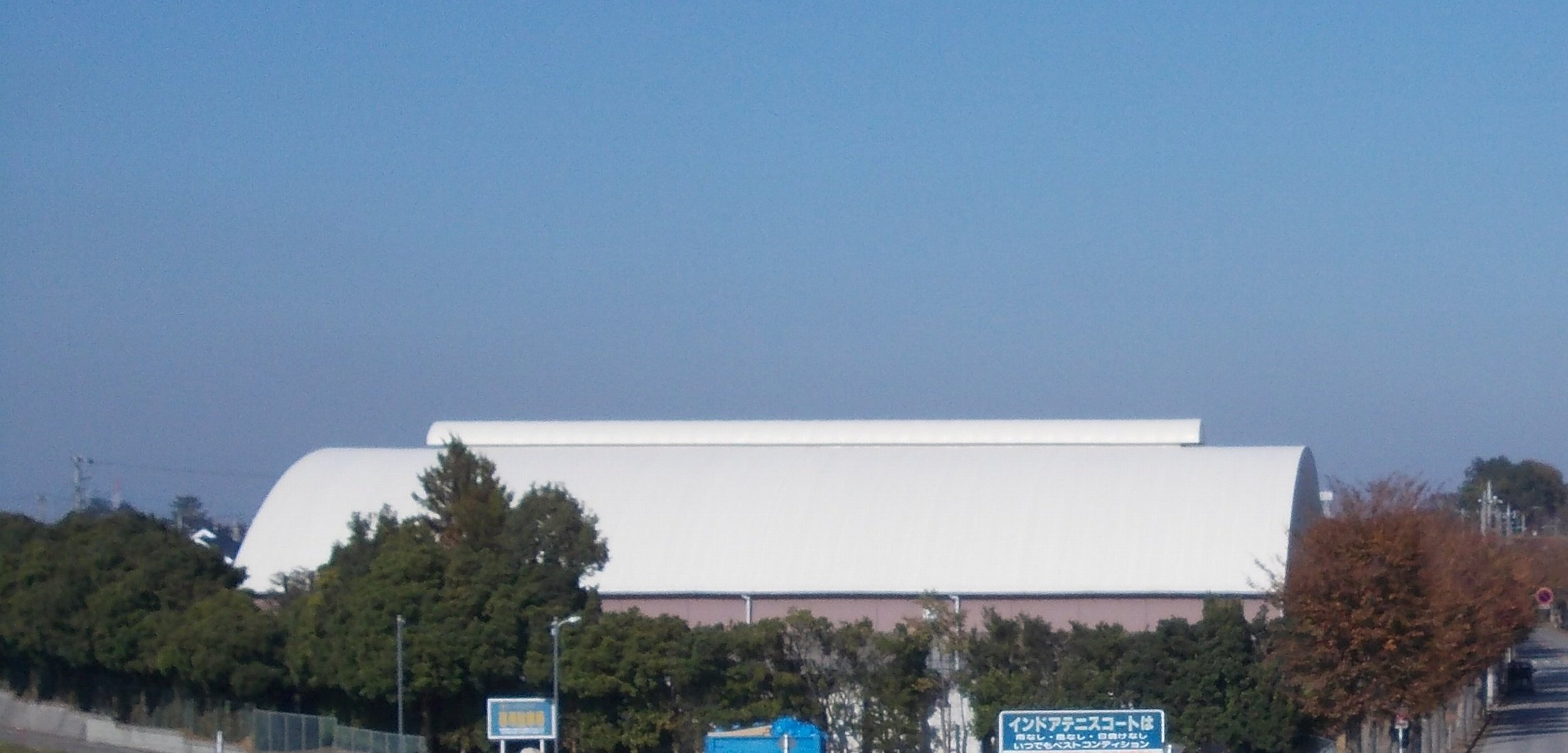
川間グリーン

### 金融機関
指定金融機関は千葉銀行。
| - 千葉銀行 - 野田支店 - 川間支店 - 関宿支店 - 京葉銀行 - 野田支店 - 梅郷支店 - 川間支店 - 千葉興業銀行 - 野田支店 - 梅郷支店 - 東京ベイ信用金庫 - 野田支店 - 関宿支店 | - ちば東葛農業協同組合 - 旭支店 - うめさと支店 - 川間駅前支店 - 川間支店 - 木間ケ瀬支店 - 関宿支店 - 中根支店 - 七福支店 - 福田支店 - 二川支店 - 中央労働金庫 - 野田支店 |

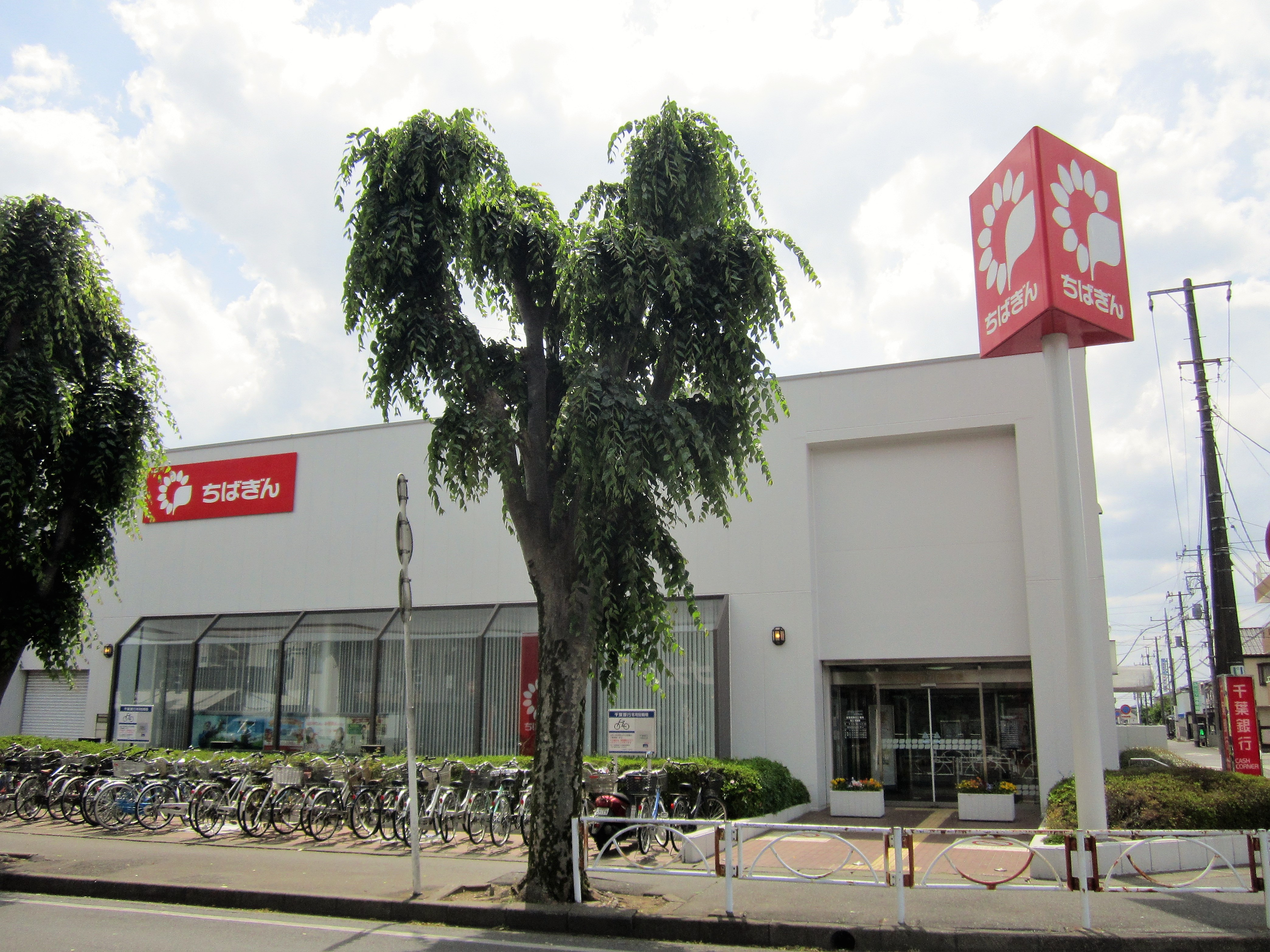
千葉銀行川間支店
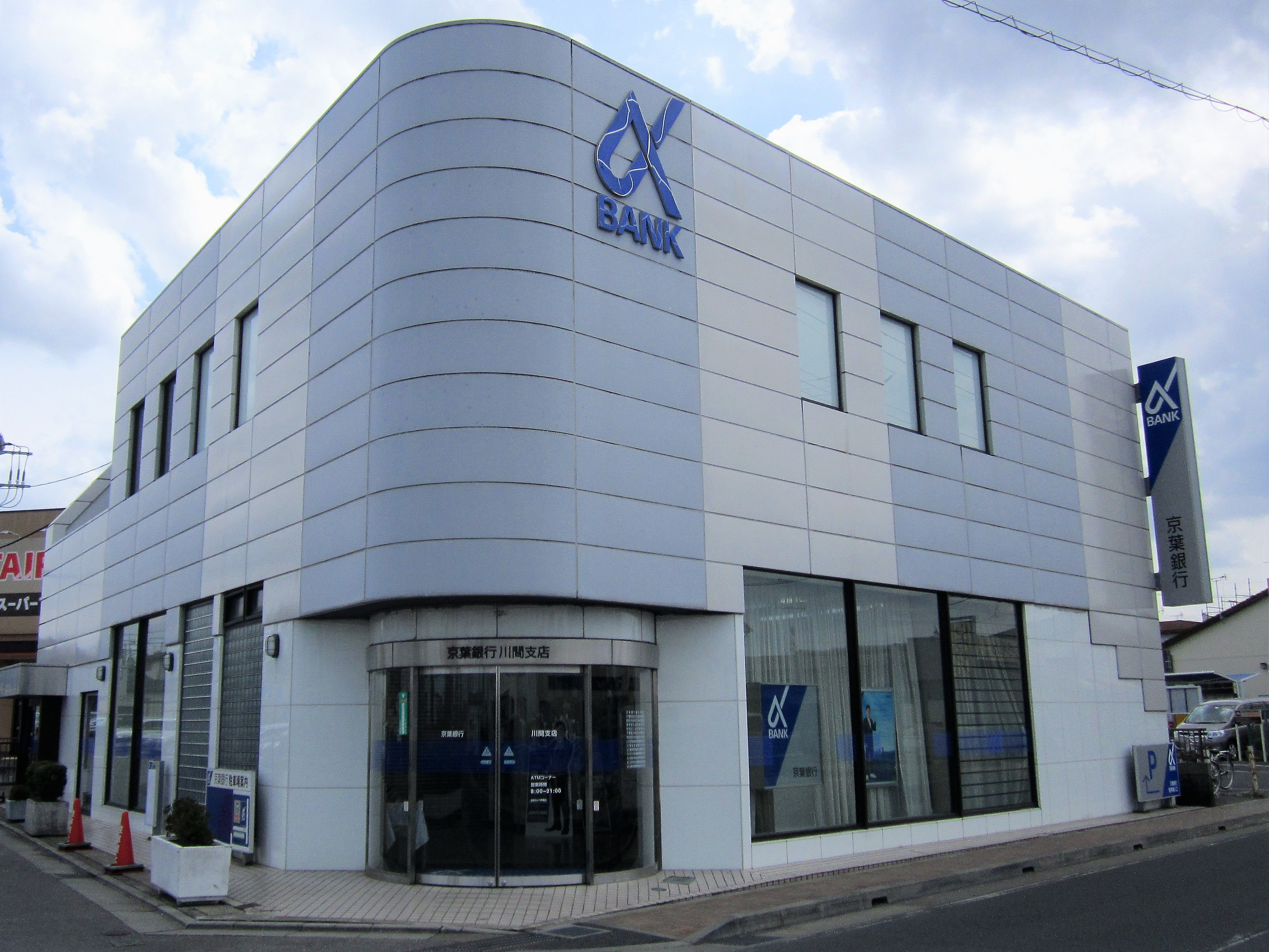
京葉銀行川間支店
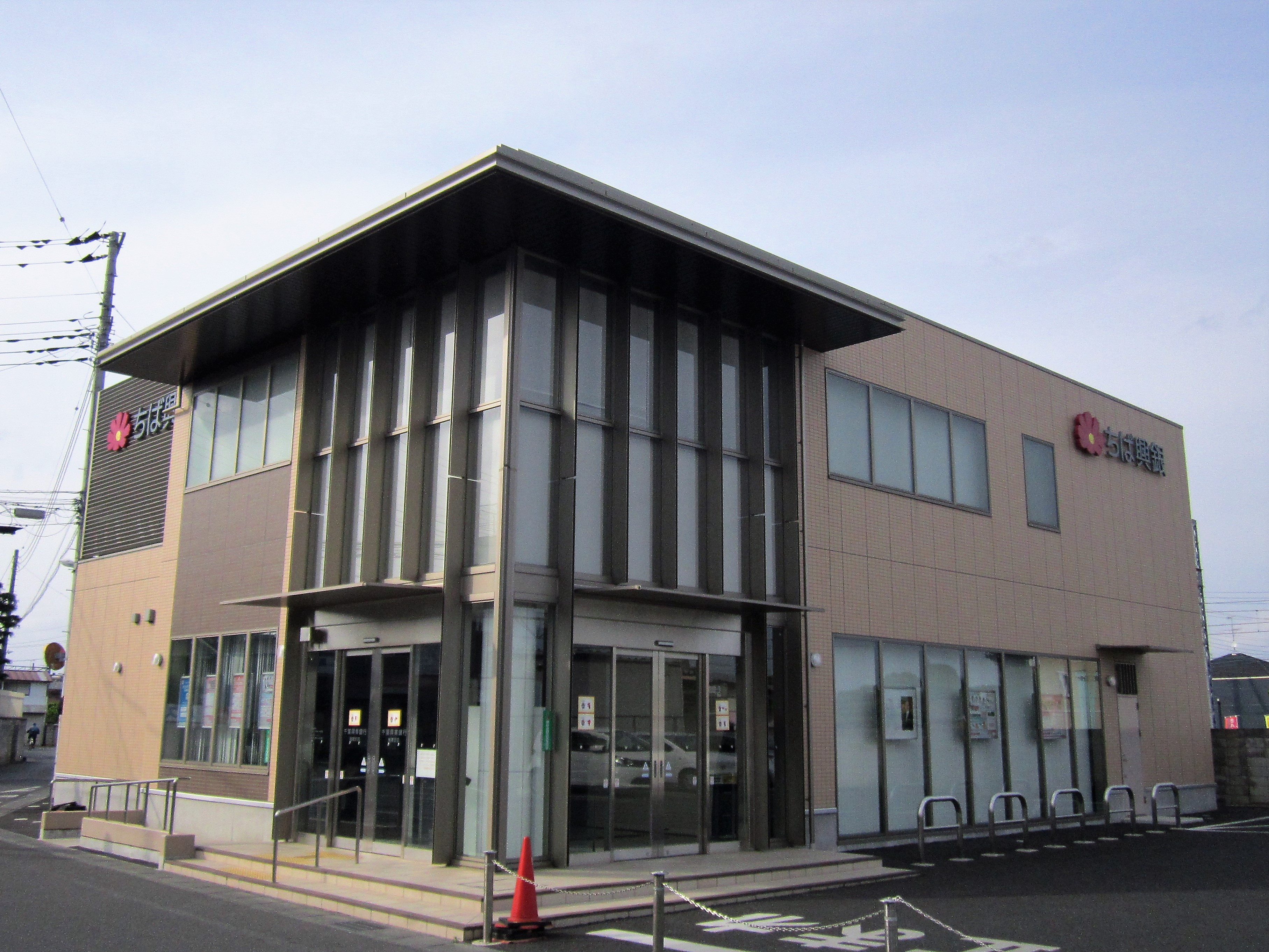
千葉興業銀行梅郷支店
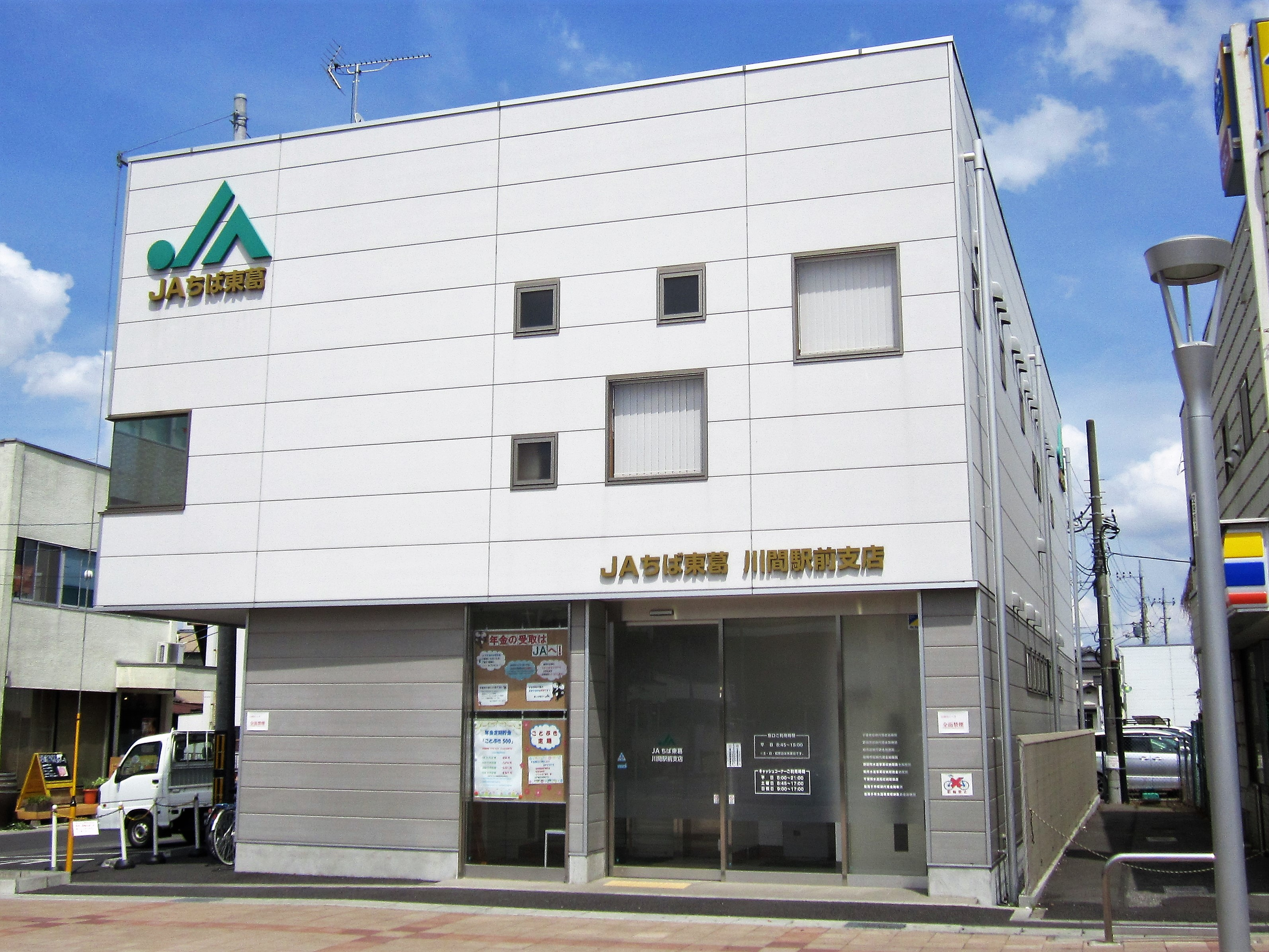
ちば東葛農業協同組合川間駅前支店

## 姉妹都市・提携都市
- 静岡県
  - 島田市（防災協定）
- 福島県
  - 須賀川市（旧関宿町が協定）

## 地域

### 地区
住民の自治会加入率が非常に高く、市が発行する広報誌（市報）の配布やごみの収集などは自治会を通じて行われる。2007年（平成19年）7月15日付けで、野田市報の発行が1000号になった。特集として今までの市報や市報の移り変わりなどを掲載した。
合併によって誕生したまめバス、いちいのホールなどが合併のモデルケースとして総務省によって全国に紹介された。小渕内閣時代に緊急経済対策とした実施された地域振興券の交付開始が、他4市町村と共に全国2番目であった。（1999年（平成11年）1月29日：島根県浜田市、2月1日：北海道新冠町、福島県北塩原村、千葉県野田市、和歌山県清水町、愛媛県八幡浜市）
住宅団地・ニュータウン
- 野田市のニュータウン
  - 七光台駅西（パレットコート）
  - 川間駅南
  - 野田瑞季の街（野田山崎）
  - 野田梅郷団地
- ホームタウン野田亀山
- 野田桜の里建売団地

図書館
- 野田市立図書館
  - 野田市立興風図書館
  - 野田市立南図書館
  - 野田市立北図書館
  - 野田市立せきやど図書館

郵便局
- 関宿郵便局（05005）
- 野田郵便局（05015）
- 川間郵便局（05161）
- 木間ケ瀬郵便局（05216）
- 野田本町通郵便局（05247）
- 二川郵便局（05263）
- 野田目吹郵便局（05302）
- 福田郵便局（05303）
- 野田山崎郵便局（05386）
- 野田清水郵便局（05497）
- 野田宮崎郵便局（05550）
- 野田岩名郵便局（05601）
- 野田イオン郵便局（05612）
- 野田梅郷団地郵便局（05642）

郵便番号は以下が該当する。2集配局が集配を担当する。
- 野田郵便局：「278-00xx」
- 川間郵便局：「270-02xx」

### 医療

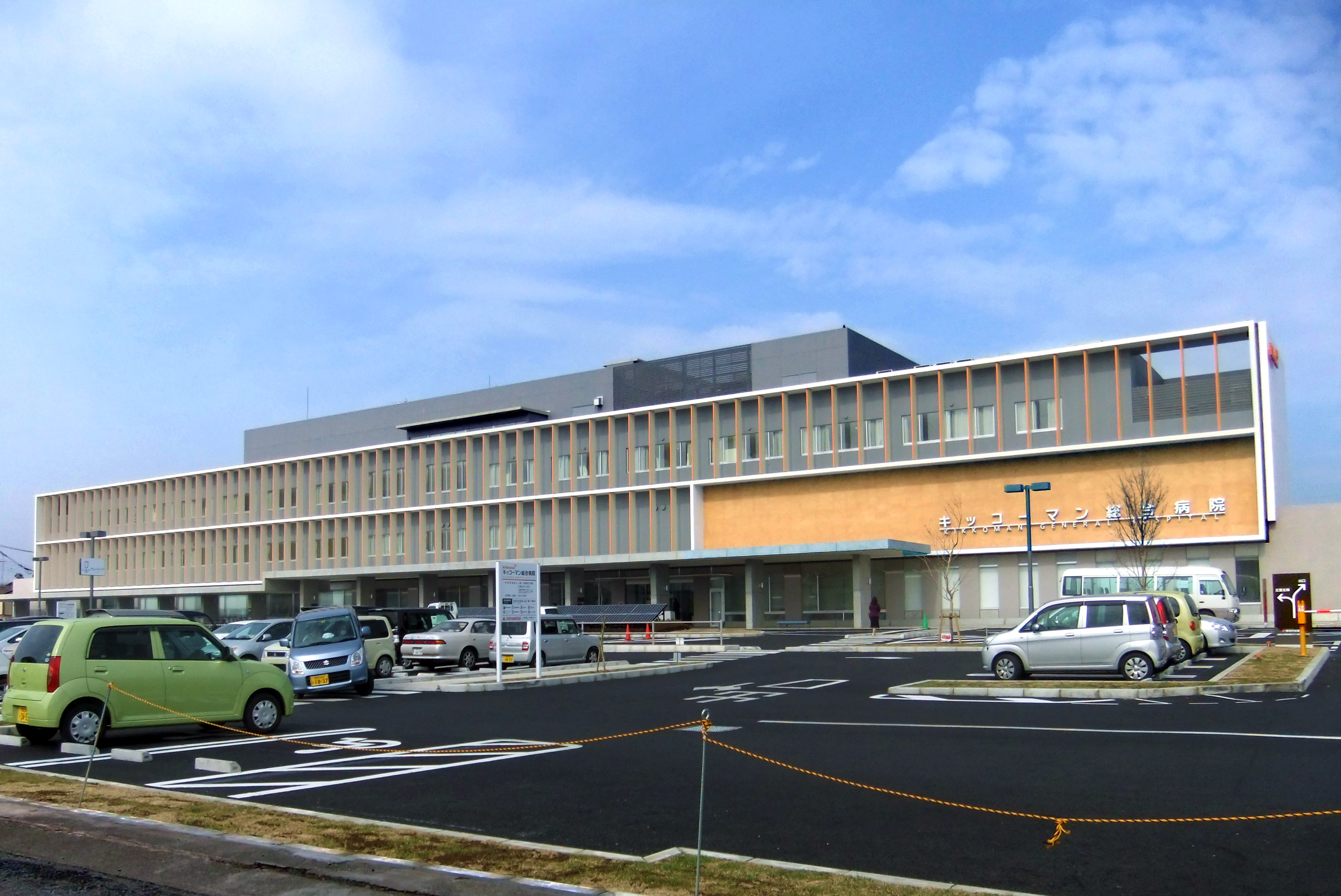
キッコーマン総合病院

二次医療圏（二次保健医療圏）としては東葛北部医療圏（管轄区域：鎌ヶ谷市を除く東葛地域）である。三次医療圏は千葉県医療圏（管轄区域：千葉県全域）。
医療提供施設は特筆性の高いもののみを記載する。
- 一次医療圏
  - 緊急指定病院
    - キッコーマン総合病院
    - 野田病院（医療法人社団真療会）
    - 野田総合病院（旧医療法人社団圭春会小張総合病院。2025年2月1日、医療法人徳洲会に事業譲渡。）

  - 江戸川病院
  - 岡田病院
  - 木野崎病院
  - 野田中央病院
  - 東葛飾病院
- 二次医療圏
  - 松戸市立総合医療センター（松戸市、災害拠点病院[8]・救命救急センター）
  - 東京慈恵会医科大学附属柏病院（柏市、災害拠点病院・救命救急センター）

### 教育

#### 近代以前
江戸時代、野田（旧野田町地域)は天領や旗本の知行地で野田には支配者としての武士階級の者が住むことはほとんどなかった。したがって江戸時代の教育を支えた藩校といった教育機関もなく、幕末を別にすれば寺子屋といったものもあまりなかったとみられる。著名な学者を生んだとか学者が住んだというような歴史もなくごく平凡な農村地域であった。江戸時代の旧野田町地域は、教育が進んだ地域ではなく、読み書きができたのは村役人や僧侶、医者、浪人など限られていたとみられる。
幕末には全国の傾向と同じく野田にも庶民に教える寺子屋が多くできたが、その大半は僧侶や医者が教えるもので、何を教えたのかについては不詳であるものの、わかっているものでは基本的な読み書きやそろばん算術など、女子には裁縫などを教えていたものとみられる。それに対して関宿地域は関宿藩の領地で武士も住み、武士の子弟の教育のため藩校も開かれ、それを教えるために学者も招かれていた。関宿では旧野田地域とは違い、武士ばかりではなく優秀であれば百姓町民も学ぶことができたようである。
明治5年明治政府は学校制度の整備を始め、全国を8大学区256中学区53760小学校区にわけそれぞれに小学校を設けることにした。野田では明治6年の愛光小学校（これはすぐに野田小学校と改名し、さらに大口寄付者の名により茂木小学校と改名する）が開校するなど明治5年から8年にかけて小学校が次々と開校していった。しかし初期の教育制度は未整備で学校制度は様々な試行錯誤を重ねていく。

#### 近代以後

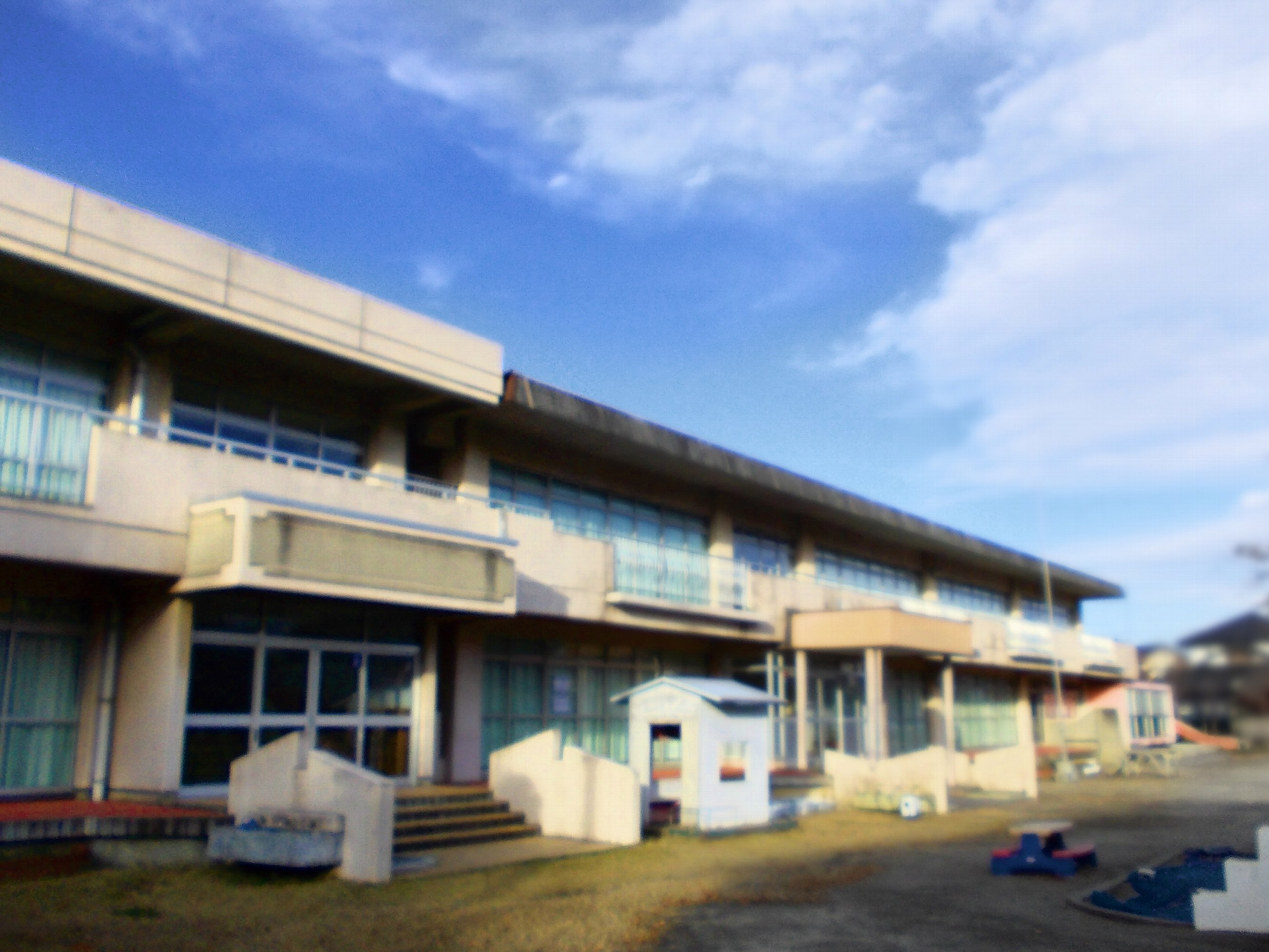
野田幼稚園
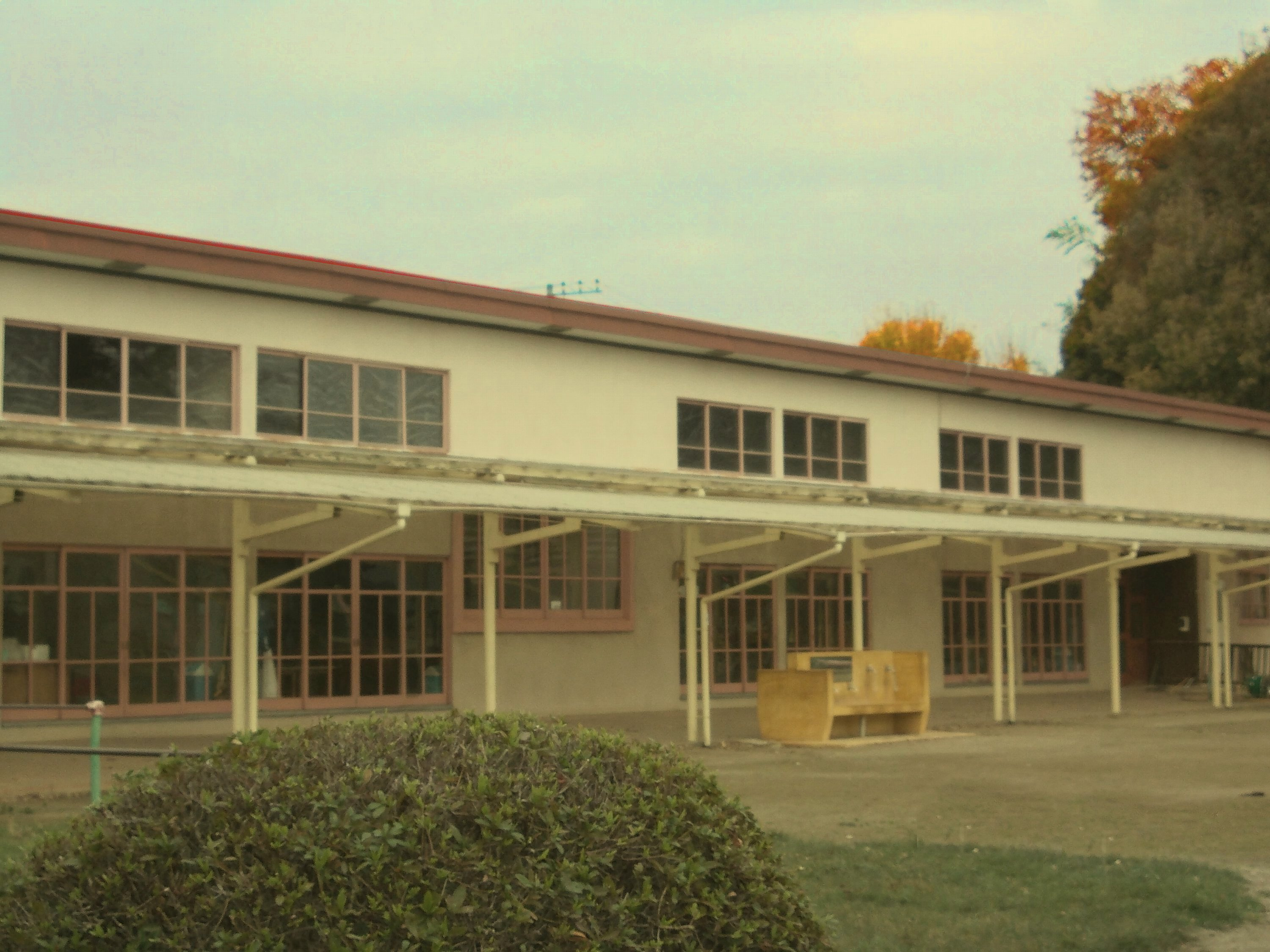
宮崎幼稚園

学校教育先進都市でもあり、全国に先駆け「土曜日対策」としてサタデースクール、オープンサタデークラブなどを開始した。また、マイステップ（算数、数学）など独自の副教本の作成や少人数授業、二学期制導入などさまざまな政策を行っている。2014年にはサタデースクールにかわり、県内唯一となる隔週の「土曜授業」が開始された。
上記以外にキャリア教育に力をいれ、中学2年生には野田市統一で3日間の職場体験学習を行っている。受け入れ先は野田市内外で300を越え、学校別に見ても大規模なところでは100近くにもなる。中学1年生で職場見学を行っているところも多い。また小学6年生はキャリア教育の一環として職場見学を行っているところもある。
大学
日本ナサニエル・ホーソーン協会は事務局を東京理科大学理工学部川村幸夫研究室内に置く。
- 東京理科大学野田キャンパス
- 千葉商科大学（主に運動用のグラウンドのみ）2014年に太陽光発電施設となった[11]。

専修学校
- 千葉県立野田看護専門学校
- 野田鎌田学園高等専修学校
- 正心実業専門学校

高等学校
- 千葉県立清水高等学校
- 千葉県立野田中央高等学校（千葉県立野田高等学校と千葉県立野田北高等学校が統合）
- 千葉県立関宿高等学校
- 西武台千葉高等学校
- あずさ第一高等学校

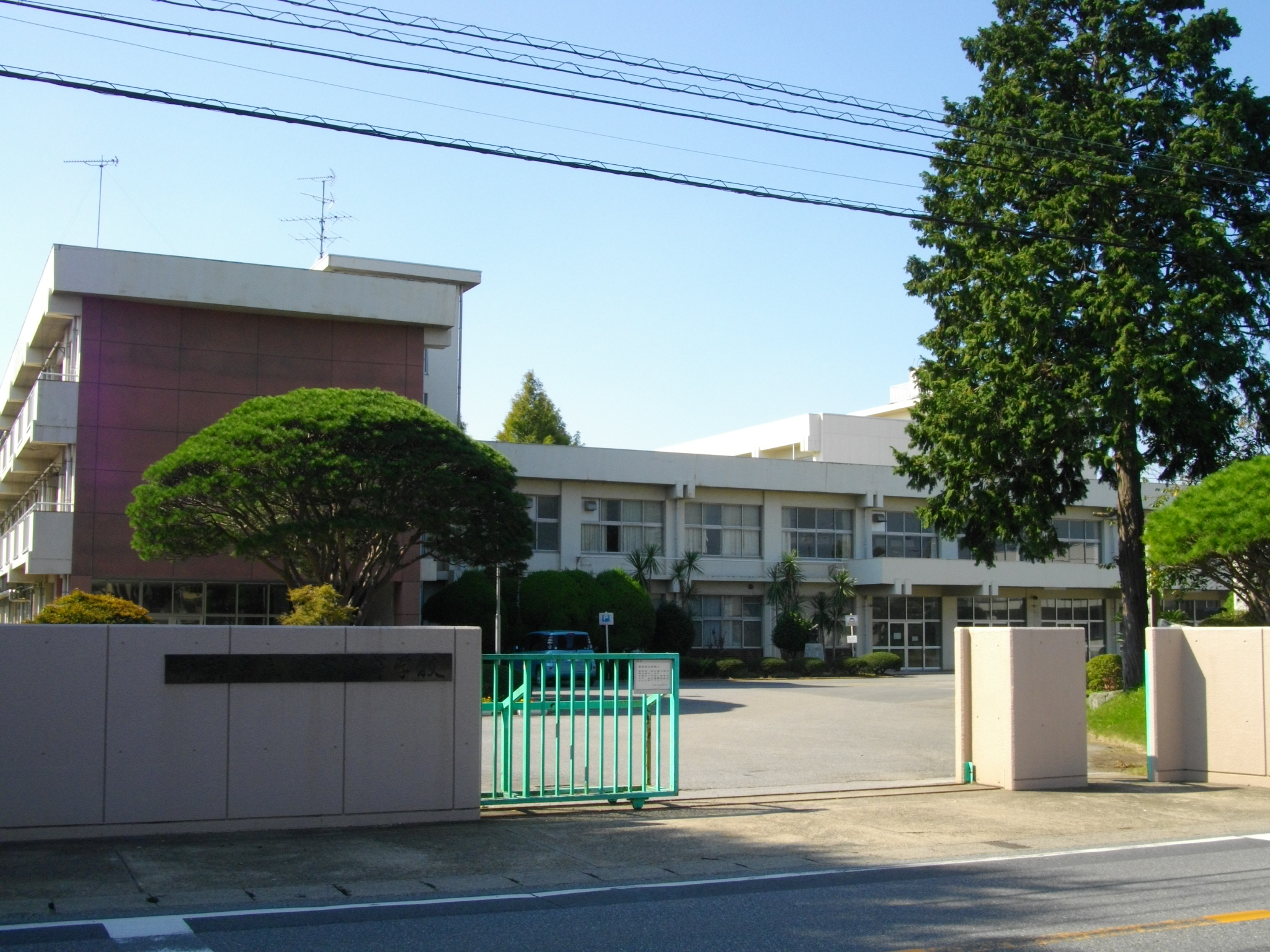
千葉県立清水高等学校
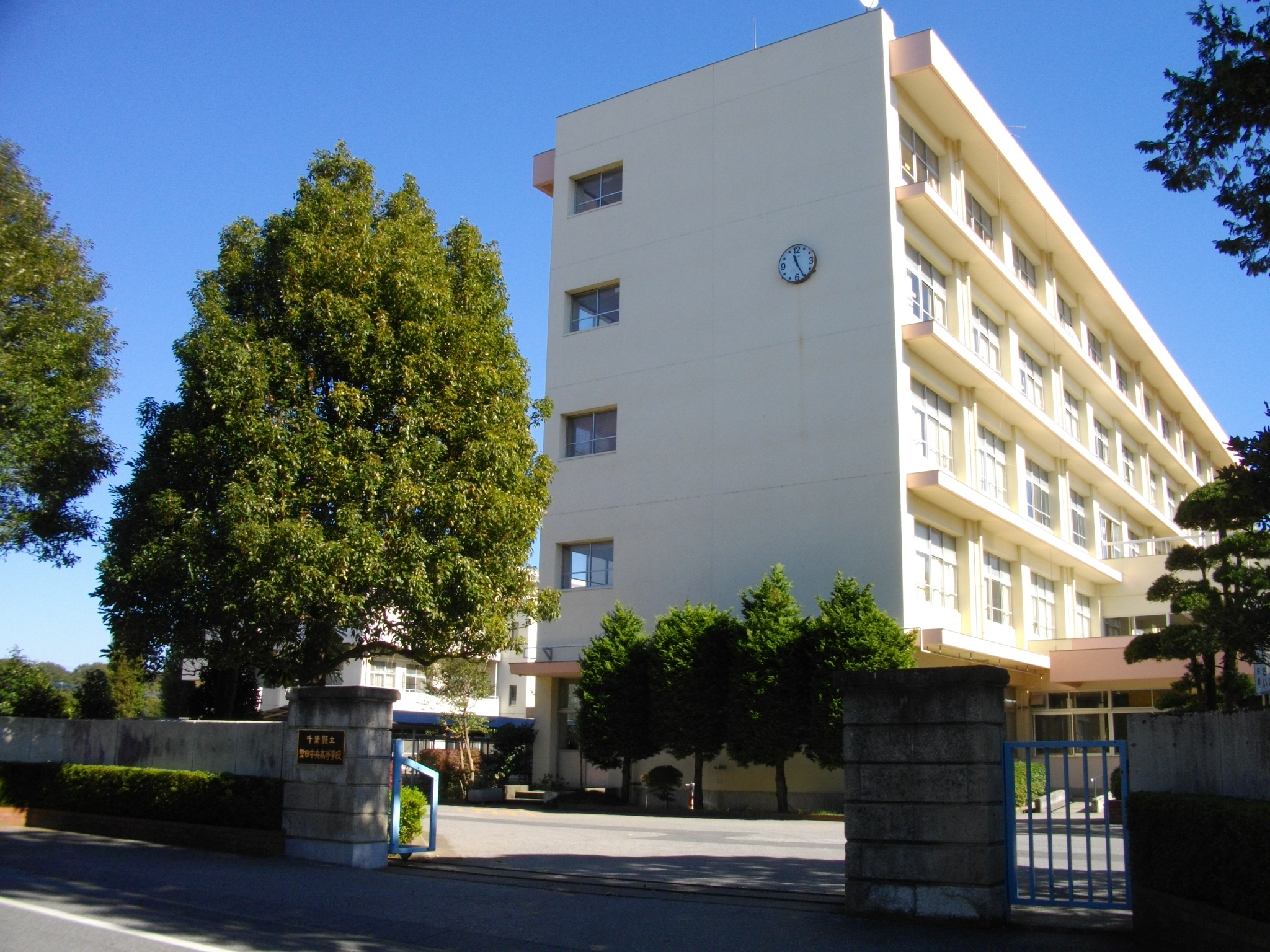
千葉県立野田中央高等学校
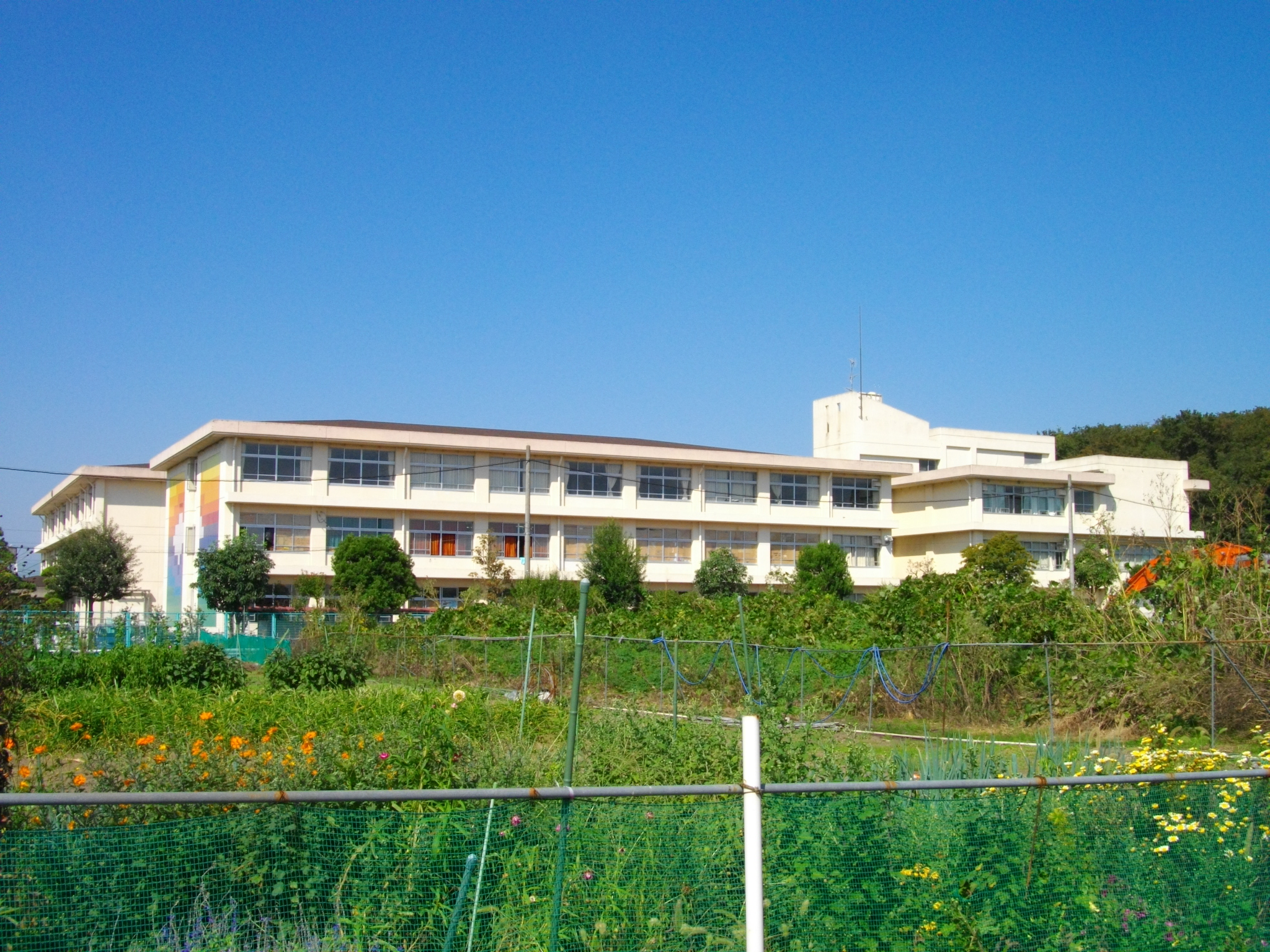
千葉県立関宿高等学校
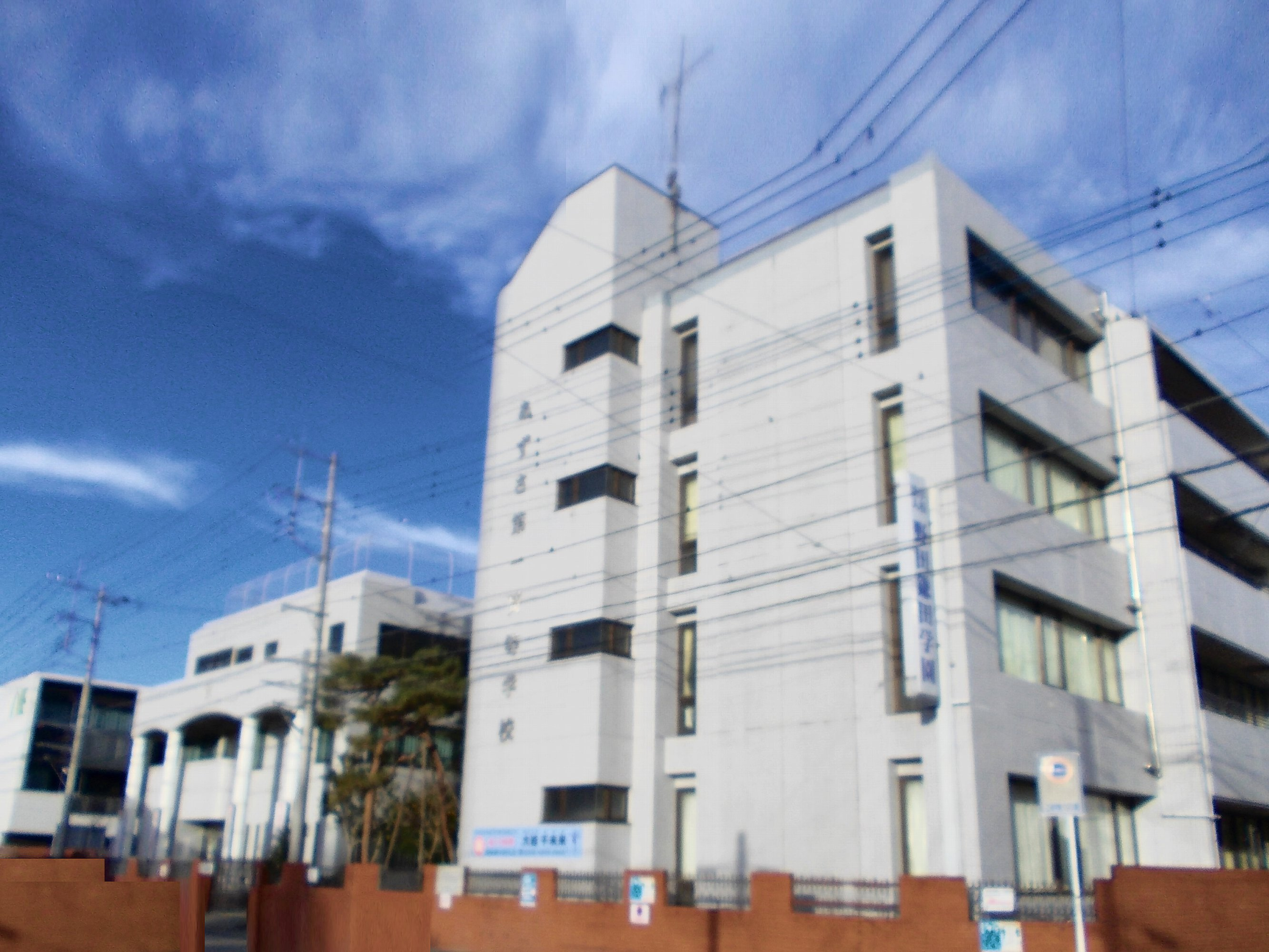
あずさ第一高等学校

中学校
東葛飾地方中学校駅伝競走大会は、松戸市と野田市を基点として開催されている。
| - 野田市立第一中学校 - 野田市立第二中学校 - 野田市立東部中学校 - 野田市立南部中学校 - 野田市立北部中学校 - 野田市立川間中学校 | - 野田市立福田中学校 - 野田市立岩名中学校 - 野田市立木間ケ瀬中学校 - 野田市立二川中学校 - 野田市立関宿中学校 - 西武台千葉中学校 |

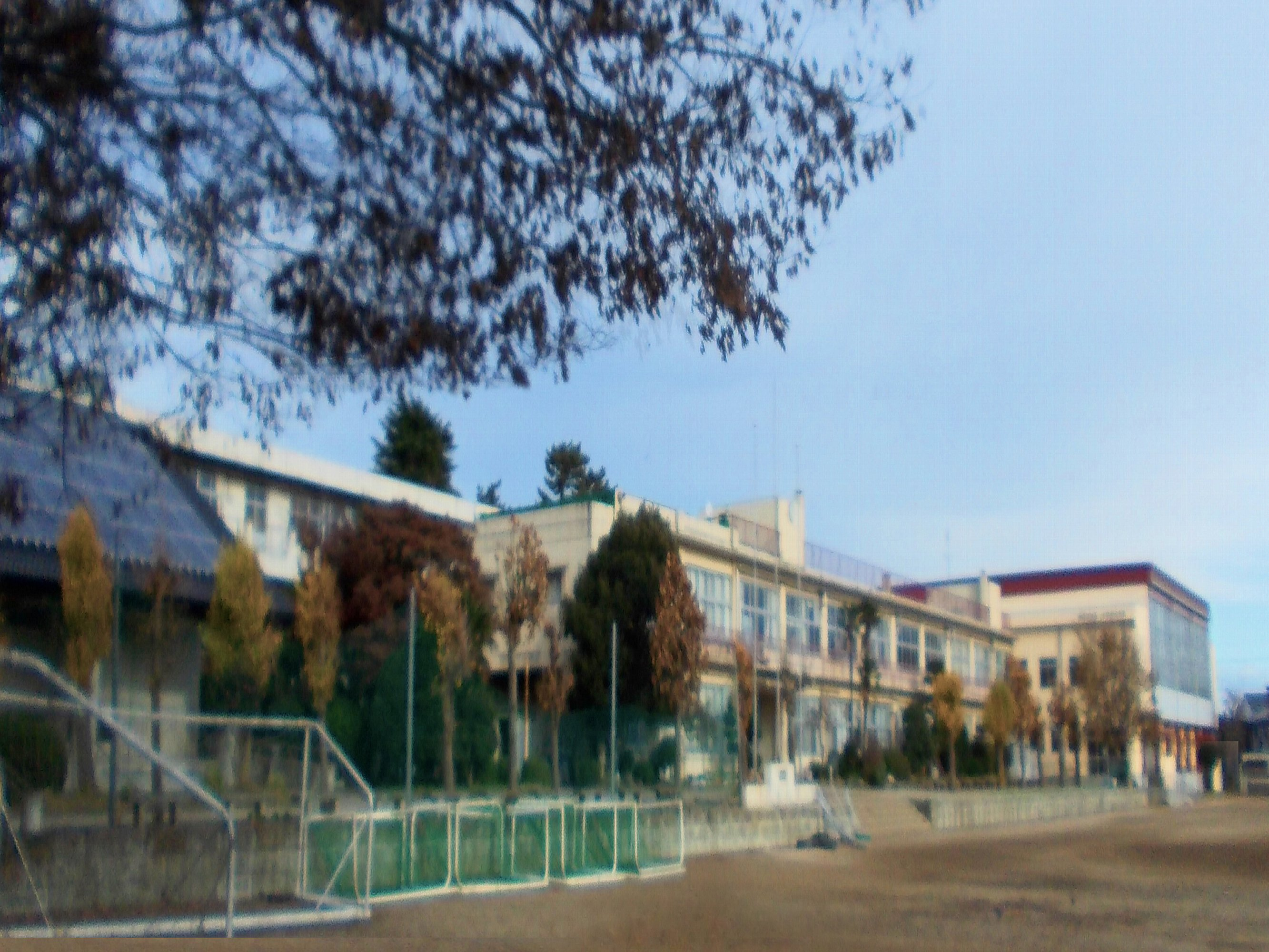
野田市立第一中学校
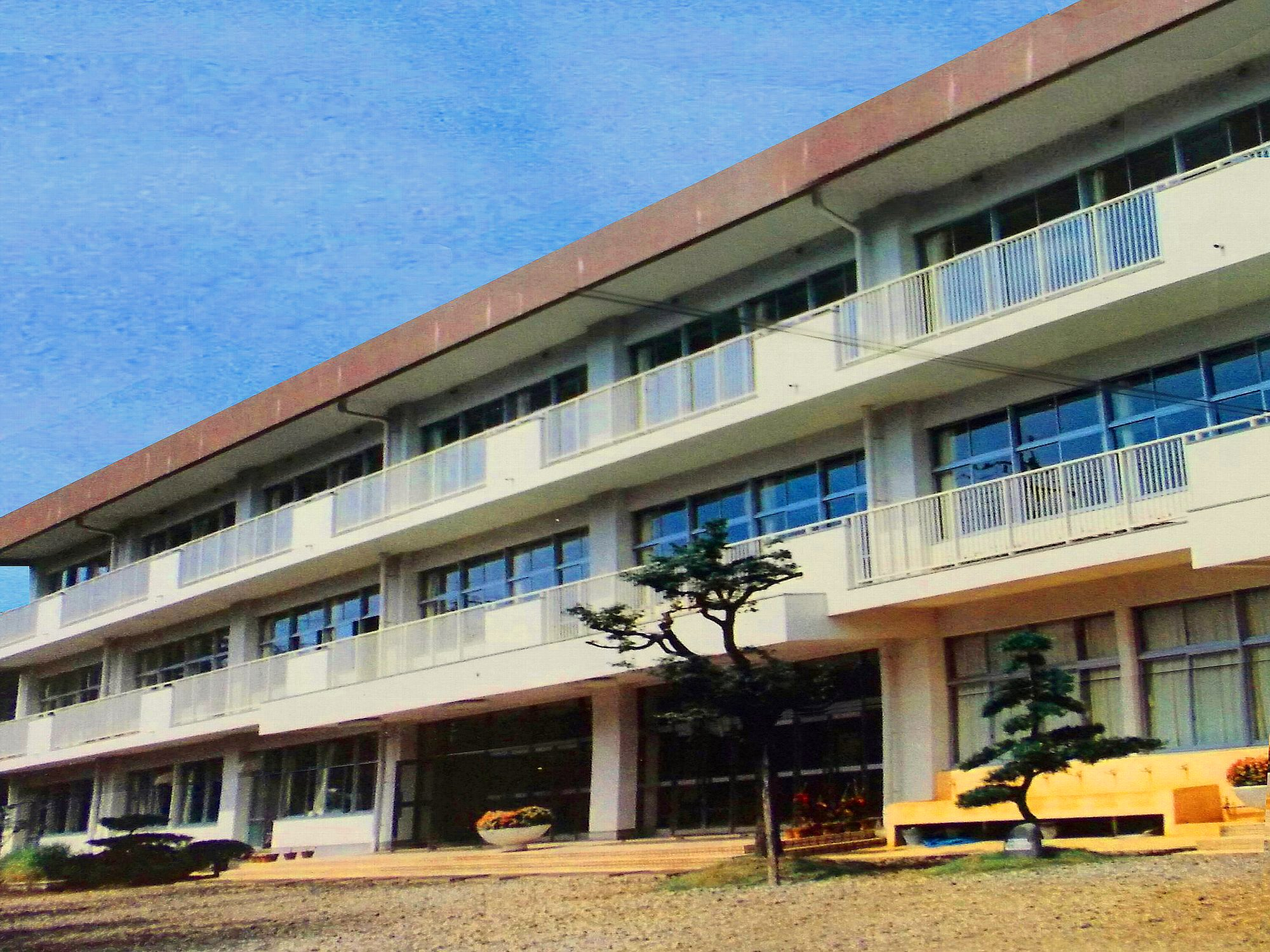
野田市立第二中学校
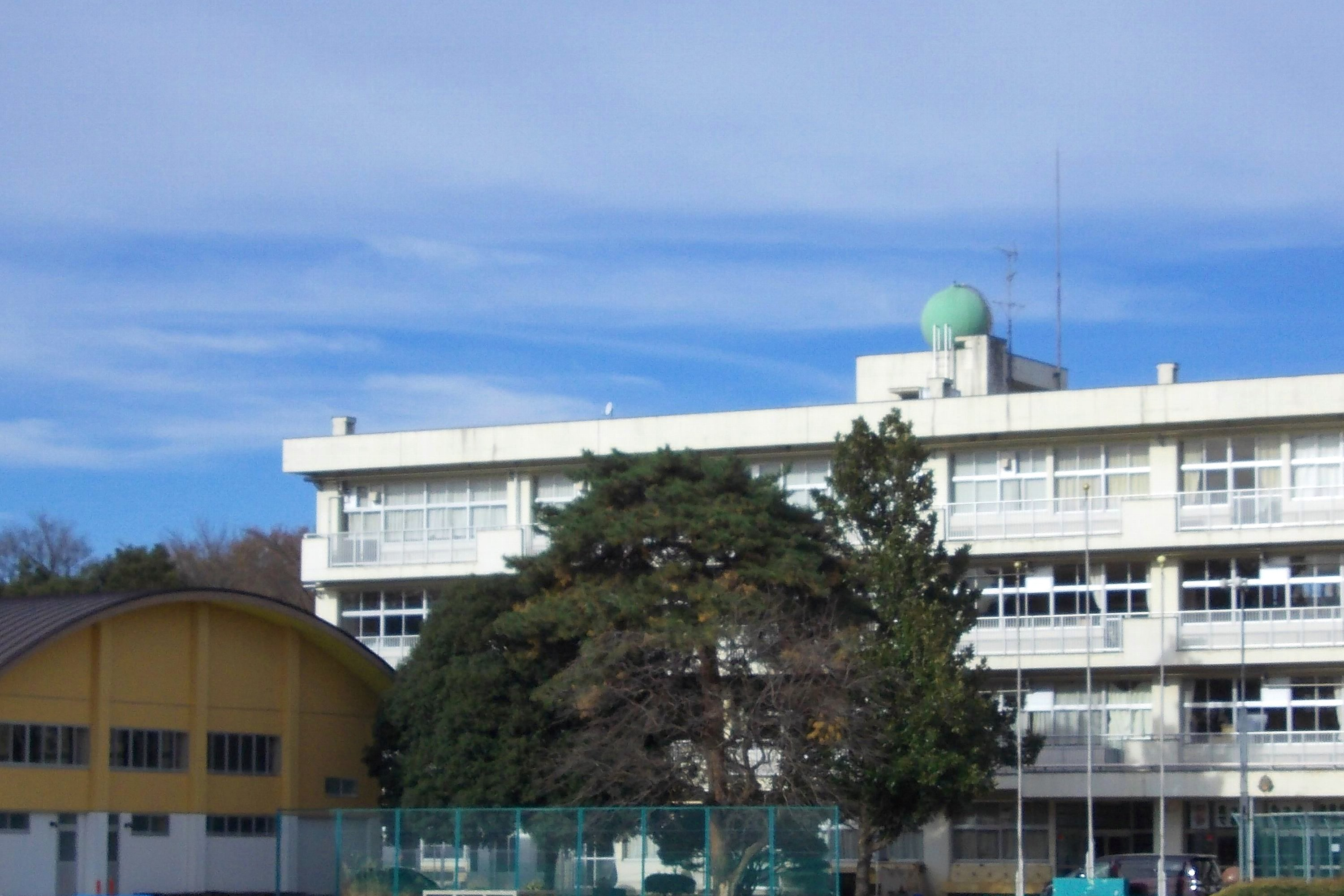
野田市立東部中学校
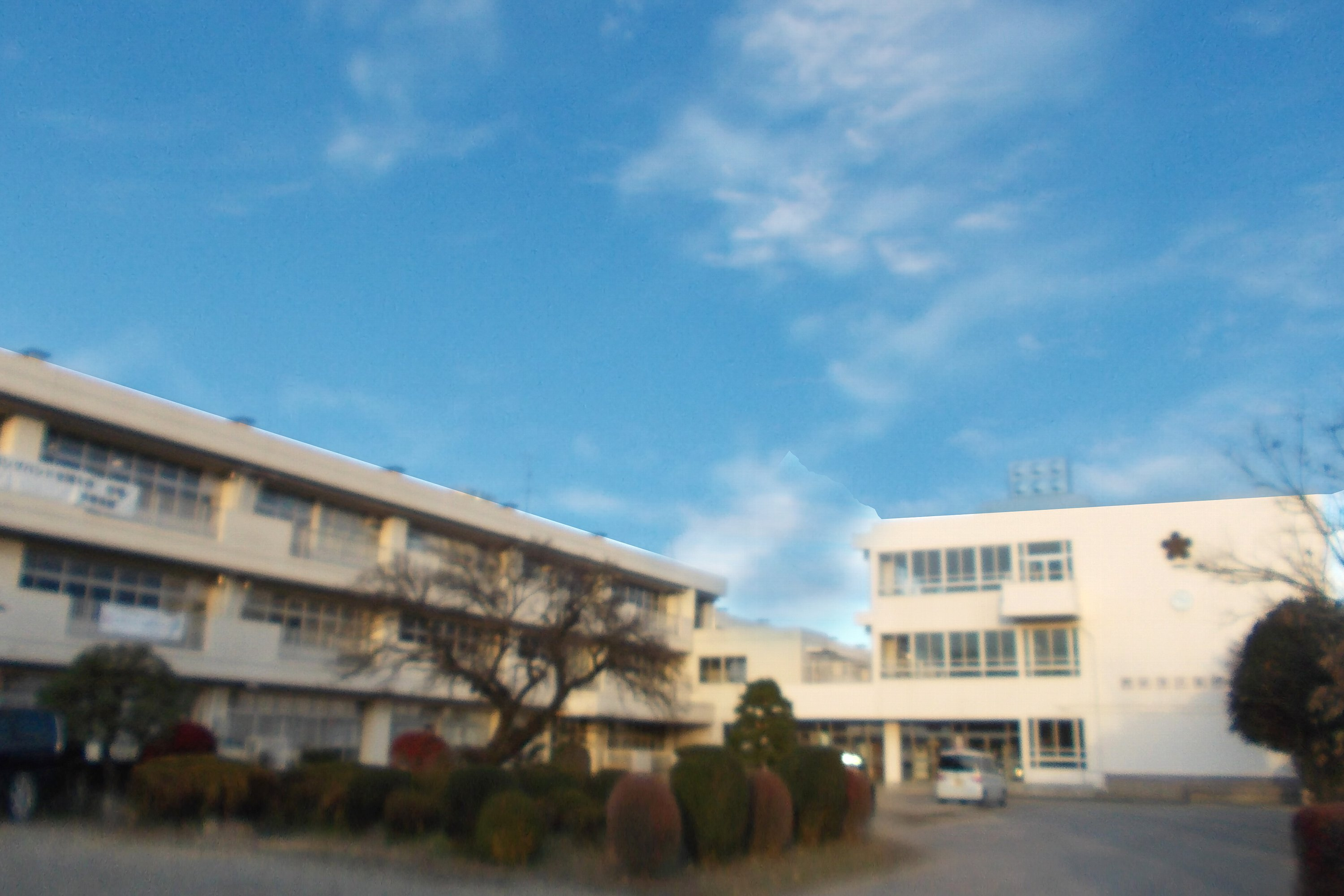
野田市立南部中学校

小学校
| - 野田市立中央小学校（経済産業省認定近代化産業遺産） - 野田市立宮崎小学校 - 野田市立東部小学校 - 野田市立南部小学校 - 野田市立北部小学校 - 野田市立川間小学校 - 野田市立福田第一小学校 - 野田市立福田第二小学校 | - 野田市立清水台小学校 - 野田市立柳沢小学校 - 野田市立山崎小学校 - 野田市立岩木小学校 - 野田市立尾崎小学校 - 野田市立七光台小学校 - 野田市立二ツ塚小学校 - 野田市立みずき小学校 |

| - 野田市立木間ケ瀬小学校 - 野田市立二川小学校 | - 野田市立関宿小学校 - 野田市立関宿中央小学校 |

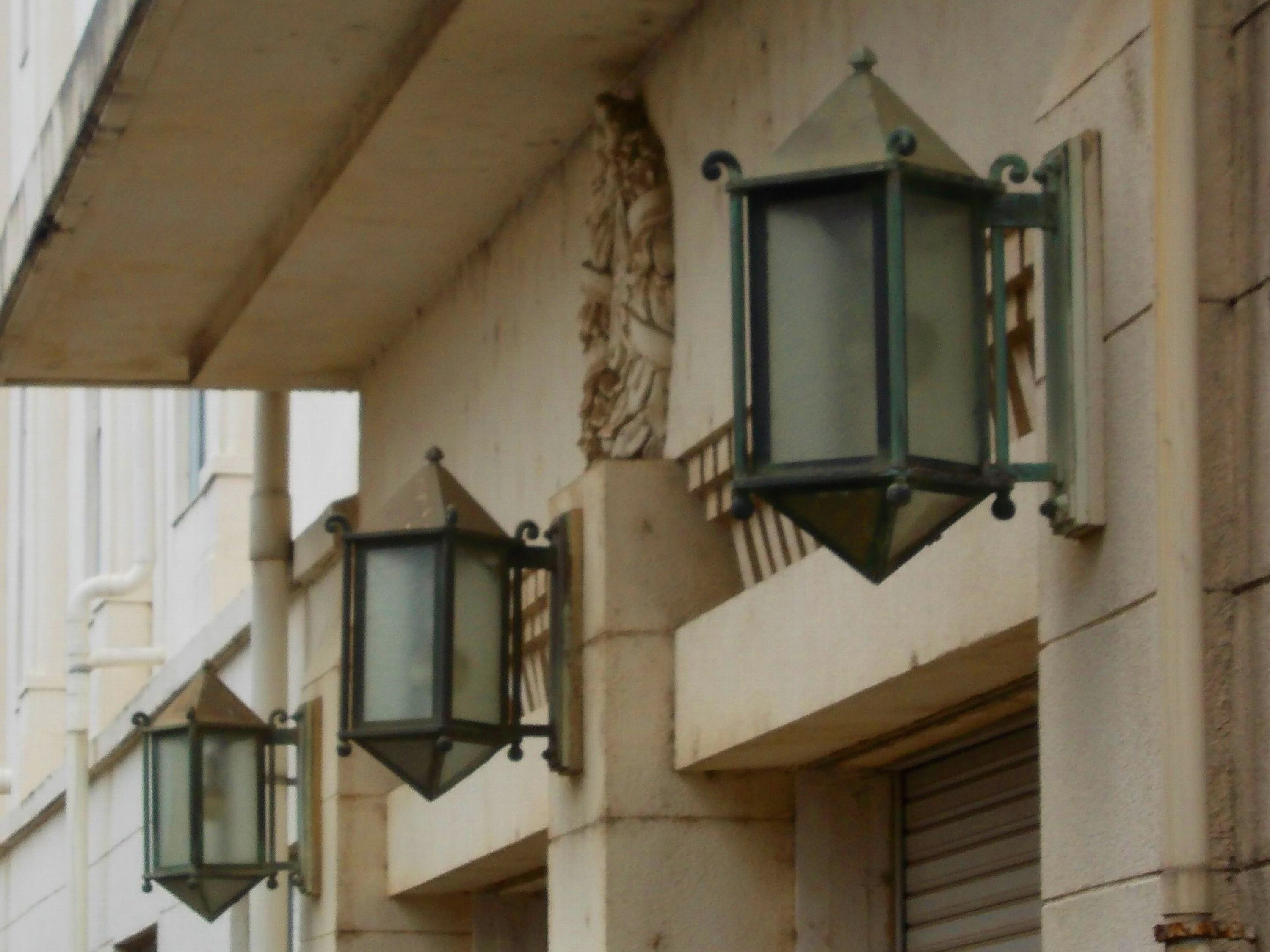
野田市立中央小学校
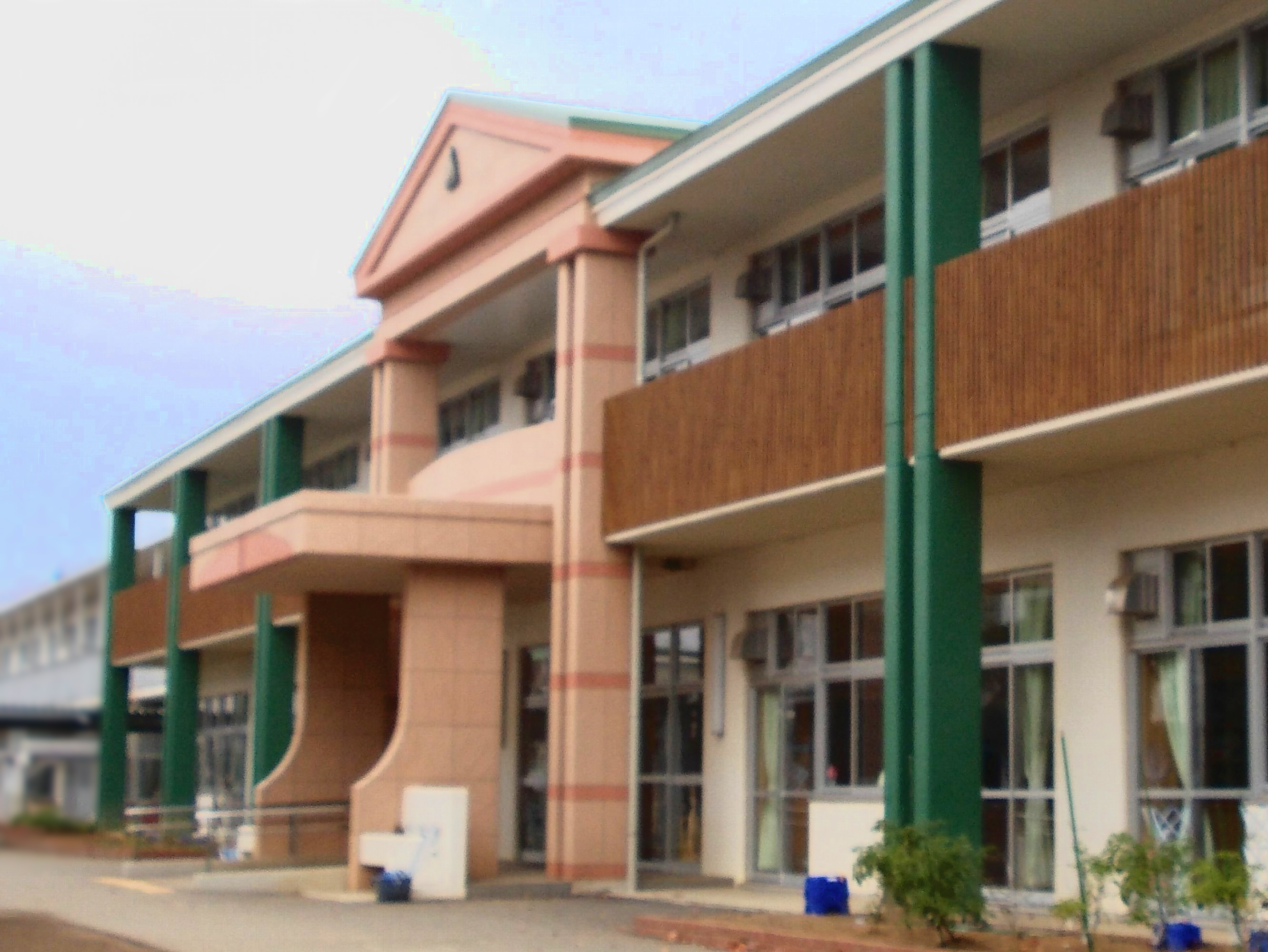
野田市立宮崎小学校
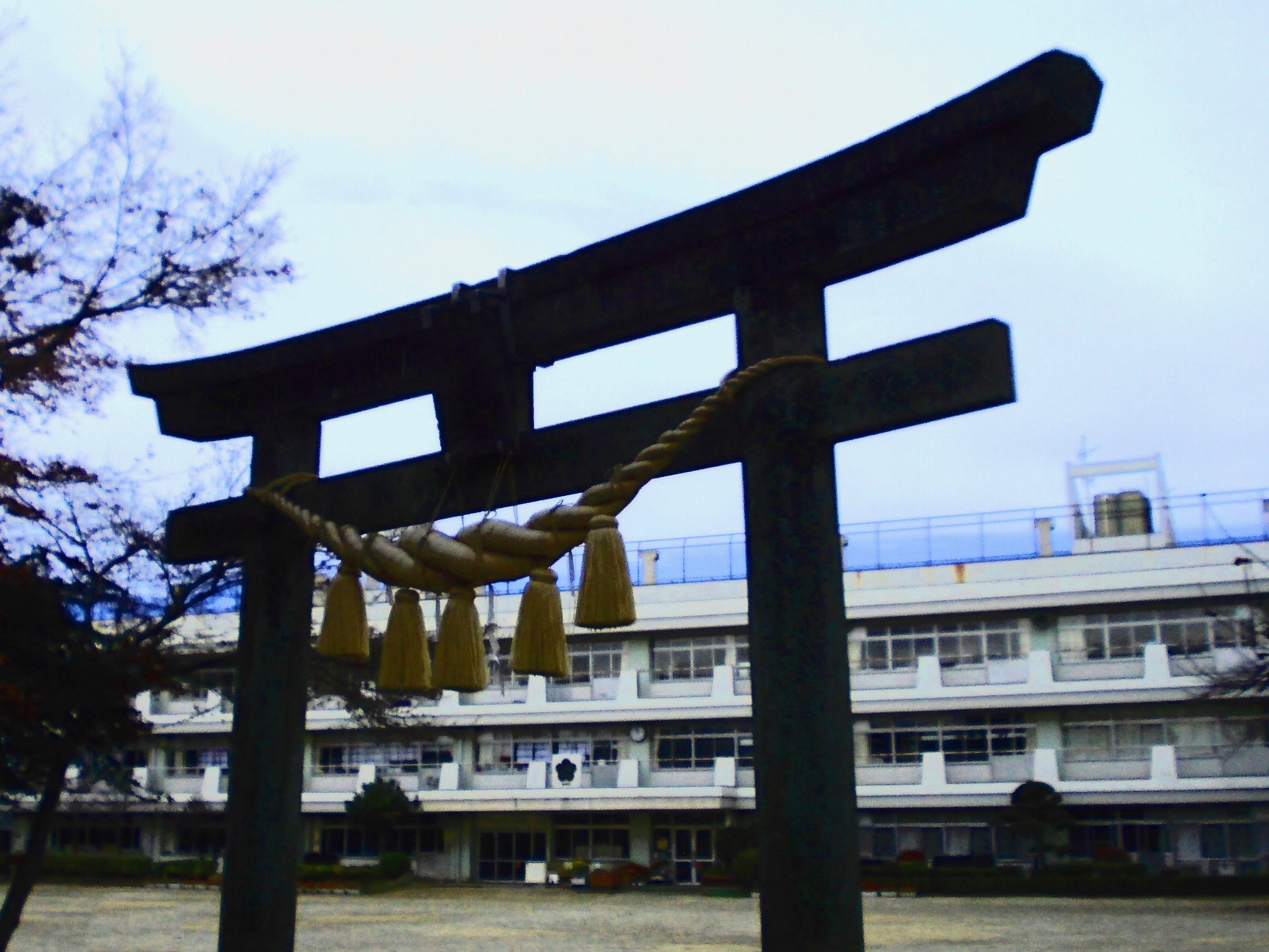
野田市立南部小学校
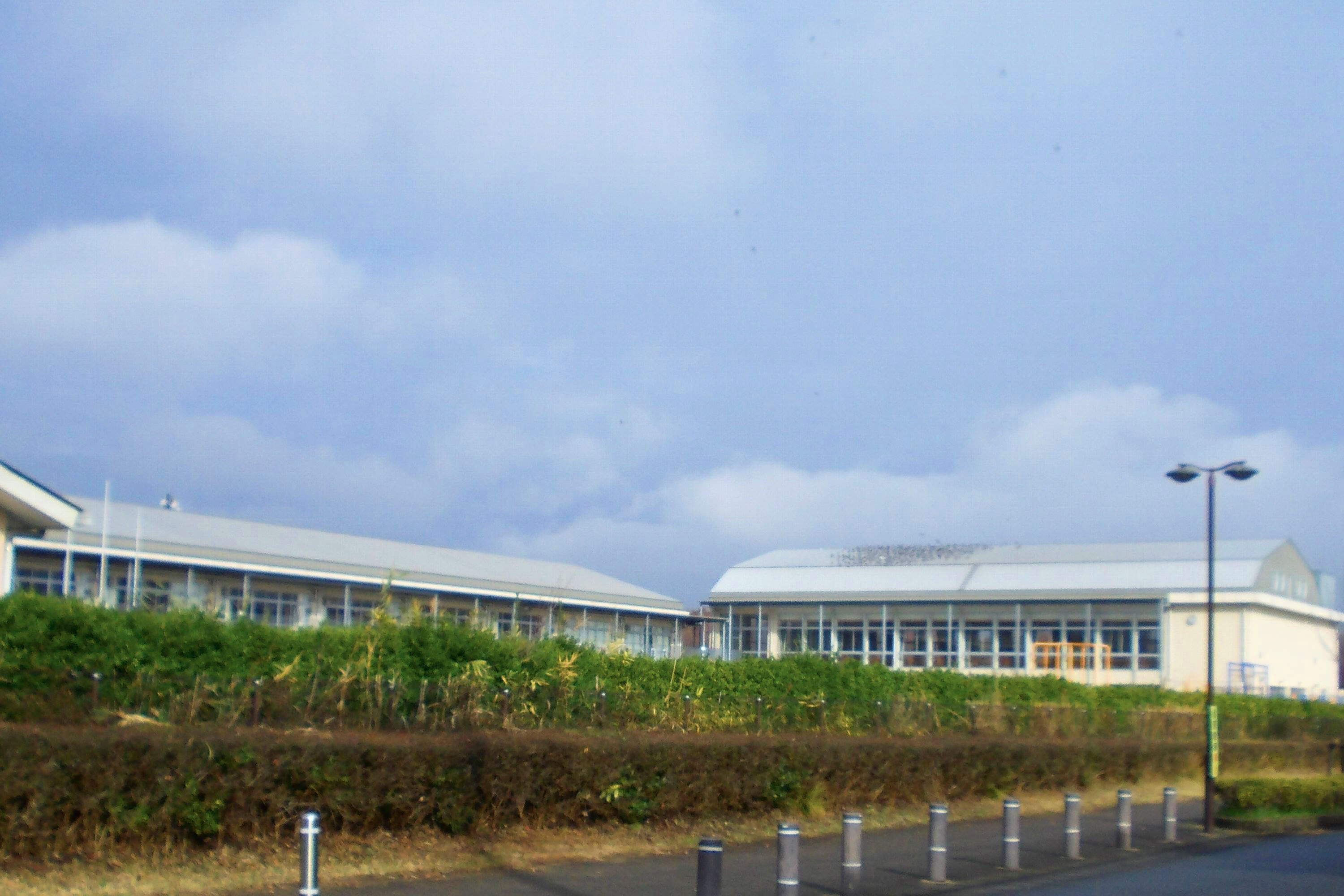
野田市立みずき小学校

幼稚園
- 野田幼稚園
- 中央幼稚園
- 宮崎幼稚園

- 野田幼稚園
- 宮崎幼稚園

特別支援学校
- 千葉県立野田特別支援学校

### 電話番号の市外局番
野田市の市外局番は全域で「04」である。
元は旧野田市域の市外局番は04712（市内局番なし）となっていたが、1966年（昭和41年）1月30日より、0471（市内局番は22）に変更。
元は我孫子市、柏市、流山市、野田市を対象とした市外局番は0471であったが、市内局番の不足に伴い、2002年（平成14年）2月よりこれまでの「0471」の市外局番のうち、「71」を市内局番にまわし、市外局番を「04」に変更した。
桁を2つずらした理由には、市内局番の初めを｢1｣から始めてはいけない決まりによるもので、桁ずれによる市外局番2桁化はこれが初例となった。埼玉県所沢市などの「042-9」（その前は｢0429｣）、千葉県鴨川市などの「0470」のうち市内局番の先頭が9の地域の市外局番も「04」に変更されており、これらの市外局番04地域に電話をかける場合は04を最初に回すことになる。ただし、天気予報は従来と同じく「0471-177」である。
現在も電話番号の部分が「0471」のままの看板等も多く残っている。
収容局は以下の5ビルが該当し、市内局番は以下の通り。
- 上花輪局：7120（0000 - 3000番台）、7121 - 7125、7126（1000 - 9000番台）、7197（8000 - 9000番台）
- 川間局：7120（8000 - 9000番台）、7127、7128（0000 - 1000番台）、7129
- 三ツ堀局：7120（5000番台）、7138（0000 - 4000、7000 - 8000番台）
- 関宿局：7120（4000、6000番台）、7197（0000番台）、7198
- 東高野局：7120（7000番台）、7196（0000 - 5000、8000番台）

## 交通

### 鉄道路線
市内を走る鉄道は東武野田線の1路線のみ。都心へ鉄道でアクセスするには野田線と接続する各路線の駅を経由する形となる。
かつては野田人車鉄道が敷設されていた。野田線は衛星都市間をつなぐ環状の路線であること、単線運行区間が存在することに加えて、市内の区間では急行運転を行っておらず、都心から30キロ圏の自治体としては都心への所要時間が比較的長い。これに対して、東京直結鉄道（後述）の誘致に向けた活動を行っているが、実現のめどは立っていない。また、常磐線輸送力整備・新線建設促進期成同盟が常磐線の輸送改善や新線建設の促進を働きかけている。
- 市役所最寄り駅：愛宕駅

東武鉄道
- 東武野田線（東武アーバンパークライン）
  - 川間駅 - 七光台駅 - 清水公園駅 - 愛宕駅 - 野田市駅 - 梅郷駅

また、南部地区では隣の流山市にある運河駅を利用する客も多い。

#### 未成線
計画された路線
- 流山電鉄

かつては、流山駅から野田市駅を経由して小山駅まで延伸される計画があった。
- 久喜筑波鉄道

埼玉県久喜市から関宿町までの間に計画された地方鉄道路線。
計画中の路線
- 東京直結鉄道（構想）

2000年（平成12年）1月の運輸政策審議会答申第18号において、地下鉄8号線（有楽町線）の亀有から先の延伸区間が野田市とされ、目標年次（2015年（平成27年））までに整備着手することが適当である路線に位置付けられた。経路は豊洲 - 東陽町 - 住吉 - 押上 - 四ツ木 - 亀有 - 野田市を計画している。しかし、延伸構想は具体化されておらず、他の関係各市の自治体からは市民に対しての公式発表はされていない。
市は早期事業化のために、八潮 - 野田市間を先行的に整備し、八潮でつくばエクスプレスと相互乗り入れすることを目指している。この場合、八潮から草加市を通り、越谷市で武蔵野線の越谷レイクタウン駅と接続し、吉川市・松伏町を経由して野田市駅に至るルート（9駅設定, 延長18.2キロ）を計画している。

### 路線バス
- 茨城急行自動車（松伏営業所）
- 朝日自動車（境営業所）
- 東武バスセントラル（西柏営業事務所）
- 野田市コミュニティバス（まめバス）
  - 運行は、上記の茨城急行自動車松伏営業所・朝日自動車境営業所に委託している。

### 道路

#### 高速道路
市内に高速道路は通っていないが、常磐自動車道（常磐道）の流山インターチェンジ（流山市）、及び柏インターチェンジ（柏市）を利用すれば、5 - 10分程で野田市街へ向かう事が可能である。
また市北部（旧関宿町域）では首都圏中央連絡自動車道（圏央道）の五霞インターチェンジ（茨城県猿島郡五霞町）、及び境古河インターチェンジ（茨城県猿島郡境町）が最寄りとなる地域もある。

#### 有料道路
2020年の下総利根大橋有料道路の無料化をもって、市内の有料道路すべてが無料化された。

##### 過去の有料道路
- 松戸野田有料道路（1977年（昭和52年）10月1日から2007年（平成19年）9月30日まで有料だったが、料金徴収期間満了に伴い、2007年10月1日より無料開放となった。）
- 下総利根大橋有料道路（1990年（平成2年）1月11日から2020年（令和2年）1月10日まで有料だったが、料金徴収期間満了に伴い、2020年1月11日より無料解放となった。）[12]。

#### 一般国道
- 国道16号（春日部野田バイパス）
- 国道16号（千葉柏道路 ※計画中のバイパス）

#### 都道府県道
- 主要地方道
  - 茨城県道・千葉県道3号つくば野田線
  - 千葉県道5号松戸野田線
  - 千葉県道7号我孫子関宿線
  - 茨城県道・千葉県道17号結城野田線
  - 埼玉県道・千葉県道19号越谷野田線
  - 茨城県道・千葉県道・埼玉県道26号境杉戸線
  - 埼玉県道・千葉県道42号松伏春日部関宿線
  - 千葉県道・茨城県道46号野田牛久線
  - 千葉県道・埼玉県道80号野田岩槻線
- 一般県道
  - 茨城県道・千葉県道142号岩井野田線
  - 茨城県道・千葉県道162号岩井関宿野田線（下総利根大橋有料道路）
  - 千葉県道・埼玉県道183号次木杉戸線
  - 千葉県道194号川間停車場線
  - 埼玉県道・千葉県道326号川藤野田線
- 自転車道
  - 千葉県道401号松戸野田関宿自転車道線

#### 橋梁
- 境大橋（利根川、結城野田線）
- 下総利根大橋（利根川、岩井関宿野田線）
- 芽吹大橋（利根川、つくば野田線）
- 野田橋（江戸川、越谷野田線）
- 宝珠花橋（江戸川、次木杉戸線）

## 名所・旧跡・観光スポット・祭事・催事
国土交通省関東地方整備局が募集した関東の富士見百景に、市内4ヶ所が「野田市からの富士」1景として選定されており、野田の醤油生産と髙梨氏庭園などはちば遺産100選（利根川・江戸川と水運のゾーン）に選定されている。

### 名所・旧跡

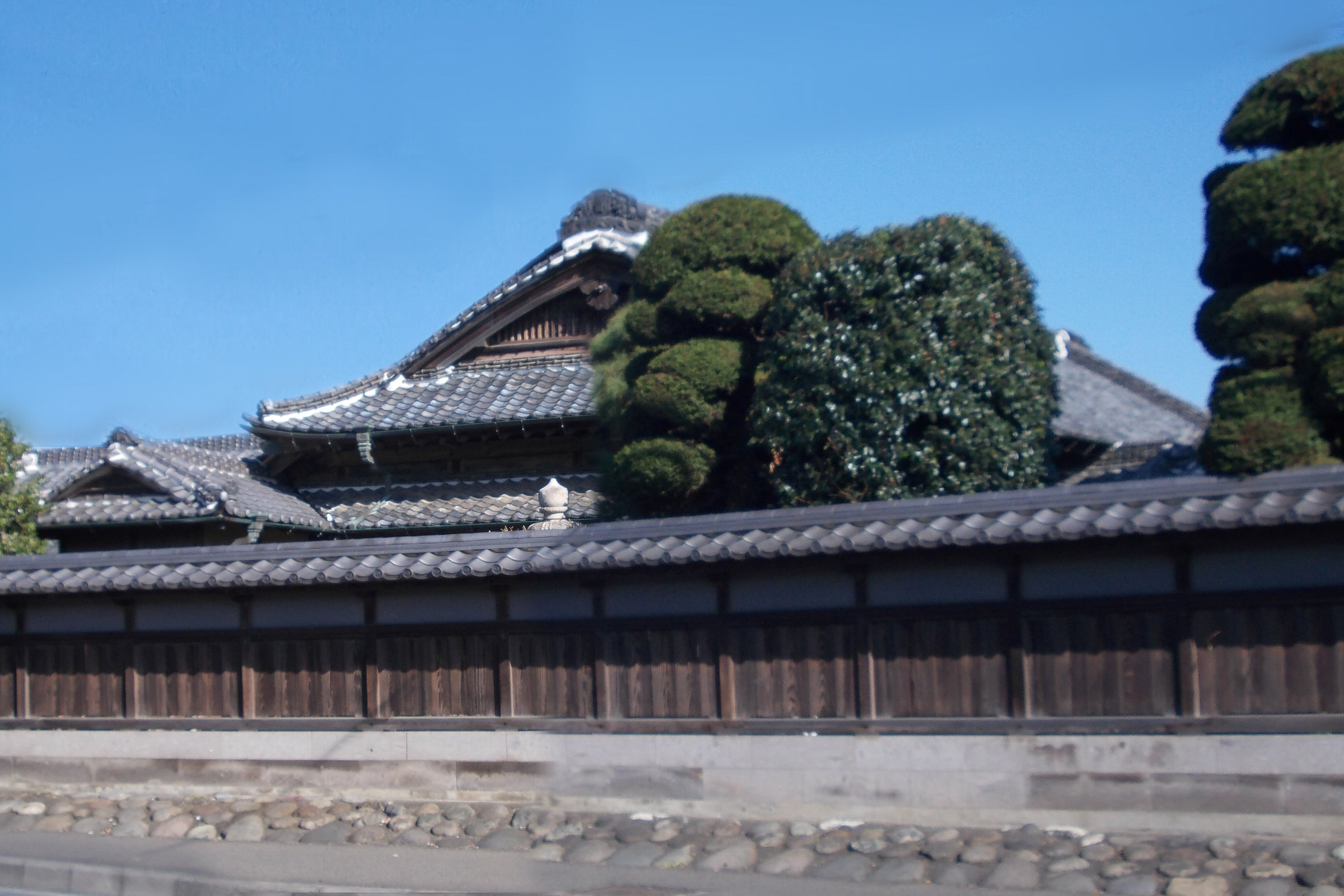
山崎宿（日光東往還）

- 猿島坂東三十三観音霊場 - 1725年（享保10年）に雄弁上人によって創始

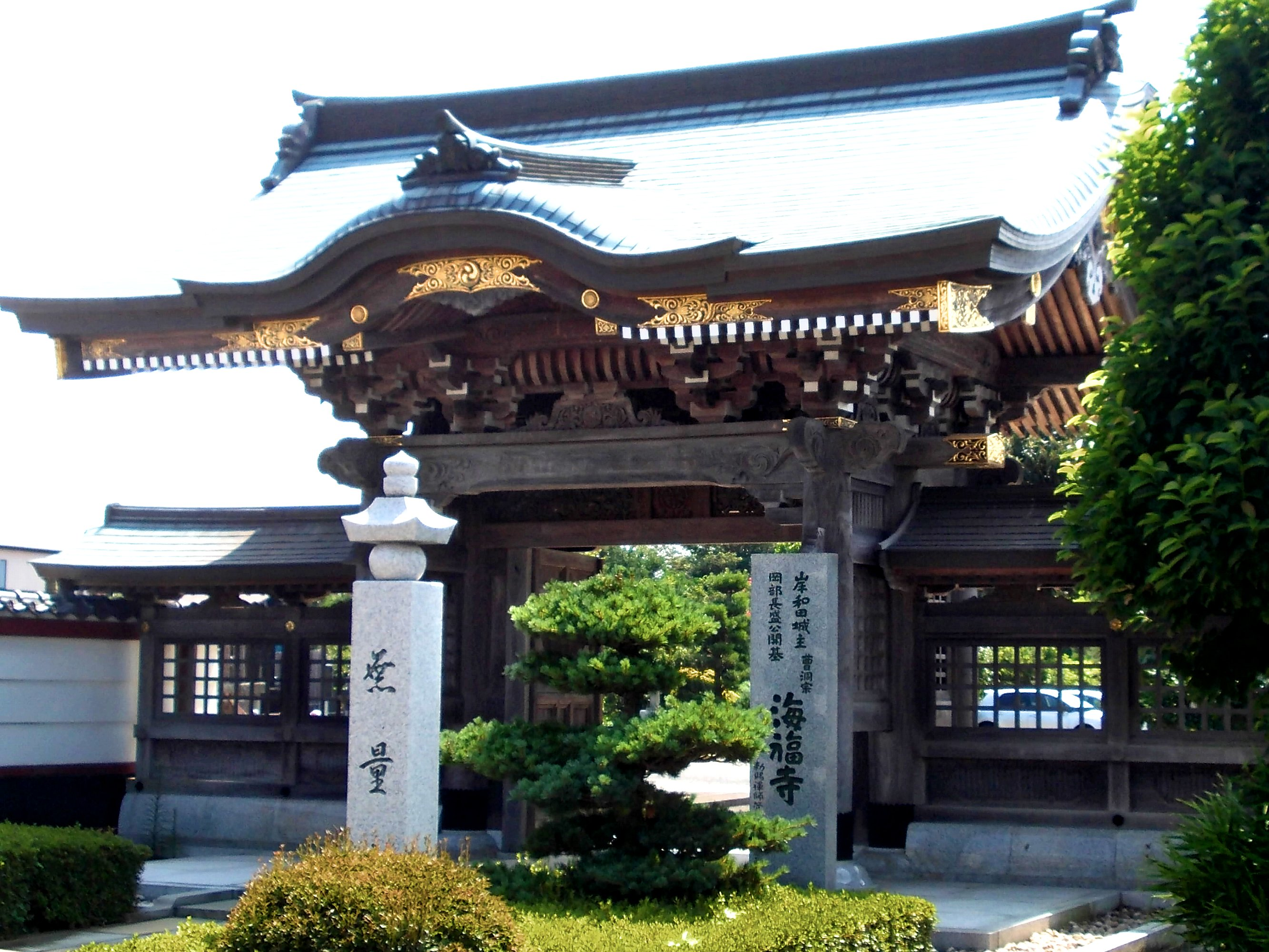
海福寺
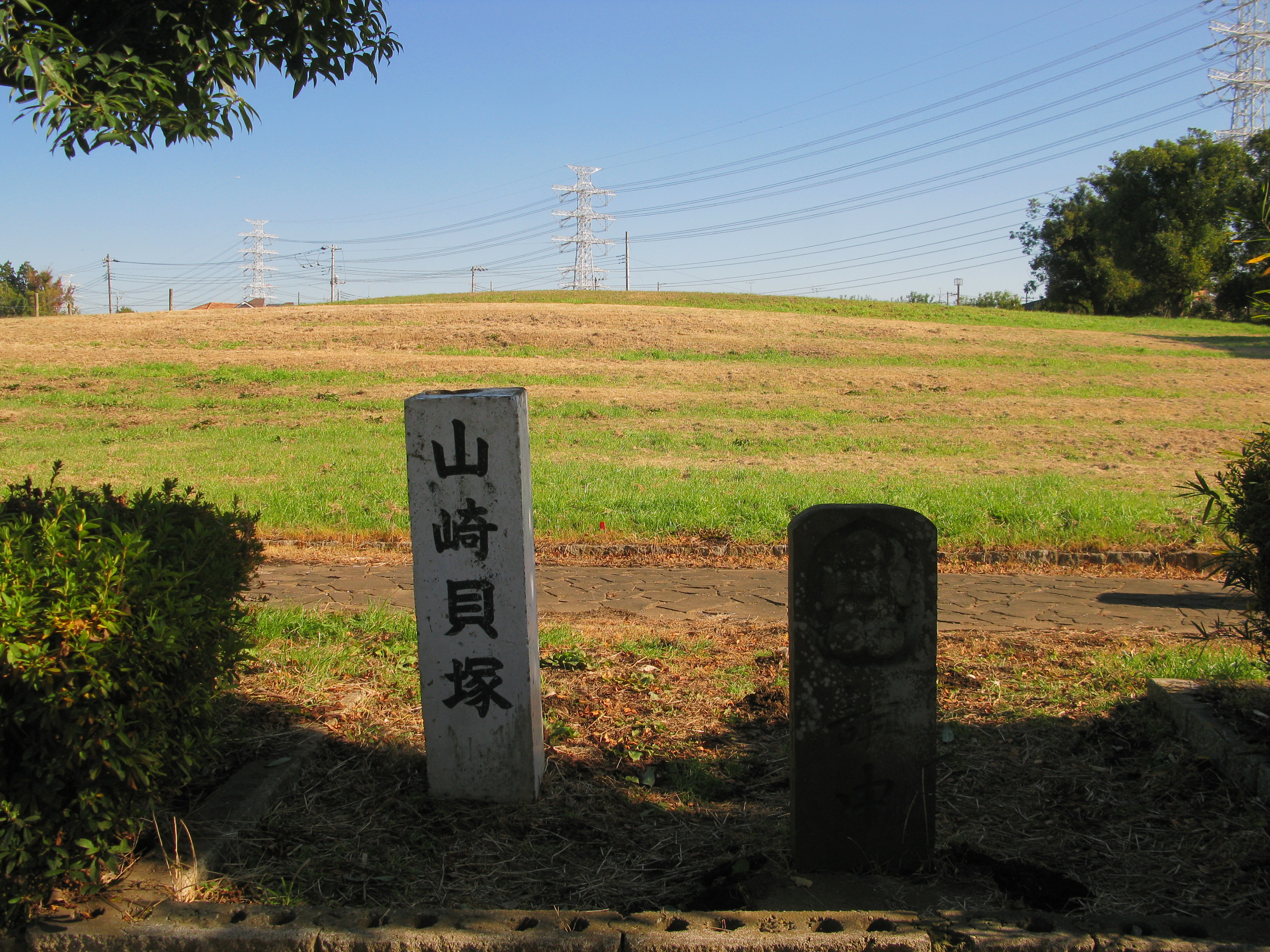
山崎貝塚

- 櫻木神社
- 愛宕神社
- 海福寺（下総山崎藩岡部長盛開基）
- 常敬寺
- 法道寺
- 無量寿院
- 関宿城（関宿藩）
- 棒出し（水利施設)
- 山崎宿（日光東往還）
- 山崎貝塚
- 旧花野井家住宅（国の重要文化財）

- 海福寺
- 山崎貝塚

#### 近代化産業遺産

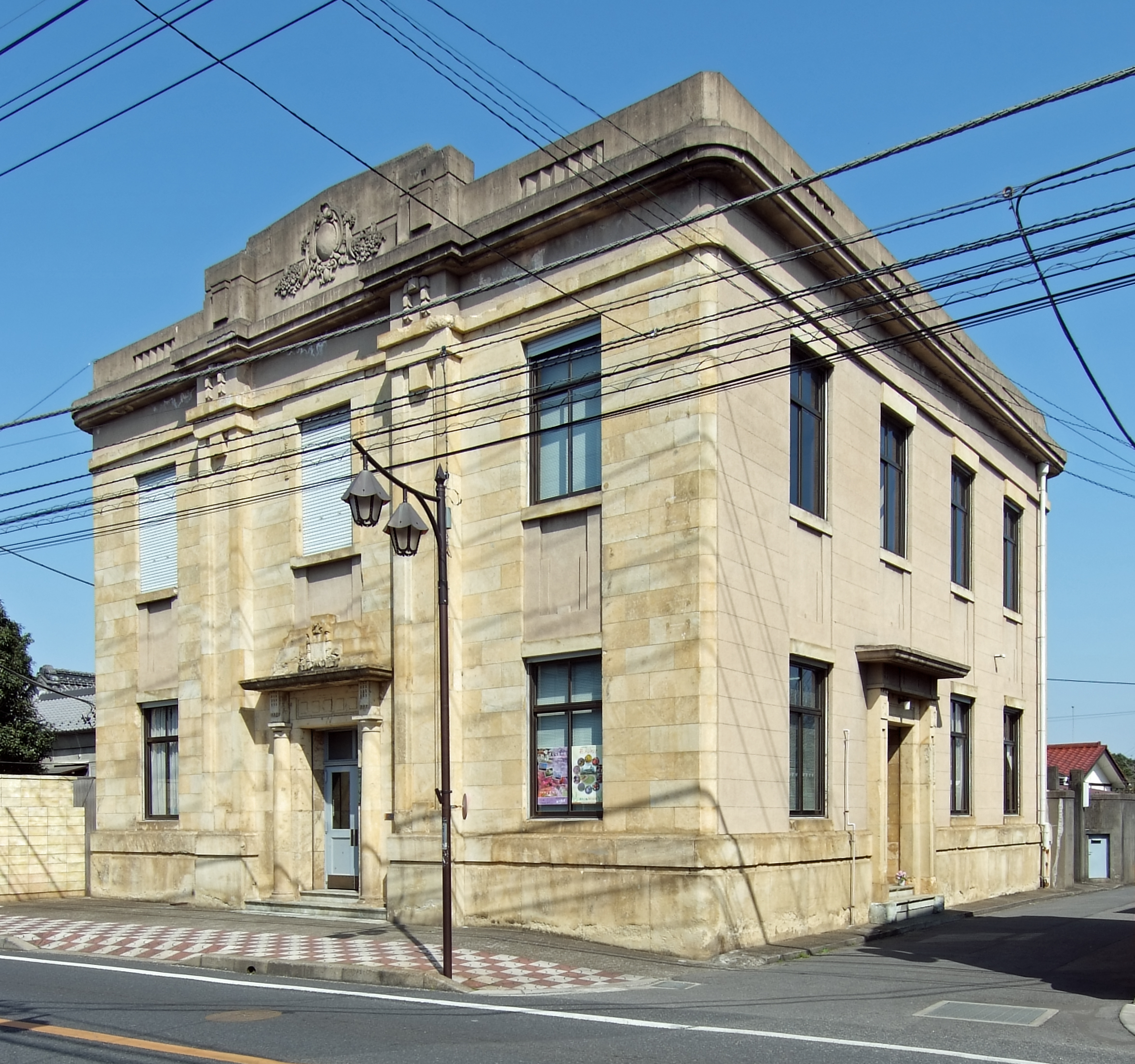
旧野田商誘銀行

- 経済産業省認定の近代化産業遺産「野田市の醸造関連遺産」
  - 利根運河・下河岸・上河岸
  - 旧野田商誘銀行
  - 興風会館
  - キノエネ醤油工場群
  - 春風館道場
  - 煉瓦蔵・御用蔵
  - 第一給水所
  - 製造管理部事務所
  - 茂木本家前景観
  - 上花輪歴史館（髙梨兵左衛門邸・髙梨氏庭園）
  - 旧茂木小学校三年館・七年館
  - 旧茂木佐平治邸

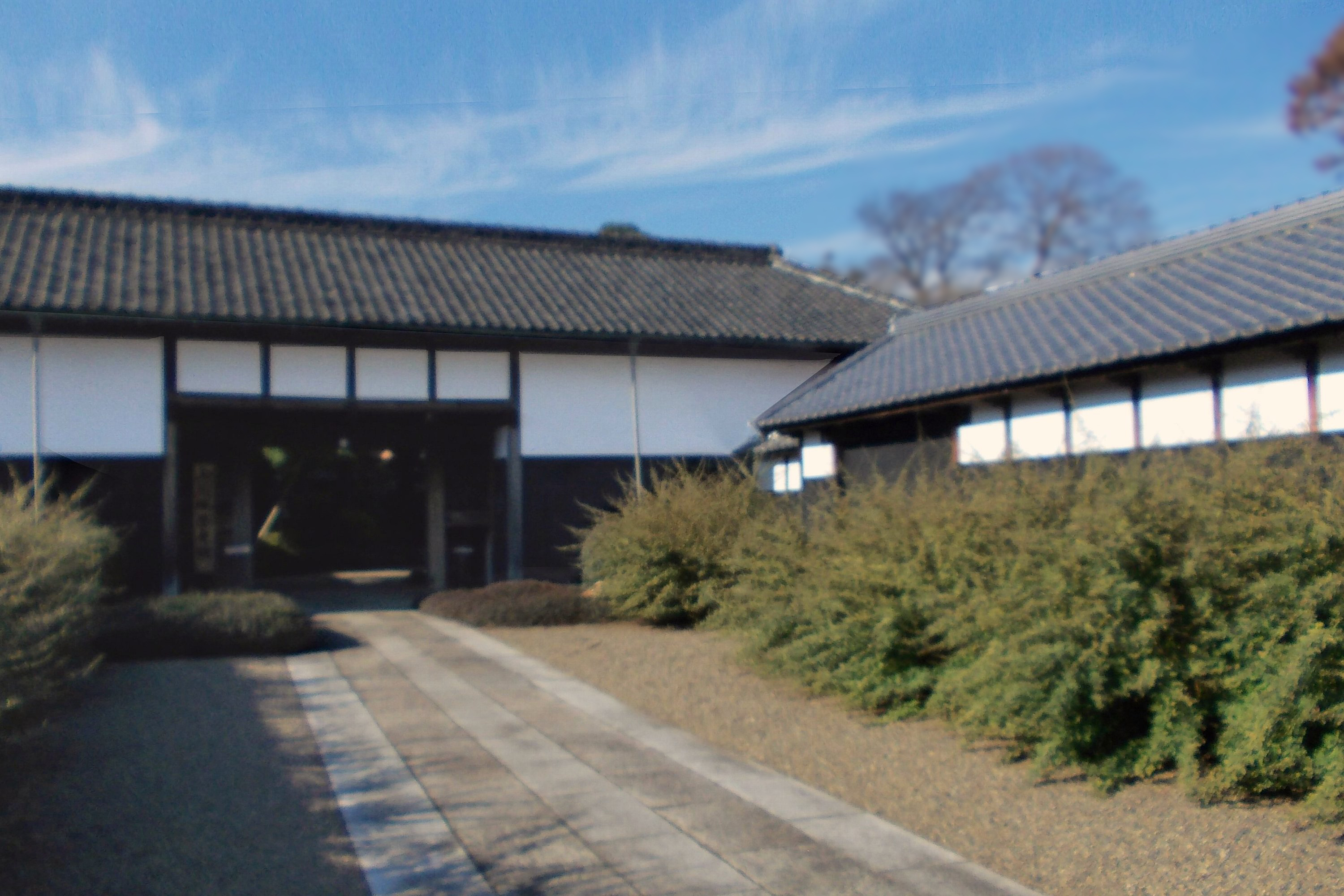
髙梨兵左衛門邸（上花輪歴史館）
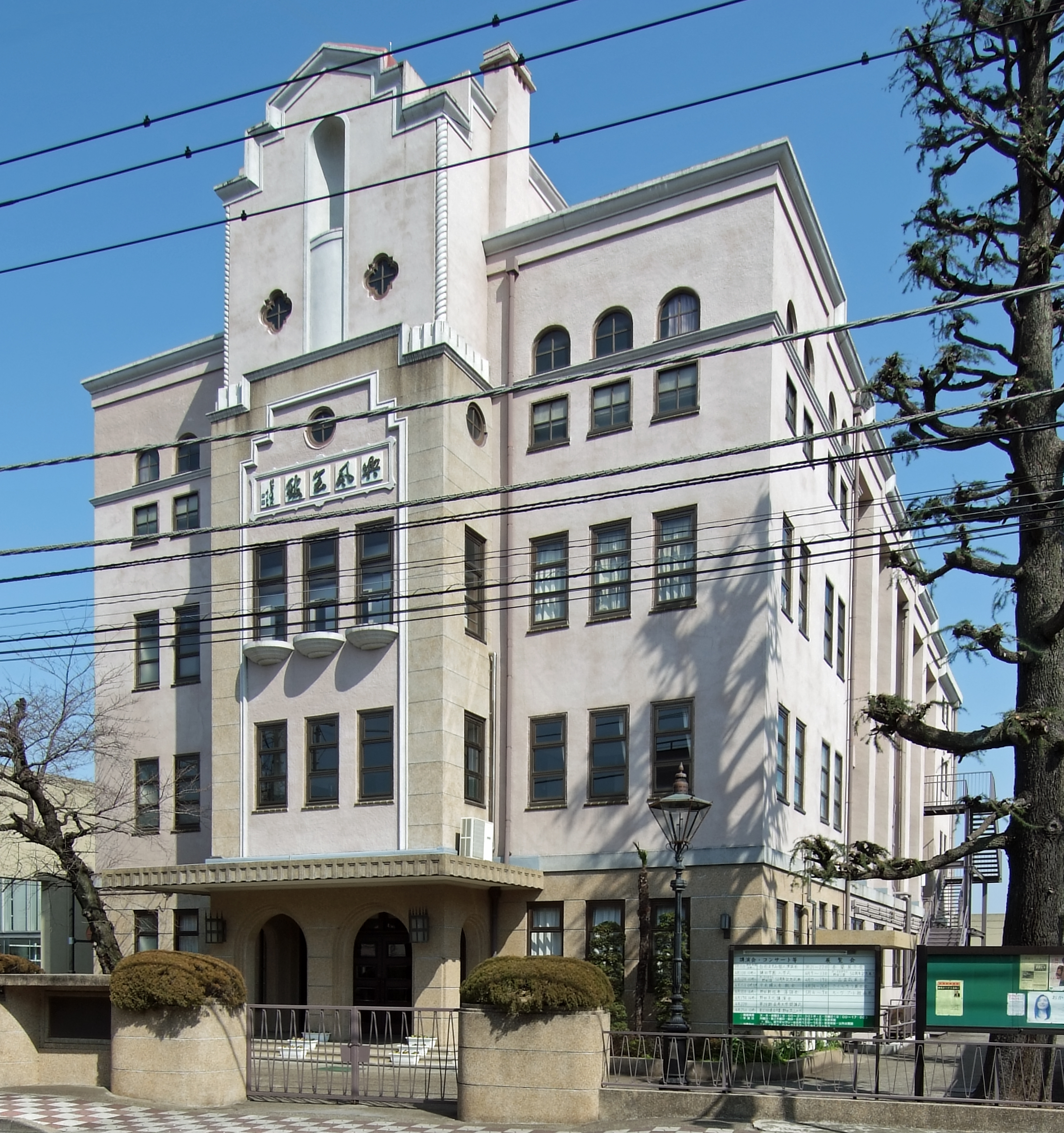
興風会館
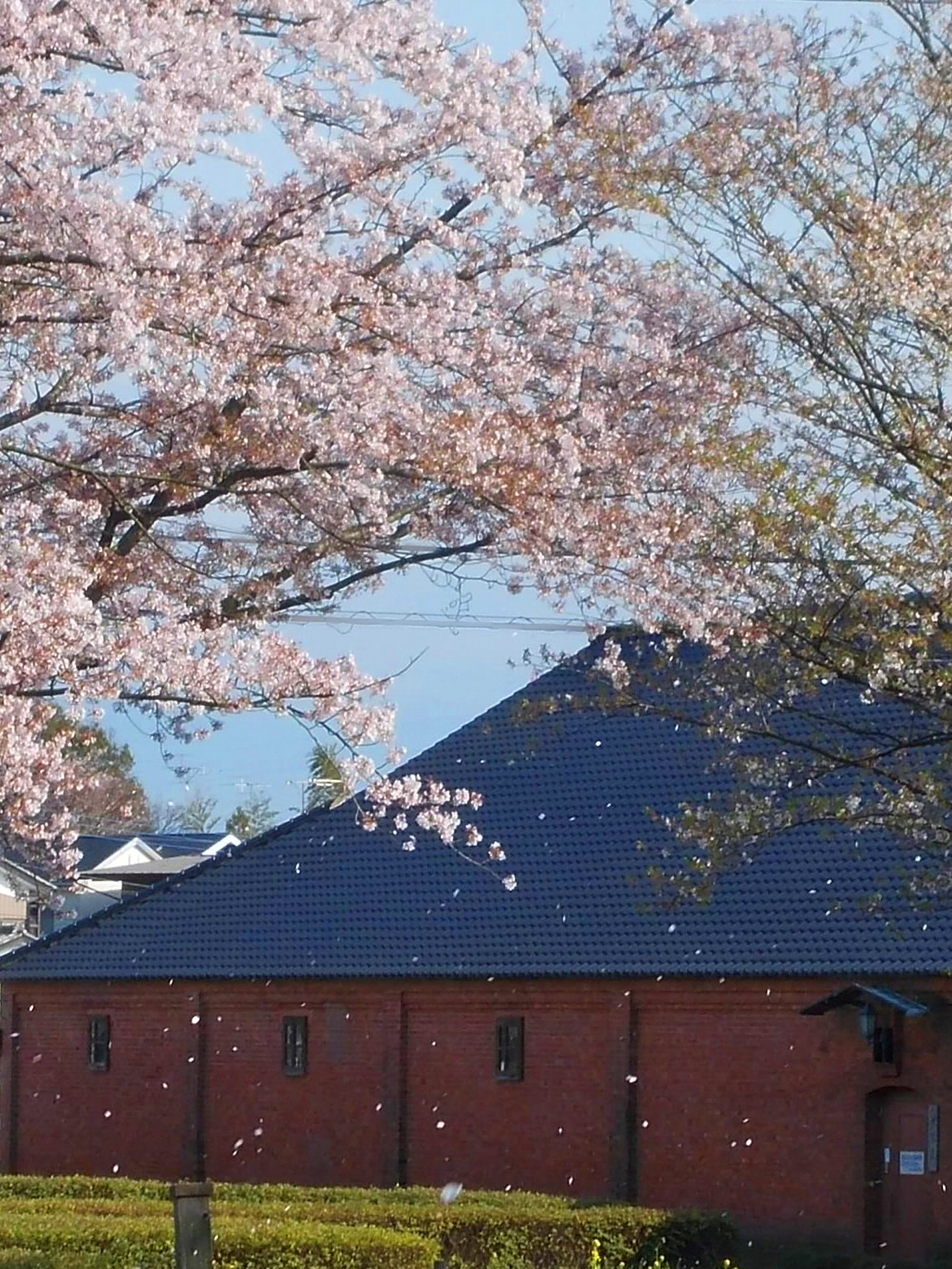
煉瓦蔵
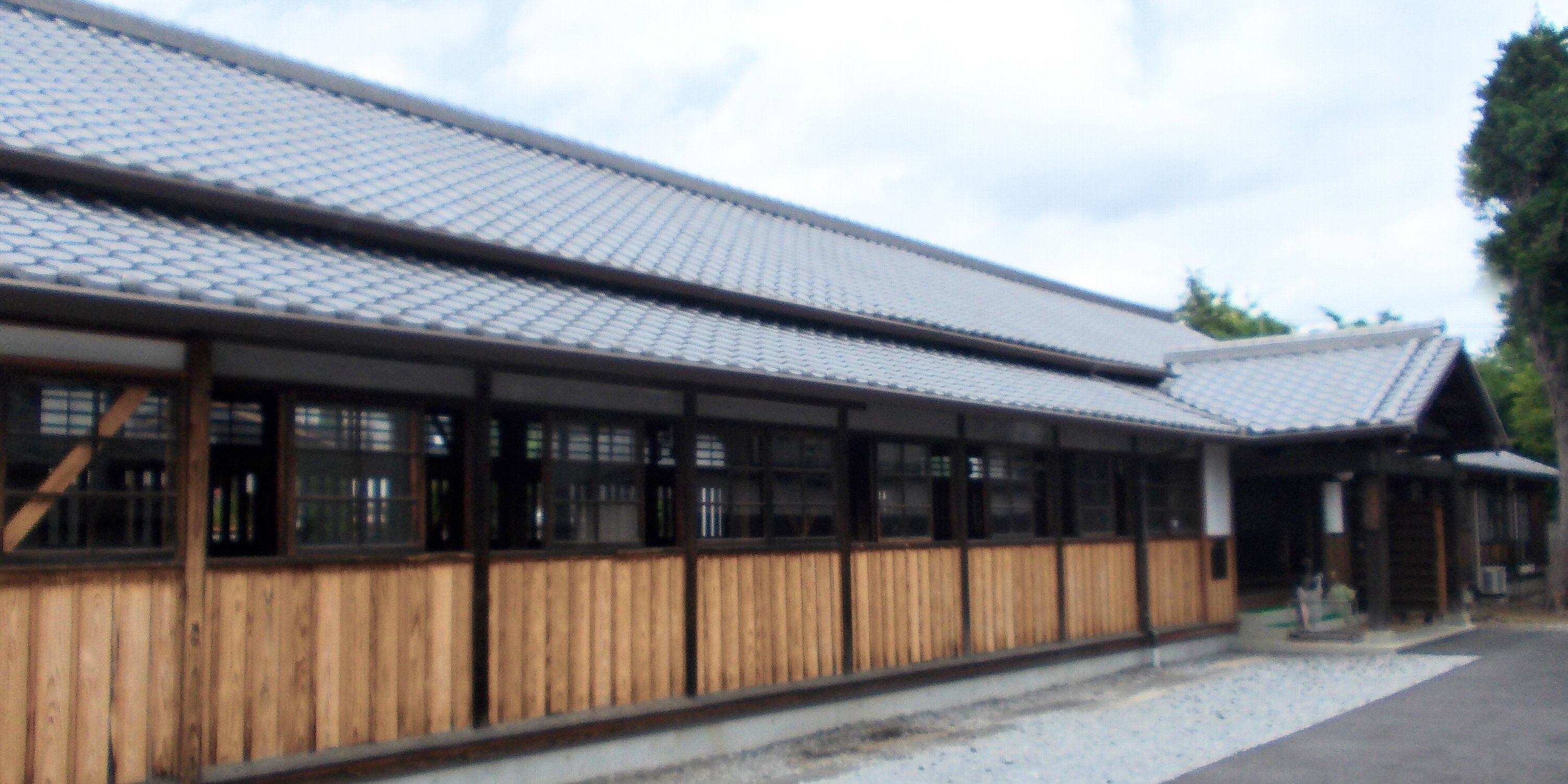
春風館道場
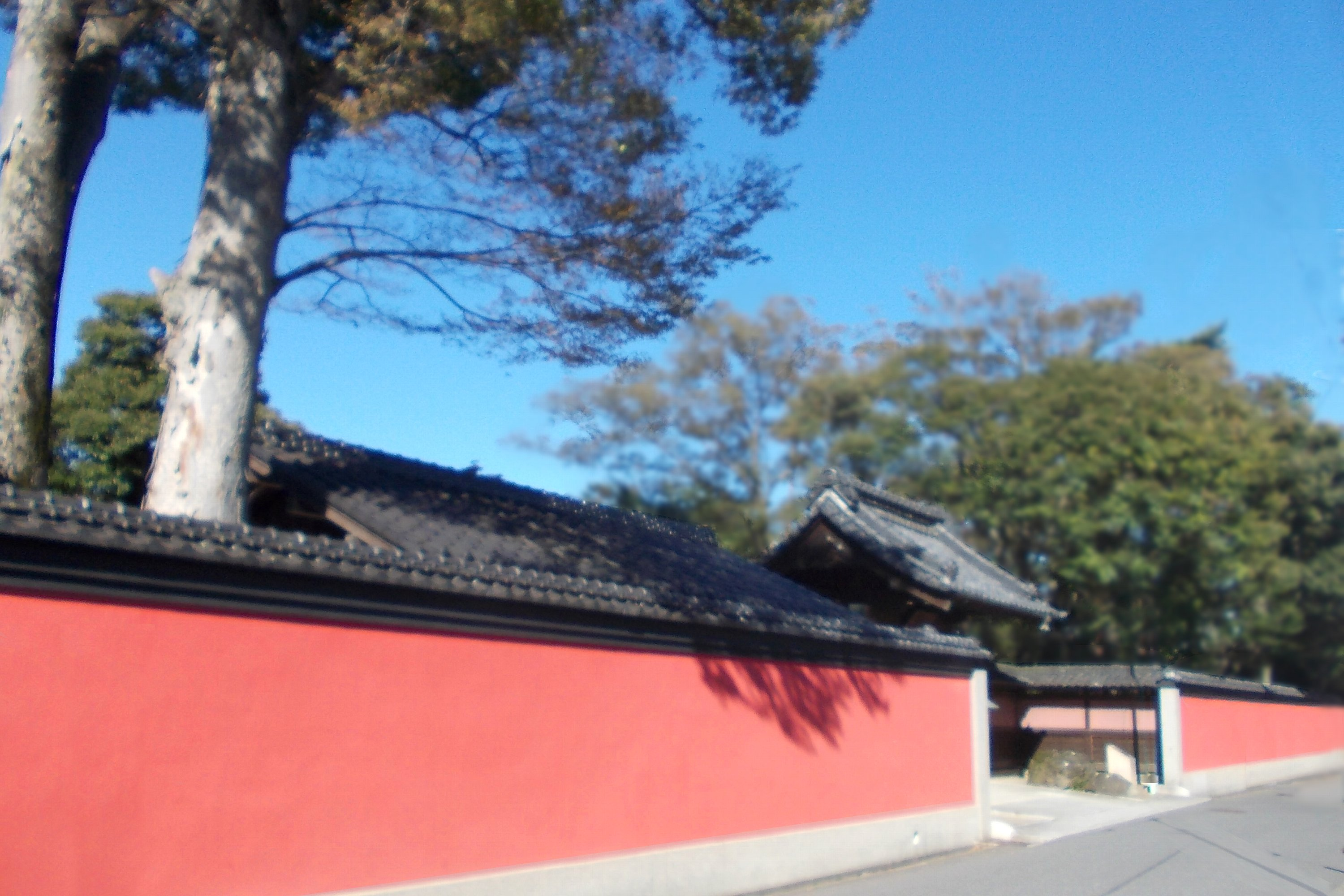
茂木佐平治邸

### 観光スポット
- もりのゆうえんち

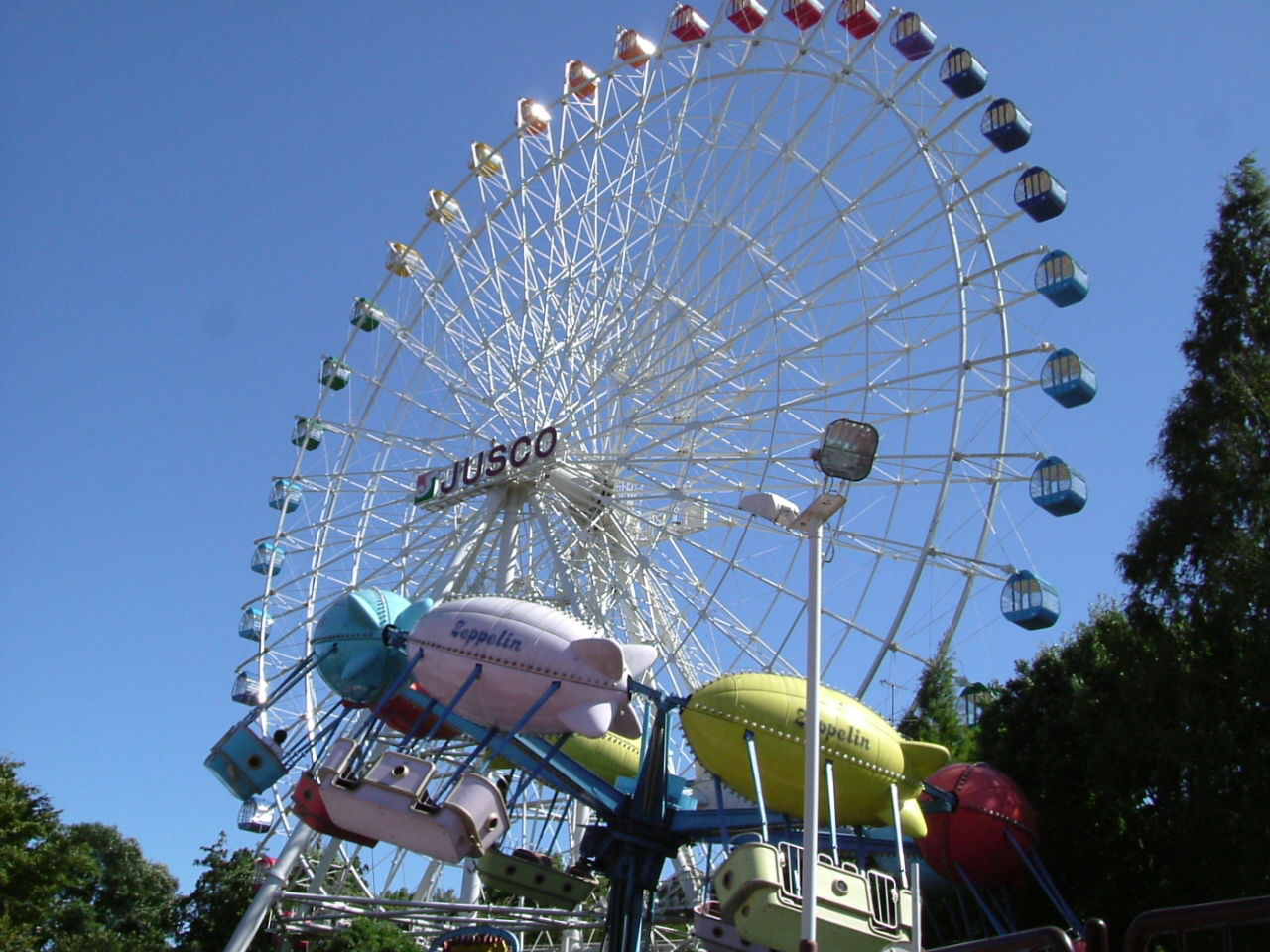
もりのゆうえんち

- 清水公園 - 花見の名所として知られ、日本さくら名所100選に選定されている。
- こうのとりの里

博物館
- 鈴木貫太郎記念館(休館中)
- 千葉県立関宿城博物館
- 野田市郷土博物館
- 茂木本家美術館
- キッコーマンもの知りしょうゆ館
- 関根名人記念館（いちいのホール5階、将棋の13世名人関根金次郎を記念）
  - 同記念館の対局室で女流名人戦 (将棋)など将棋対局を実施してきた。将棋界への功績により、野田市が2019年に、第26回大山康晴賞を日本将棋連盟から授与された。
- 上花輪歴史館（経済産業省認定近代化産業遺産）

温浴施設
かつて大利根温泉や野田の湯 湯食館があったが、近年スーパー銭湯などの温浴施設が増えている。近隣市町村の温浴施設とも激しい競合が行われている。これらの温浴施設は半径5キロメートル以内に集中している。
- 野天風呂湯の郷
- のだ温泉ほのか
- 七光台温泉

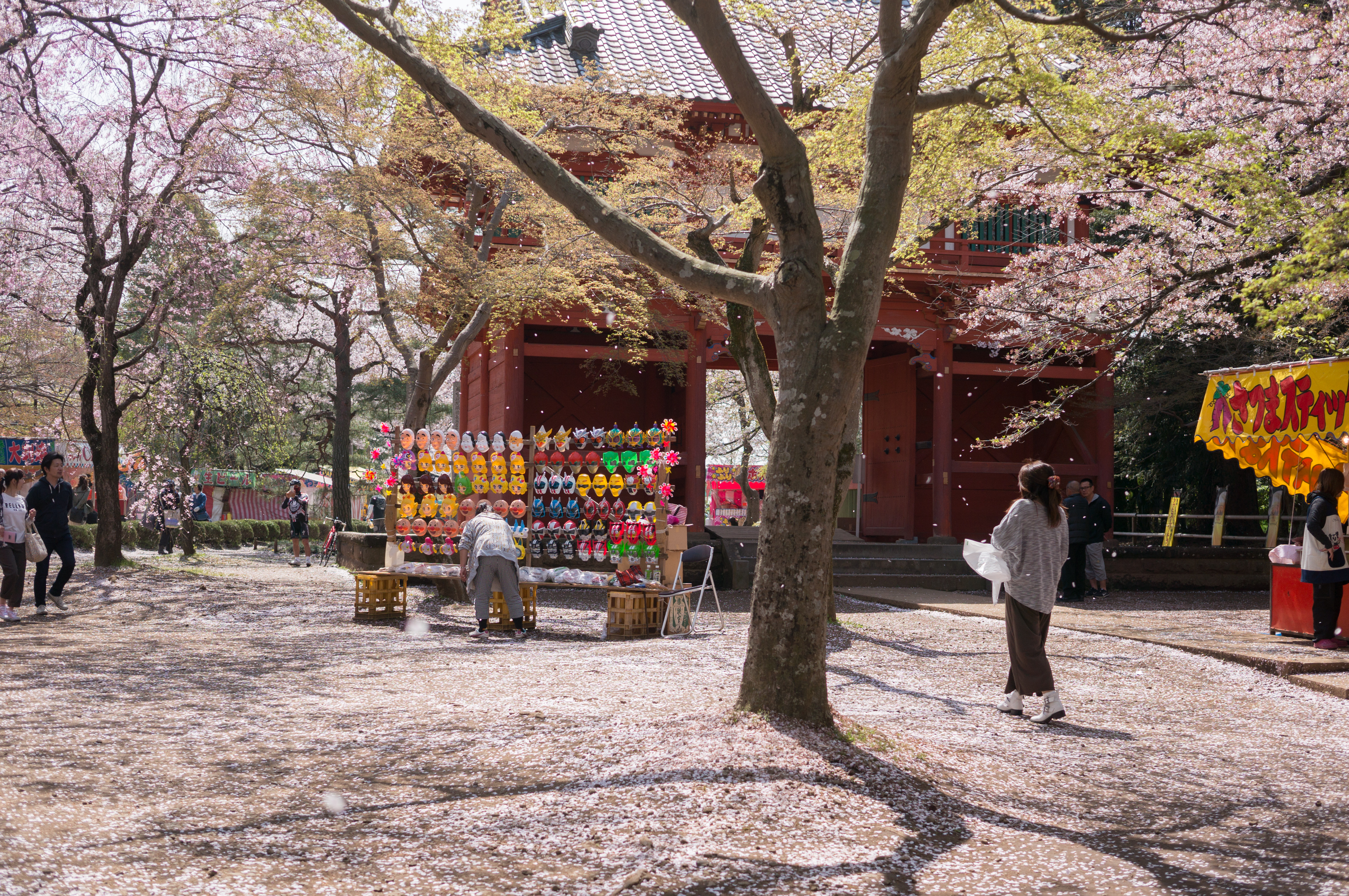
清水公園（桜まつり）
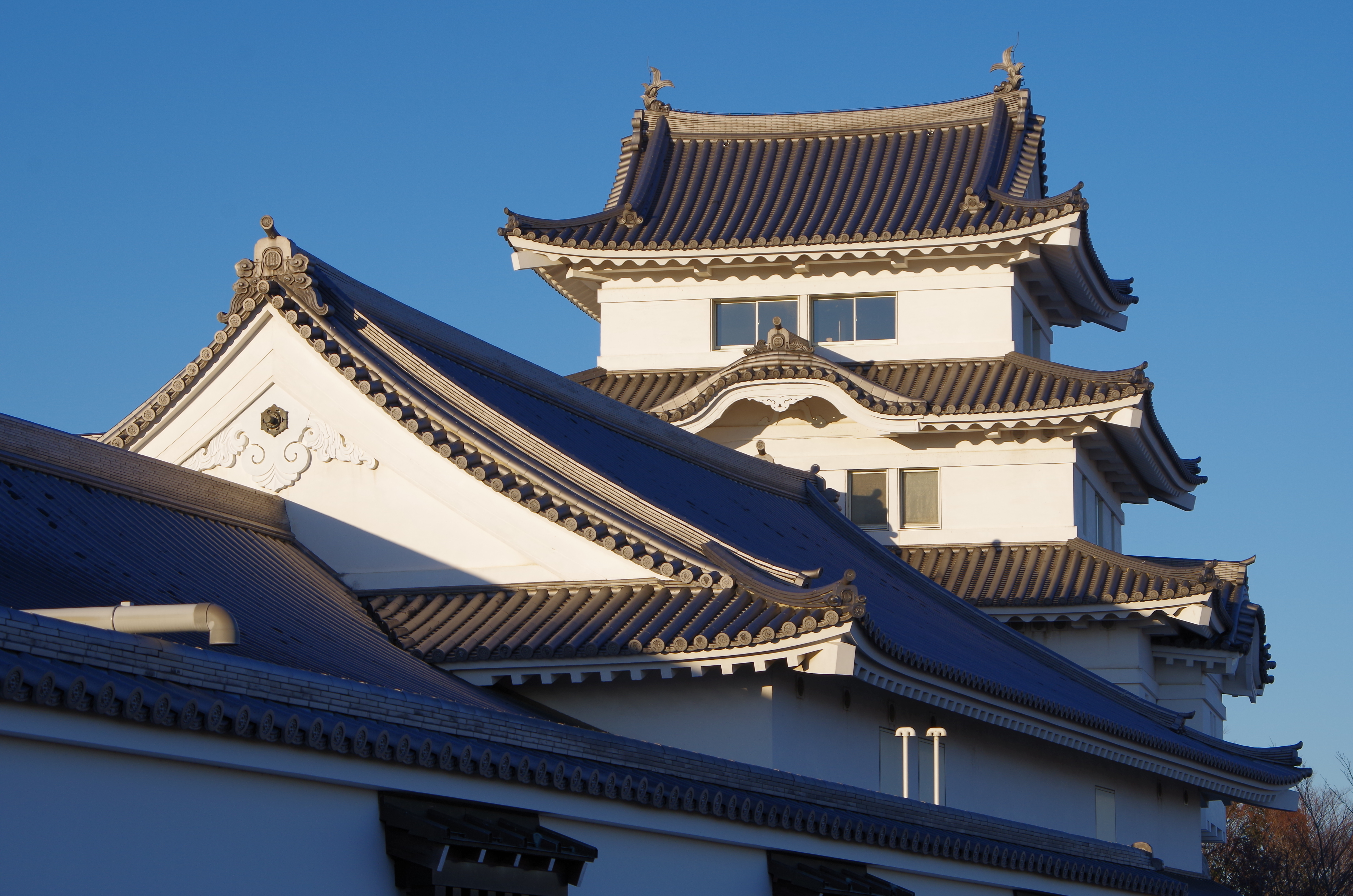
千葉県立関宿城博物館
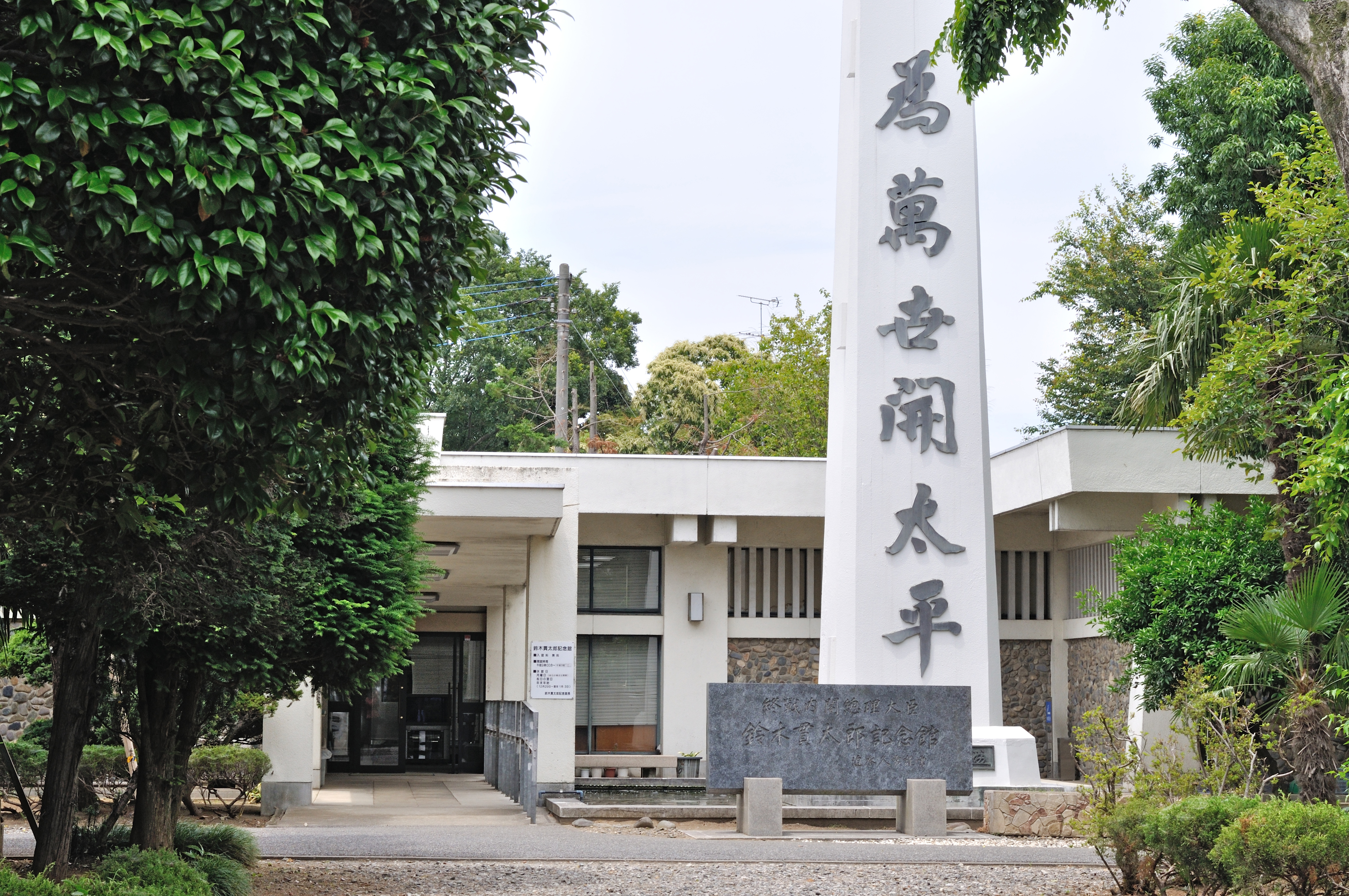
鈴木貫太郎記念館

### 祭事・催事
- 野田のつく舞
- 津久舞
  - 夏祭りに演じられる雨乞の神事で、白装束に蛙面の演者が、高さ5メートルの柱の上、綱の上で軽業を演じる。
- バッパカ獅子舞
  - 清水村八幡神社の祭礼で、疫病の厄除けとして棒術と居合術、獅子舞が奉納される。
- 三ツ堀のどろ祭[13]（おお腹くちの泥んこ祭り）
  - 野田三ツ堀香取神社

### 文化財
国・県指定および国登録文化財一覧。
| 番号 | 指定・登録 | 類別                     | 名称                                           | 所在地                      | 所有者または管理者   | 指定年月日                       | 備考 |
| ---- | ---------- | ------------------------ | ---------------------------------------------- | --------------------------- | -------------------- | -------------------------------- | ---- |
| 1    | 国指定     | 重要文化財（建造物）     | 旧花野井家住宅                                 | 野田市清水馬作902           | 野田市               | 昭和44年6月20日                  | 1棟  |
| 2    | 国指定     | 記念物（史跡）           | 山崎貝塚                                       | 野田市山崎貝塚町26-4他      | 野田市他             | 昭和51年12月23日                 |      |
| 3    | 国指定     | 記念物（名勝）           | 髙梨氏庭園                                     | 野田市上花輪字西光野486-3他 | 髙梨本家             | 平成13年8月13日                  |      |
| 4    | 県指定     | 有形文化財（建造物）     | 愛宕神社本殿                                   | 野田市野田725-1他           | 愛宕神社             | 平成16年3月30日                  | 1棟  |
| 5    | 県指定     | 有形文化財（絵画）       | 絹本著色釈迦涅槃図                             | 野田市下三ケ尾545           | 普門寺               | 昭和57年4月6日                   | 1幅  |
| 6    | 県指定     | 有形文化財（彫刻）       | 木造伝親鸞聖人坐像                             | 野田市中戸379               | 常敬寺               | 昭和52年3月8日                   | 1躯  |
| 7    | 県指定     | 有形文化財（彫刻）       | 木造阿弥陀如来坐像                             | 野田市中戸379               | 常敬寺               | 昭和53年2月28日                  | 1躯  |
| 8    | 県指定     | 有形文化財（工芸品）     | 刺繍釈迦涅槃図                                 | 野田市東金野井1192-1        | 清泰寺               | 平成21年3月17日                  | 1幅  |
| 9    | 県指定     | 無形民俗文化財           | 野田のばっぱか獅子舞                           | 八幡神社                    | バッパカ獅子舞保存会 | 昭和41年12月2日                  |      |
| 10   | 県指定     | 無形民俗文化財           | 三ツ堀のどろ祭                                 | 香取神社                    | 三ツ堀どろ祭保存会   | 昭和61年2月28日                  |      |
| 11   | 県指定     | 無形民俗文化財           | 野田のつく舞                                   | 野田市野田                  | 野田津久舞保存会     | 平成5年2月26日                   |      |
| 12   | 県指定     | 記念物（史跡）           | 野田貝塚                                       | 野田市清水551-1             | 株式会社千秋社       | 昭和11年7月17日                  |      |
| 13   | 国登録     | 登録有形文化財（建造物） | 野田市市民会館（旧茂木佐平治家住宅）主屋ほか   | 野田市野田370               | 野田市               | 平成9年5月7日                    | 2件  |
| 14   | 国登録     | 登録有形文化財（建造物） | 興風会館                                       | 野田市野田250               | 興風会               | 平成9年7月15日                   | 1件  |
| 15   | 国登録     | 登録有形文化財（建造物） | 桝田家住宅主屋ほか                             | 野田市今上字浅間下2574-1    | 個人                 | 平成19年10月2日・平成25年6月21日 | 5件  |
| 16   | 国登録     | 登録有形文化財（建造物） | 戸邉五右衞門家住宅主屋ほか                     | 野田市中野台字川岸699-3他   | 個人                 | 平成19年10月2日                  | 4件  |
| 17   | 国登録     | 登録有形文化財（建造物） | 懐石あた后店舗（旧茂木房五郎家住宅居住棟）ほか | 野田市野田字愛宕裏740-2     | 有限会社小室         | 平成20年3月7日                   | 2件  |
| 18   | 国登録     | 登録有形文化財（建造物） | 茂木本家住宅主屋ほか                           | 野田市清水字谷端1087-1他    | 個人                 | 平成22年1月15日                  | 13件 |
| 19   | 国登録     | 登録有形文化財（建造物） | 茂木七郎右衛門家住宅主屋ほか                   | 野田市野田339               | 個人                 | 平成30年3月27日                  | 18件 |
| 20   | 国登録     | 登録記念物（名勝地）     | 野田市市民会館（旧茂木佐平治氏）庭園           | 野田市野田字谷端370-8       | 野田市               | 平成20年7月28日                  | 1件  |

## 出身者
| 政治・経済 - 足利晴氏（戦国武将） - 石川明（実業家） - 岡部長盛（大名・下総山崎藩） - 木村清（実業家・喜代村（すしざんまい経営）社長） - 久世氏（大名・関宿藩） - 久世重之（大名、徳川幕府閣僚） - 新村勝雄（元市長、元衆議院議員） - 鈴木貫太郎（海軍大将、終戦時内閣総理大臣） - 鈴木孝雄（陸軍大将、鈴木貫太郎の弟） - 杉崎弥重郎（実業家） - 中野栄三郎（実業家・元野田醤油（現キッコーマン）社長、野田市名誉市民） - 野本家定（鎌倉武将） - 松平康元（戦国武将） 学者 - 金山喜昭 (考古学者) - 佐藤真（歴史学者・興風図書館長） - 杉崎善治郎（生化学農芸化学研究者・東京理科大学） - 仲谷一宏（海洋学者・魚類学者・北海道大学） - 奥住桂（教育学者・埼玉大学准教授） 映画・映像 - 愛染恭子（ポルノ監督） - 小津安二郎（映画監督）※母の疎開先で戦後1945年-1952年に在住 - 川村泰祐（映画監督、テレビ演出家） - 小林基己（映像作家） | 文学・美術 - 秋尾敏（俳人、俳論家） - 上崎洋一（編集者、著作家、俳人） - 河合凱夫（俳人、野田市立中央小学校校長） - 栗原克実（水墨画家、野田市立第二中学校校長） - 後藤純男（日本画家） - 桜田精一（洋画家） - 桜田久美（洋画家） - 佐藤雀仙人（俳人） - 杉崎弥八（石工彫刻家） - 宗谷真爾（小説家、医師） - 米川千嘉子（歌人） 漫画家 - 池沢早人師（漫画家、小説家） - 江口寿史（漫画家、イラストレーター） - 下川凹天（漫画家、アニメーション作家） - 高橋のぼる（漫画家） - 寺嶋将司（漫画家） - ますむらひろし（漫画家） - ラショウ（ゲームクリエーター、漫画家） 医師 - 池松武之亮（いびき研究所） - 山田辰五郎（日本陸軍軍医） |

芸能人
| 落語家・芸人 - 春風亭一之輔（落語家） - 七代目春風亭小柳枝（落語家） - 五代目鈴々舎馬風（落語家） - 春風亭昇也（落語家） - きくりん（お笑い芸人） - 菊地優志（お笑い芸人・ワンワンニャンニャン） - 福井修一（お笑い芸人・ワンワンニャンニャン） - 飯塚俊太郎（お笑い芸人、俳優） 音楽 - TOMY（ミュージシャン、Agitato） - 奥村チヨ（歌手） - 杉本雄（サウンドデザイナー） - DABO（ラッパー） - nao（歌手） - ナオト・インティライミ（ミュージシャン） - みさこ（ミュージシャン・神聖かまってちゃんおよびバンドじゃないもん!MAXX NAKAYOSHI） - 伊藤大介（ミュージシャン・元Something ELse） - 山田マン（ラッパー・ラッパ我リヤ） - 山中直治（作曲家） - 渡野辺マント（ミュージシャン・上々颱風） - 猪野陽子（ミュージシャン・上々颱風） - 片山広明（ジャズ・サックス奏者） アイドル - 大島麻衣（タレント・元AKB48）※生まれは東京都足立区 - 永岡真実（元女優、元グラビアアイドル） - 小野愛（元グラビアアイドル） - 折原みか（グラビアアイドル） - 佐藤弥生（タレント） | 俳優・声優 - 遠藤要（元俳優） - 石田佳央（俳優） - 北見禮子（女優） - 内田勝正（俳優） - 飯吉優（女優） - 金野潤（声優） - 保世フィフィ編梨（女優） アナウンサー - 永岡歩（アナウンサー） - 宮里亜衣（フリーアナウンサー） - 津島亜由子（フリーアナウンサー） スポーツ - 旭日松広太（元大相撲力士） - 千葉昇隆利（元大相撲力士） - 森和樹（元プロ野球選手） - 太洋一（プロサッカー選手） - 大島嵩弘（プロサッカー選手） - 高橋一輝（プロサッカー選手） - 松本健太（プロサッカー選手） - 礒谷幸始（アメフト選手） - 戸邉直人（陸上競技選手・男子走高跳日本記録保持者） - 吉川祐太（プロレスラー） - 佐藤幸治（元プロボクサー） - 細田めぐみ（元プロボクサー） - 山路慎一（レーシングドライバー） - 坂巻正巳（競輪選手） - 十文字貴信（競輪選手） - 初見良昭（忍術家） - 大岩千未来（新体操選手） その他 - 中村勇太郎（囲碁棋士） - 関根金次郎（将棋棋士、13世名人） - 堀政夫（侠客） |

### 野田市にゆかりのある人物
- プロゴルファーの石川遼は、小学生の頃から野田市内のゴルフ練習場に通って練習をしていた。

## 野田市を舞台・ロケ地とした作品
- 童謡『かごめかごめ』は野田市が発祥地といわれており、東武野田線の清水公園駅の前に「かごめ唄の碑」が建立されている。
- 関東運輸局千葉運輸支局野田自動車検査登録事務所が建設される以前に、当該用地が1991年（平成3年）度のNHK連続テレビ小説「君の名は」のロケ撮影地として利用された。